# Vicenza
Vicenza ( AFI: /viˈʧɛnʦa/; Vicénsa ([viˈʧeŋsa]) in veneto) è un comune italiano di 110 581 abitanti, capoluogo dell'omonima provincia in Veneto. È il quarto comune della regione per popolazione e il quinto più densamente popolato. Si trova al margine settentrionale della Pianura Padana, lungo i fiumi Bacchiglione e Retrone e ai piedi dei colli Berici.
Di origine preistorica, l'abitato venne rifondato dai Romani all'interno dell'ansa del fiume Bacchiglione intorno alla metà del I secolo a.C., divenendo municipium romano tra il 49 e il 42 a.C. e rimanendo sotto il governo dell'Impero fino all'arrivo dei Longobardi. Dopo il breve periodo di libertà comunale (1259-1266), Vicenza fu sempre soggetta alle più potenti città vicine, anche se non fu mai conquistata da alcuna di esse con le armi, ma piuttosto si diede più o meno spontaneamente ad esse: in custodia a Padova nel 1266, in riconoscimento dell'autorità imperiale rappresentata da Cangrande della Scala nel 1311, a Giangaleazzo Visconti nel 1387 e infine alla Serenissima Repubblica di Venezia nel 1404. Occupata militarmente da Napoleone nel 1797, nel 1815 divenne parte dell'Impero austriaco, combattendo valorosamente nella Battaglia di Monte Berico del 1848 fino ed essere definitivamente annessa al Regno d'Italia nel 1866.
La città è meta di turismo culturale per il suo patrimonio artistico ed è stata dichiarata Patrimonio dell'umanità dall'UNESCO per i numerosi contributi architettonici di Andrea Palladio. È un rilevante centro industriale composto di piccole e medie imprese. Il tessuto produttivo è trainato dai settori metalmeccanico, tessile e orafo, quest'ultimo raggiunge nel capoluogo oltre un terzo del totale delle esportazioni di oreficeria.

## Geografia fisica

### Territorio
Il territorio comunale di Vicenza si estende per 80,57 km², tra la parte settentrionale dei Colli Berici e la parte orientale dei Lessini.
La città presenta una parte meridionale pianeggiante posta a una quota di 26 m s.l.m. (zona di Borgo Casale), la parte del centro storico che si sviluppa tra i 33 e i 40 m s.l.m., tra le anse dei principali fiumi Bacchiglione, Retrone e Astichello e infine una parte collinare (appartenente al sistema delle dorsali settentrionali dei Colli Berici) con un'altitudine massima di 183 m s.l.m. (corrispondente al Monte Bella Guardia).
Il territorio comunale comprende non solo il nucleo urbano, che si è notevolmente espanso nel corso del Novecento, ma anche delle zone di campagna in periferia e la zona di Monte Berico, che domina la città dall'alto.

#### Sismologia
Per quanto riguarda la sismicità, il capoluogo berico è stato riclassificato da rischio sismico di grado 3 a rischio sismico di grado 2 su 4 ovvero a rischio sismico medio (Ordinanza PCM 3274 del 20/03/2003 e delibera regionale n. 244 del 09/03/2021).

### Idrografia

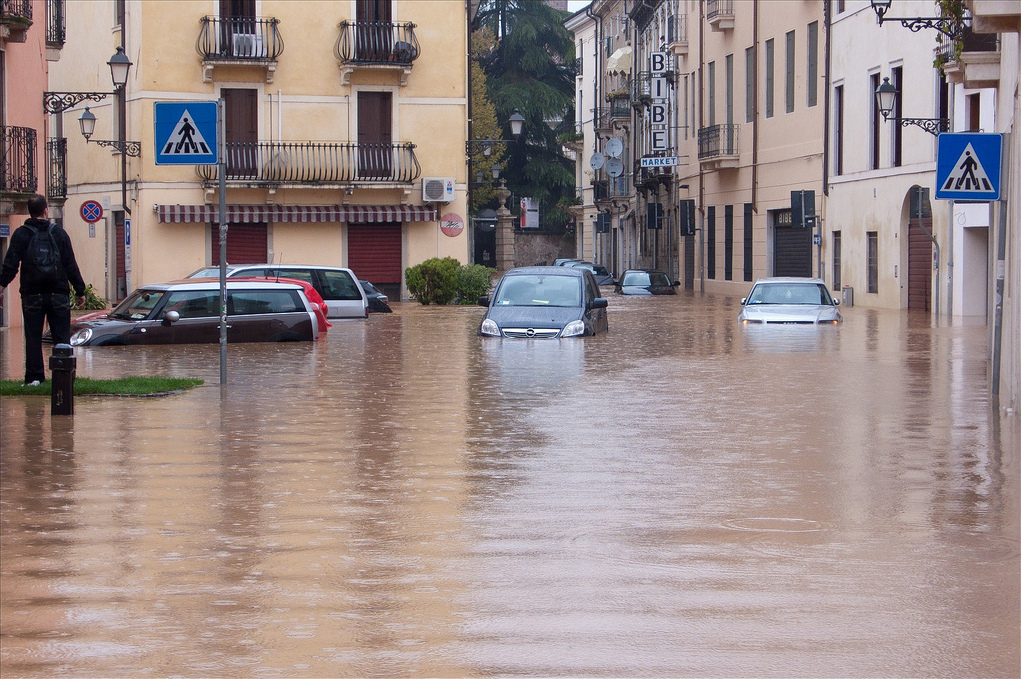
L'alluvione del novembre 2010 in una strada del centro storico

Il nucleo storico della città sorge alla confluenza del fiume Bacchiglione con il suo affluente Retrone. Altri corsi d'acqua toccano Vicenza: il fiume Astichello (che provenendo da nord-est si getta nel Bacchiglione), il fiume Tesina (che scorre pochi km ad est della città) e il torrente Orolo (che discende da nord e si getta anch'esso nel Bacchiglione).
Durante il Medioevo questi corsi d'acqua hanno avuto un'influenza decisiva sulla storia, la difesa e lo sviluppo della città.
Oltre ai fiumi, Vicenza e la zona a nord della città sono molto ricchi anche di acqua di falda e di risorgiva, tant'è che, da secoli, la città di Padova e parte della sua provincia prelevano l'acqua dal vicentino e, attraverso l'acquedotto sito nella zona di Novoledo di Villaverla, la portano nel territorio patavino.
Purtroppo, a causa della notevole urbanizzazione del dopoguerra, molti fossati e canali di scolo sono stati chiusi o tombinati e larghe aree di terreni una volta agricoli si sono trasformate in zone industriali, finendo per convogliare il deflusso delle acque che dalle montagne vicentine giungono in pianura, solo sui fiumi principali.
Proprio perché si trova nel punto d'incontro di fiumi (Bacchiglione e Retrone in primis) la città di Vicenza viene considerata una zona a rischio idrogeologico; nel passato è stata infatti colpita da diverse alluvioni: particolarmente rilevanti quelle del settembre 1882 e del 4 novembre 1966.
Tra il 1º e il 2 novembre 2010 la città è stata colpita da una nuova alluvione che ha sommerso il 20% della superficie comunale provocando gravi danni e due vittime.
L'11 novembre 2012 Vicenza ha rischiato una seconda alluvione, a distanza di soli due anni da quella del 2010. Il livello del Bacchiglione al Ponte degli Angeli ha toccato i 6,05 metri, andando quindi ben oltre il livello di guardia (tanto che, per la prima volta, sono state attivate le sirene di allarme esondazione installate dal comune su alcuni campanili della città), poi l'ondata di piena è diminuita. I danni sono comunque stati ingenti in alcune zone della città, ampiamente allagate (2,3 km² di territorio allagato su 80,54 km² di territorio comunale) dall'acqua esondata in alcuni punti e da quella uscita a forte pressione dalle condutture fognarie.

### Clima
Vicenza ha un clima temperato (con alcune caratteristiche continentali) con inverni piuttosto freddi e umidi; le estati sono invece calde e afose. Effetti positivi hanno le colline e le montagne che, molto spesso, riescono a bloccare le perturbazioni.
Mediamente la durata del giorno è di dodici ore e sedici minuti, con punta minima a dicembre (otto ore e quarantanove minuti) e massima a giugno (quindici ore e quaranta minuti).
Le precipitazioni medie annue si attestano a 1 060 mm, mediamente distribuite in 88 giorni di pioggia, con minimo relativo in inverno, picco massimo in autunno e massimo secondario in primavera per gli accumuli. L'umidità relativa media annua fa registrare il valore di 74,6% con minimi di 70% a luglio e ad agosto e massimo di 81% a dicembre; mediamente si contano 59 giorni di nebbia all'anno.
| Vicenza (1951-2008)             | Mesi         | Mesi         | Mesi         | Mesi        | Mesi        | Mesi        | Mesi        | Mesi        | Mesi        | Mesi        | Mesi        | Mesi         | Stagioni | Stagioni | Stagioni | Stagioni | Anno    |
| Vicenza (1951-2008)             | Gen          | Feb          | Mar          | Apr         | Mag         | Giu         | Lug         | Ago         | Set         | Ott         | Nov         | Dic          | Inv      | Pri      | Est      | Aut      | Anno    |
| ------------------------------- | ------------ | ------------ | ------------ | ----------- | ----------- | ----------- | ----------- | ----------- | ----------- | ----------- | ----------- | ------------ | -------- | -------- | -------- | -------- | ------- |
| T. max. media (°C)              | 7,0          | 9,3          | 13,5         | 17,3        | 22,8        | 26,2        | 29,1        | 28,7        | 24,3        | 18,4        | 11,8        | 7,5          | 7,9      | 17,9     | 28,0     | 18,2     | 18,0    |
| T. min. media (°C)              | −1,0         | −0,1         | 3,3          | 7,0         | 11,9        | 15,5        | 17,7        | 17,2        | 13,5        | 8,5         | 3,1         | −0,4         | −0,5     | 7,4      | 16,8     | 8,4      | 8,0     |
| T. max. assoluta (°C)           | 15,9 (1992)  | 23,4 (2019)  | 26,8 (1997)  | 30,0 (2000) | 34,8 (2001) | 37,4 (2003) | 37,4 (1952) | 39,1 (2012) | 33,2 (1997) | 29,4 (1956) | 24,4 (2004) | 17,8 (1983)  | 23,4     | 34,8     | 39,1     | 33,2     | 39,1    |
| T. min. assoluta (°C)           | −20,0 (1985) | −18,6 (1956) | −10,0 (2005) | −3,2 (2003) | −0,8 (1957) | 2,6 (1953)  | 8,6 (1991)  | 8,0 (1995)  | 3,8 (2004)  | −3,6 (1997) | −8,0 (1965) | −13,0 (2005) | −20,0    | −10,0    | 2,6      | −8,0     | −20,0   |
| Giorni di calura (Tmax ≥ 30 °C) | 0            | 0            | 0            | 0           | 0           | 5           | 13          | 12          | 1           | 0           | 0           | 0            | 0        | 0        | 30       | 1        | 31      |
| Giorni di gelo (Tmin ≤ 0 °C)    | 26           | 20           | 10           | 0           | 0           | 0           | 0           | 0           | 0           | 0           | 8           | 19           | 65       | 10       | 0        | 8        | 83      |
| Precipitazioni (mm)             | 76,5         | 67,9         | 76,9         | 97,3        | 100,0       | 104,3       | 74,0        | 79,5        | 92,7        | 115,5       | 93,7        | 81,5         | 225,9    | 274,2    | 257,8    | 301,9    | 1 059,8 |
| Giorni di pioggia               | 7            | 5            | 6            | 10          | 10          | 9           | 7           | 7           | 6           | 8           | 7           | 6            | 18       | 26       | 23       | 21       | 88      |
| Giorni di nebbia                | 13           | 8            | 6            | 2           | 1           | 0           | 0           | 0           | 3           | 7           | 9           | 10           | 31       | 9        | 0        | 19       | 59      |
| Umidità relativa media (%)      | 80           | 75           | 72           | 73          | 71          | 72          | 70          | 70          | 73          | 78          | 80          | 81           | 78,7     | 72       | 70,7     | 77       | 74,6    |

- Classificazione climatica: zona E con 2371 gradi giorno[10].

## Origini del nome
In dialetto vicentino si usa solitamente la grafia Vicensa, che rispecchia la pronuncia locale, mentre Vicenzsa è una grafia alternativa. Altra grafia utilizzata anticamente è Viçença.
Pare che il primo nome dato dai Veneti alla città sia stato Berga, nome ricordato anche nel primo teatro romano costruito in città che si chiamava appunto Teatro Berga. Certa è, invece, la denominazione assunta in epoca romana: Vicetia (pronuncia classica [wiˈkeːtɪɐ], pronuncia ecclesiastica [viˈʧɛtʦja]) o Vincentia o ancora Vicentia. Il nome è attestato dapprima nella forma dell'etnico Veicetinos in un'iscrizione del 135 a.C., poi come Vicetia in Plinio il Vecchio (Naturalis historia III, 130; III, 132) e in Tacito (Historiae, III, 8).
Nel secolo XI si arriva a Vicencia fino all'odierna Vicenza. L'origine del nome può essere fatta risalire al latino vincens (vincente) o al greco Oniketia (terra dei Veneti). Strabone la chiama anche Ucetia mentre Claudio Eliano la cita col nome di Bitetia.
Il toponimo è certamente una formazione venetica, derivata dall'indoeuropeo weik- (da cui il greco οἶκος, óîkos, e il latino vicus) con il suffisso -et attestato anche nel nome dei Veneti. La base weik- designa l'unità sociale superiore alla famiglia e il villaggio.

## Storia
(Louis Courajod, storico dell'arte francese, fondatore dell'École du Louvre)

### Dalle origini all'epoca medievale

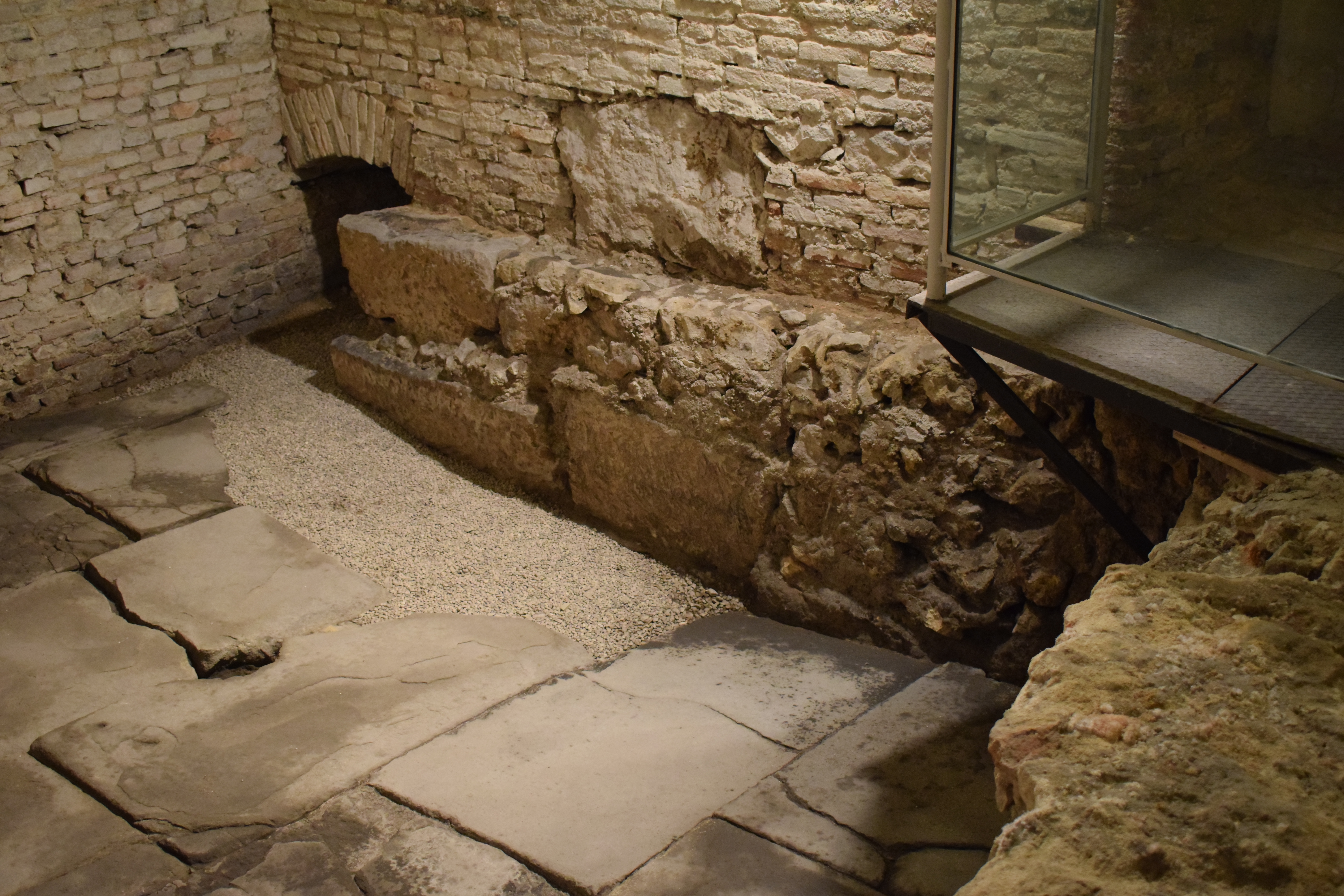
Lastricato del Foro sotto Palazzo Trissino

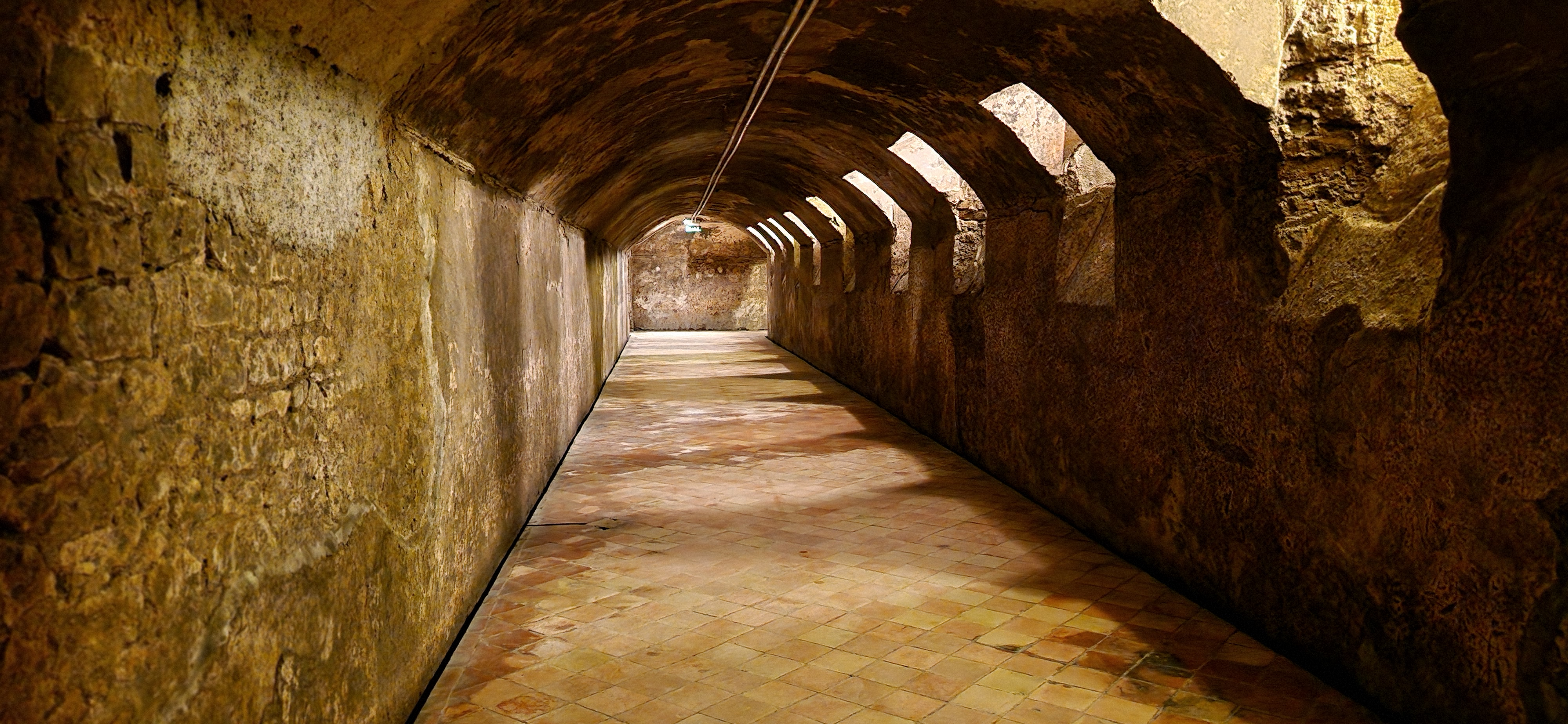
Criptoportico romano di Vicenza

Gli studiosi sono concordi nel ritenere che il primo insediamento, alla confluenza dei fiumi Astico (poi Bacchiglione) e Retrone, sia originato da popolazioni paleovenete che in precedenza vivevano sui Colli Berici e nella valle del Lago di Fimon, almeno a partire dal VI secolo a.C.
Mai asserviti dai popoli circostanti, di cui pure subirono l'influenza culturale, nel II secolo a.C. entrarono nell'orbita di Roma e ottennero la cittadinanza romana nel 49 a.C. In epoca romana il territorio di Vicenza era attraversato da un'importante strada romana, la via Gallica.
Completamente ridisegnata in quegli anni nel suo impianto urbanistico, ancora molto evidente, e dotata delle prime mura, durante il primo periodo imperiale, la città prosperò: lo attestano i resti del Teatro Berga, dei ponti (demoliti ma documentati a fine Ottocento), dell'acquedotto in frazione Lobbia, del Foro sotto Palazzo Trissino e di domus patrizie sotto la piazza del Duomo, con un criptoportico romano ben conservato, scoperto dopo i bombardamenti avvenuti nella città durante la seconda guerra mondiale.
Il cristianesimo si è diffuso in Vicenza probabilmente verso la fine del III secolo. Alla fine del IV o agli inizi del V secolo risale la costruzione sia di una basilica fuori dalle mura, dedicata ai santi Felice e Fortunato, sia di una chiesa cittadina, che diverrà poi la cattedrale.
Pare che la città in età tardo-antica non sia stata devastata da invasioni barbariche.
Il Museo naturalistico e archeologico di Santa Corona e il Museo diocesano di Vicenza conservano importanti reperti risalenti alle origini della città.
Nel 568 fu occupata dai Longobardi (secondo Paolo Diacono fu occupata dallo stesso Alboino) e subito eretta a sede ducale. Durante i circa tre secoli del periodo longobardo e del successivo periodo carolingio Vicenza rivestì un ruolo regionale di un certo rilievo e nel 589 ebbe il suo primo vescovo, Oronzio.
Durante il Medioevo a Vicenza trovarono sede molti benedettini che si occuparono, tra l'altro, della bonifica del territorio. La città in origine sorgeva infatti su un terreno acquitrinoso e subito a nord confinava con un lago che andò progressivamente prosciugandosi durante l'epoca medievale. La presenza di due corsi d'acqua (gli attuali Bacchiglione e Retrone) e la scarsa elevazione del terreno favorirono il verificarsi di frequenti alluvioni fino a epoche recenti.
Nel 1184 dei sicari al soldo dei grandi feudatari assassinarono sulla piazza del Duomo il vescovo Giovanni Cacciafronte, che venne poi beatificato da papa Gregorio XVI.
Dopo essere stata sotto il controllo di Ezzelino II il Monaco nel 1211, la città finì sotto l'egida degli Scaligeri, cui si deve la costruzione delle mura trecentesche, la trasformazione in torre del campanile della basilica dei Santi Felice e Fortunato e il conio dell'unica moneta cittadina, l'aquilino d'argento.

### La sudditanza alla Serenissima e il Rinascimento vicentino

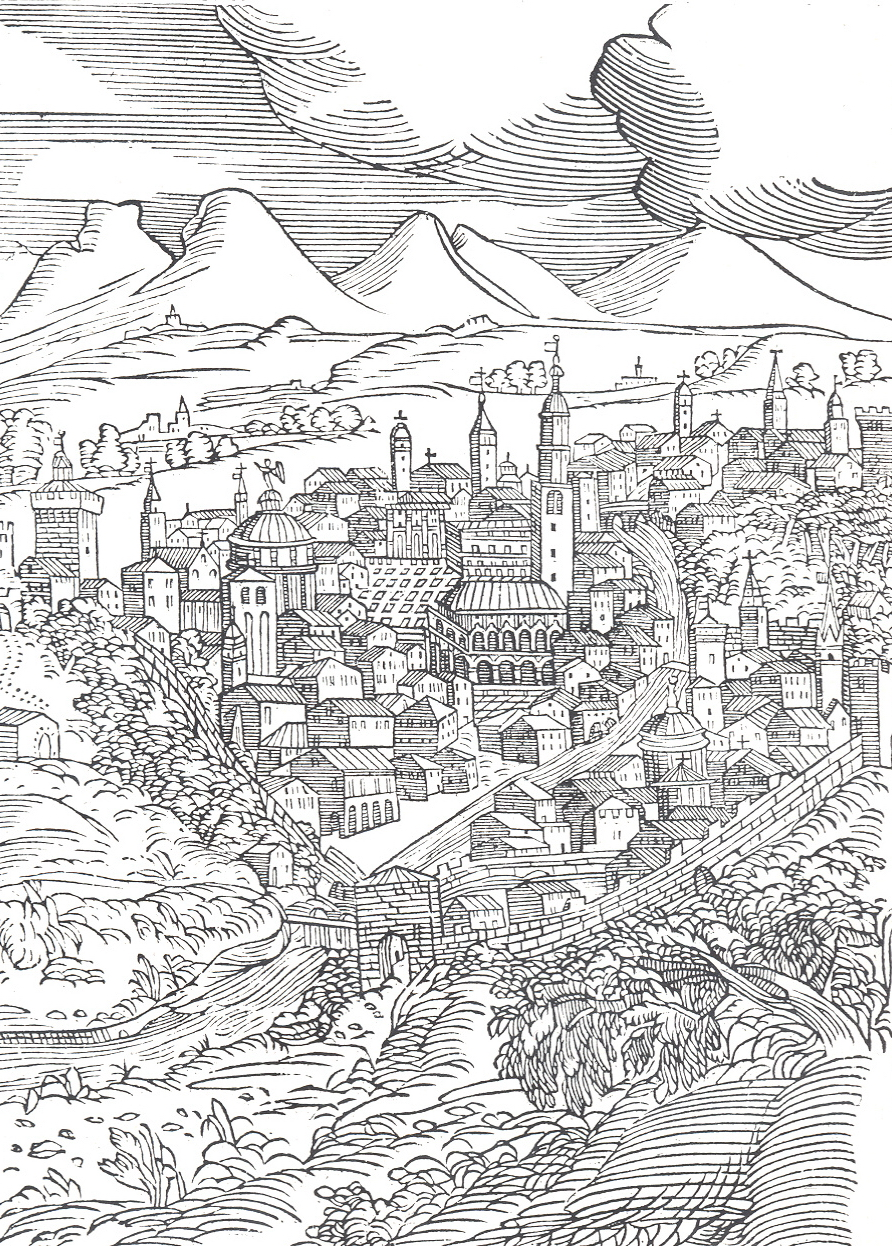
La città di Vicenza agli inizi del XVII secolo

Dal 1404 al 1797, donando nel 1414 le chiavi della città a Venezia (come fecero altre città venete e lombarde) entrò a far parte della Repubblica Serenissima Veneta con la sua capitale o dominante Venezia. Seguirono quattro secoli di pace e benessere, in cui le arti raggiunsero livelli eccelsi e l'economia prosperò. Il 12 giugno 1486 gli ebrei furono espulsi da Vicenza e, per sopperire alle richieste di prestiti di denaro, fu istituito contemporaneamente il Monte di Pietà.
Il Cinquecento fu il secolo del grande architetto tardo-rinascimentale Andrea Palladio. Giunto giovane a Vicenza dalla nativa Padova, preso a cuore dal mecenate vicentino Gian Giorgio Trissino che lo fece studiare, Palladio si rivelò come una delle personalità più influenti nella storia dell'architettura occidentale.
Le numerose famiglie nobili vicentine (i Porto, i Valmarana, i Thiene, i Trissino solo per citarne alcune) commissionarono a Palladio numerosi palazzi in città nonché altrettante ville che ridisegnarono completamente la scenografia vicentina. Tra le opere principali la Basilica Palladiana nella centrale piazza dei Signori, il Teatro Olimpico, Palazzo Chiericati e Villa Capra detta la Rotonda posta appena fuori dall'abitato. La tradizione palladiana venne continuata da Vincenzo Scamozzi e da altri architetti fino al XVIII secolo.
Sono poche in città le testimonianze del Barocco: tra queste va segnalata la Chiesa di Santa Maria in Araceli, progettata dall'architetto Guarino Guarini, nei cui altari erano collocati dipinti di Giambattista Tiepolo e del Piazzetta, e la Basilica di Monte Berico. 
Nel 1786 Goethe visita Vicenza, dove ammira le opere di Andrea Palladio e incontra il medico e naturalista Antonio Turra e l'architetto Ottavio Bertotti Scamozzi.

### Età contemporanea

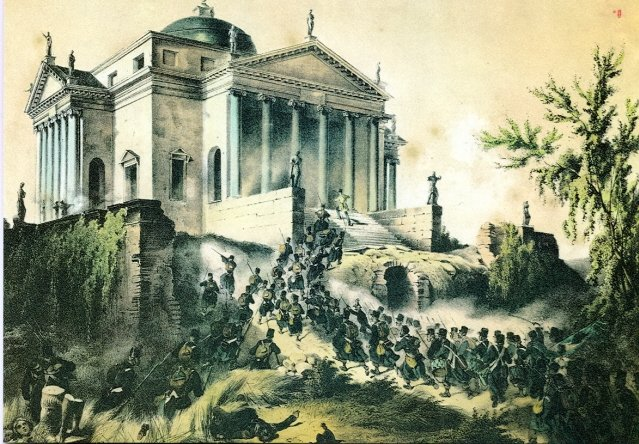
Gli austriaci conquistano Vicenza

Con l'arrivo dei francesi nel 1797 e la caduta della Repubblica di Venezia, nel Veneto si assistette alla fine di un'epoca. Tutti i simboli e i privilegi aristocratici della Repubblica veneta vennero abbattuti. Vi fu poi per Vicenza una serie di passaggi dalla Francia all'Austria e viceversa. 
Dopo pochi mesi di occupazione (dall'aprile 1797 al gennaio 1798) a Vicenza e nel Veneto, in base agli accordi del Trattato di Campoformio, ai francesi subentrarono gli austriaci, che abrogarono molte delle decisioni prese dalla Municipalità provvisoria e riportarono in vigore la situazione precedente all'invasione napoleonica.
I francesi ritornarono nuovamente in città per pochi mesi tra il 1800 e il 1801, ma la pace di Lunéville ridiede Vicenza e il Veneto agli austriaci. Il 4 novembre 1805, per la terza volta, in seguito alla pace di Presburgo che ridiede il Veneto, l'Istria e la Dalmazia alla Francia, le armate di Napoleone rientrarono in Vicenza, che venne annessa al Regno d'Italia – parte dell'Impero francese – e vi rimase fino al novembre 1813.
Sconfitto Napoleone nella battaglia di Lipsia, il 5 novembre 1813 gli austriaci rientrarono a Vicenza e questa volta vi si insediarono stabilmente. L'occupazione fu ratificata dal Congresso di Vienna e nel 1815 tutta la regione – e con essa Vicenza – fu inclusa nel nuovo Stato, il Regno Lombardo-Veneto, facente parte dell'Impero austriaco. Il sistema politico basato sull'oligarchia del patriziato veneziano si era dimostrato tanto inefficiente e superato che, quando il Congresso di Vienna restaurò l'ordine precedente, neppure prese in considerazione la rinascita della Serenissima.
Nel 1848 scoppiarono in tutta Europa una serie di moti rivoluzionari contro i governanti stranieri e i vecchi privilegi nobiliari. Da marzo le rivolte divamparono anche nel Lombardo Veneto, dove insorsero Milano e Venezia.
Il 23 maggio, il feldmaresciallo Josef Radetzky attaccò Vicenza per reprimere l'insurrezione che era incominciata anche nel territorio berico. I volontari vicentini e le truppe pontificie giunte in loro soccorso, guidati dal comandante Giovanni Durando, riuscirono a bloccare gli austriaci facendoli ritirare a Verona. La notizia dell'eroica impresa fece il giro delle città insorte.
Il 10 giugno Radetzky attaccò nuovamente la città con 30 000 soldati e 50 cannoni. La sproporzione era enorme (a difendere la città erano in 11 000 tra volontari e soldati con due soli cannoni) e gli austriaci riuscirono a posizionare i cannoni su Monte Berico, minacciando il bombardamento della città: Vicenza era ormai indifendibile. Radetzky però rimase impressionato dal coraggio e dalla caparbietà dei difensori berici e accordò loro la resa con l'onore delle armi, consentendo ai combattenti di lasciare la città senza essere presi prigionieri.
Con la Terza guerra di indipendenza del 1866 le truppe austriache abbandonarono la città e il mattino entrarono quelle italiane del generale Cialdini. Nello stesso ottobre il re Vittorio Emanuele II decretò la prima Medaglia d'oro al valor militare per l'eroismo dimostrato dai patrioti nel difendere la città.

#### Seconda guerra mondiale
Durante la prima guerra mondiale le montagne della provincia di Vicenza furono uno dei maggiori fronti di ostilità di tutto il conflitto. Dopo la guerra fu creato il grande piazzale davanti alla Basilica di Monte Berico, con al centro la bandiera italiana. Dalla balconata a colonne è possibile vedere, grazie ad appositi segnali infissi sulla balconata stessa, tutti i luoghi dove si svolsero le principali battaglie del conflitto.
La seconda guerra mondiale colpì anche la città, che fu gravemente danneggiata dai bombardamenti alleati. Incominciati la notte di Natale del 1943 i bombardamenti proseguirono fino alla primavera del 1945. Il 2 aprile del 1944 furono distrutti il Teatro Verdi, il Teatro Eretenio (considerato una piccola Fenice) e l'Auditorium Canneti. Fu risparmiato il Teatro Olimpico, che sorge a pochi passi dall'Auditorium. Tra il 17 e il 18 novembre 1944 gli alleati decisero di colpire l'Aeroporto di Vicenza. L'uso delle bombe a spillo ebbe però ripercussioni sul popoloso quartiere di San Bortolo, all'interno del quale sorge l'omonimo ospedale. I morti furono più di 500 solo in quelle giornate. Il 28 febbraio 1945 è la volta della zona della stazione e di Campo Marzo (già colpito il 4 gennaio). Il 18 marzo 1945 una bomba colpì la Basilica Palladiana, uno dei monumenti simbolo della città. La cupola a carena di nave rovesciata crollò, la Torre Bissara fu mozzata e solo grazie al veloce intervento dei cittadini si riuscì a evitare che l'incendio scoppiato all'interno della Basilica la distruggesse completamente. Gli alleati entrarono a Vicenza il 28 aprile 1945.
I danni economici subiti dall'economia vicentina ammontarono a 8 miliardi di lire (circa 170 milioni di euro attualizzati). Solo le aziende municipali AIM contarono danni per 90.000 euro attualizzati. Edifici come i teatri Verdi ed Eretenio furono ridotti a macerie e non vennero più ricostruiti.

#### Dal secondo dopoguerra
Nel dopoguerra a partire dagli anni cinquanta un forte sviluppo economico e industriale ne ha fatto una delle città più ricche d'Italia.
Già nel 1946 si inaugura la Fiera Campionaria nei nuovi padiglioni della Fiera di Vicenza ai Giardini Salvi, vengono ristrutturati gli edifici pubblici, costruite nuove struttura per la città, nascono nuovi quartieri residenziali, nel 1964 viene aperto il tratto berico dell'Autostrada A4. Negli anni settanta incomincia a concretizzarsi la nuova Zona Industriale Ovest con la nuova sede della Fiera. Vicenza diventa la capitale mondiale per la lavorazione dell'oro, la terza provincia italiana per esportazioni.
Nel 1994 la città si afferma ufficialmente anche come polo culturale, diventando città patrimonio mondiale dell'umanità.
Nel 1995 riceve la seconda medaglia d'oro al valore militare da parte del presidente della repubblica Oscar Luigi Scalfaro per le sofferenze patite durante la seconda guerra mondiale.
Il 29 aprile 2001 quasi 80 000 vicentini vengono fatti evacuare per permettere il disinnesco di un ordigno bellico di 1.500 kg rinvenuto durante alcuni lavori al cimitero Maggiore.
Nel novembre 2010 parte della città viene allagata dall'esondazione dei fiumi Bacchiglione e Retrone.
Nel novembre del 2013 viene rinvenuto un altro ordigno bellico di 1 800 kg all'ex Aeroporto "Dal Molin". Circa 30 000 vicentini e persone di comuni confinanti di Caldogno e Costabissara vengono fatti evacuare per il disinnesco della bomba avvenuto il 25 aprile 2014 dagli specialisti del 2º reggimento genio guastatori, di base a Trento.

### Simboli

#### Stemma
(Descrizione araldica dello stemma del comune di Vicenza)
Lo stemma del Comune di Vicenza è stato riconosciuto con DCG del 7 dicembre 1939 ed è costituito da uno scudo rosso, a cui è sovrapposta una croce d'argento. Lo scudo è sormontato dalla corona patriziale che lo Statuto comunale definisce “veneta”: una particolare corona in tutto simile a quella ducale, ma priva delle perle come “bottone” dei fioroni.
Le due medaglie oro, conferite alla città nel 1866 e nel 1995, sono appese al nastro azzurro al decusso dei rami di quercia e d'alloro, posti sotto lo scudo.

#### Bandiera
La città di Vicenza, al posto di un proprio gonfalone, impiega come bandiera il tricolore italiano con il simbolo della città nel campo bianco.
Questa scelta fu ufficializzata nella seduta del Consiglio Comunale del 5 novembre 1866 che deliberò (15 favorevoli, 7 contrari) la volontà di adottare la bandiera italiana al posto del gonfalone, vessillo poi presentato e decorato dal re Vittorio Emanuele II con la prima medaglia d'oro al valor militare per le battaglie del 1848. 
Una nuova votazione sull'uso della bandiera, a 82 anni dal primo dibattito del Consiglio, venne fatta subito dopo la fine della seconda guerra mondiale. Anche in questo caso prevalse la volontà di conservare la bandiera al posto del gonfalone.
Nella bandiera originale custodita nello studio del sindaco, lo stemma centrale nel bianco della bandiera è naturalmente sabaudo, successivamente sostituito da quello comunale.
La bandiera di Vicenza riceve gli stessi onori di una bandiera di guerra; nelle cerimonie ufficiali deve precedere tutte le altre bandiere (con l'eccezione delle bandiere di guerra dei reggimenti in armi) e gonfaloni comunali e dev'essere sempre accompagnata da almeno un vigile urbano in alta uniforme storica.
La bandiera di Vicenza sventola in piazza dei Signori e nel piazzale della Vittoria di Monte Berico. Entrambi i vessilli lasciano il posto alla bandiera d'Italia in occasione delle festività nazionali.

### Onorificenze
La città di Vicenza è insignita da diverse onorificenze e detiene dei primati:
- Primo conferimento di Medaglia d'oro al valor militare al labaro di un ente territoriale italiano (nel 1866 per i fatti del 1848).
- Primo ente territoriale italiano ad essere decorato due volte (per i fatti del 1848 e del 1943-1945) di Medaglia d'oro al valor militare. Ad oggi inoltre, solo i comuni di Vicenza e Roma detengono due medaglie d'oro.

Le onorificenze nello specifico sono le seguenti:

#### Onorificenze conferite dalla città
Il Palladio d'oro è un premio onorifico che viene consegnato a personaggi che si sono particolarmente contraddistinti nei rispettivi campi professionali con lo scopo di legarli alla città (qualora non siano vicentini) o di renderli ambasciatori di Vicenza nel mondo.

### Altri simboli

#### Gioiello di Vicenza

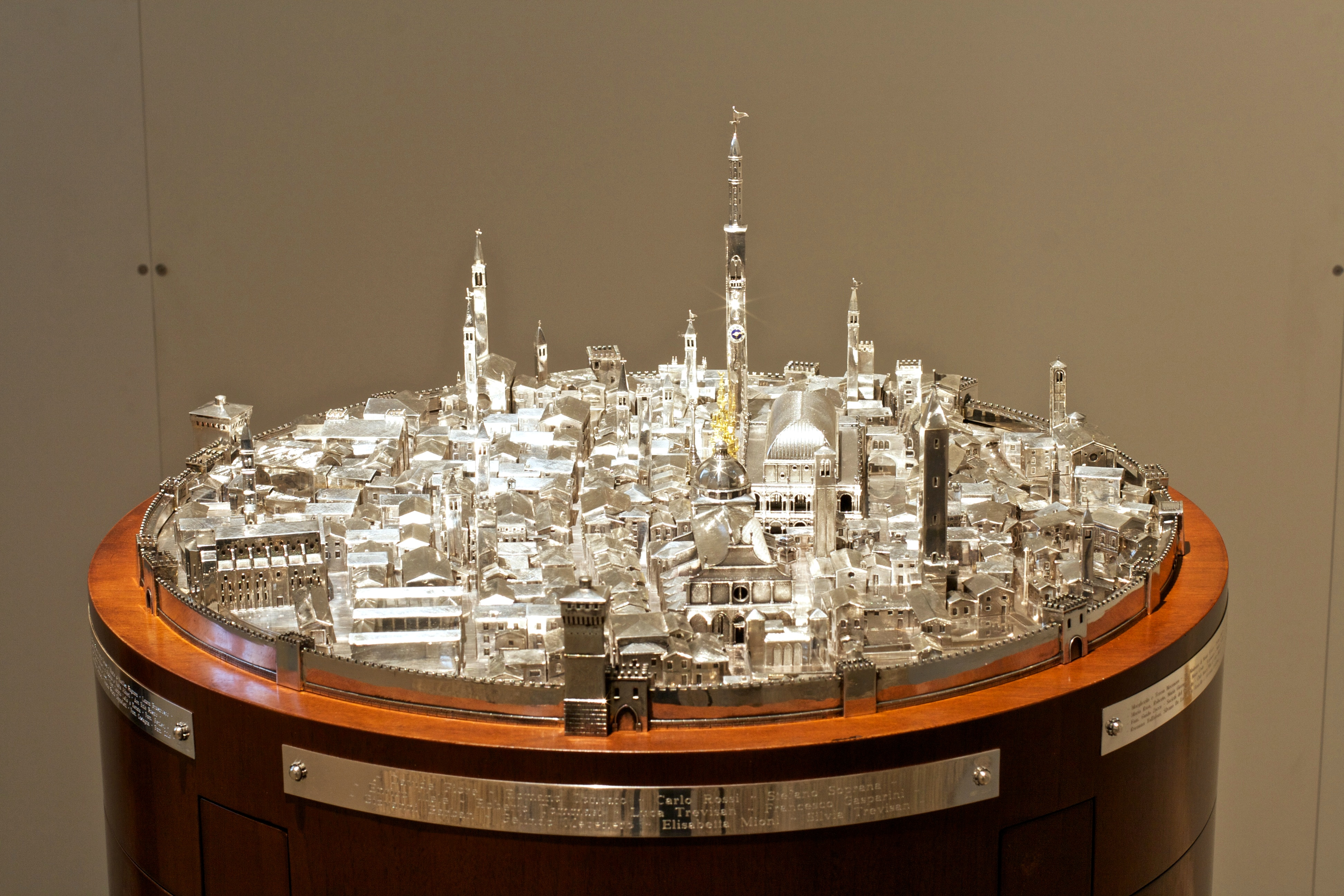
Il nuovo Gioiello di Vicenza

Il Gioiello di Vicenza è un modello della Città di Vicenza, di cui non ci resta testimonianza di un progetto preciso, realizzato in placche d'argento su supporto di legno nel 1578. La sua attribuzione lo rimanda alla maestria dell'orafo Giorgio Capobianco, su progetto di Andrea Palladio. Furono i cittadini a offrirlo come ex voto alla Madonna di Monte Berico per scongiurare l'epidemia di peste.
Il governo napoleonico nel 1797 distrusse il modellino di cui si persero le tracce. Sei dipinti a olio raffiguranti San Vincenzo quale patrono della città recante in mano il prezioso modellino, hanno conservato fino ai nostri giorni la memoria di questo capolavoro perduto, di una tradizione orafa millenaria che vale a Vicenza il nome di “Città dell'Oro”.
Caratteristica dei dipinti è di raffigurare il Gioiello da punti di vista differenti così che se ne possa idealmente immaginare la rotazione.
Nel 2010 il Comitato presieduto dallo storico dell'arte Davide Fiore, già ideatore, promotore e direttore artistico del primo Giro della Rua, ha indetto un concorso per ricostruire il Gioiello, vinto dall'architetto Romano Concato di Trissino. Tra il 2011 e il 2012 l'iniziativa "Trasforma il tuo Vecchio Argento in Storia" ha visto i vicentini donare 65 kg di argento per la ricostruzione del loro simbolo. Nell'aprile del 2012 è incominciata la ricostruzione del Gioiello per opera dell'argentiere vicentino Carlo Rossi, con l'utilizzo di tecniche artigianali antiche di secoli. Il 7 settembre 2013 il Gioiello di Vicenza viene riconsegnato ai cittadini in occasione della tradizionale processione verso il santuario di Monte Berico.

## Monumenti e luoghi d'interesse

### Patrimonio mondiale UNESCO
Il 15 dicembre 1994, nella 18ª Sessione del Comitato del Patrimonio Mondiale UNESCO, a Phuket, il sito di “Vicenza Città del Palladio” è stato inserito nella lista dei patrimoni dell'umanità ai sensi dei seguenti criteri:
- Vicenza costituisce una realizzazione artistica eccezionale per i numerosi contributi architettonici di Andrea Palladio, che integrati in un tessuto storico, ne determinano il carattere d'insieme.
- Grazie alla sua tipica struttura architettonica, la città ha esercitato una forte influenza sulla storia dell'architettura, dettando le regole dell'urbanesimo nella maggior parte dei paesi europei e del mondo intero.

Oltre ai 23 monumenti palladiani e le 3 ville della città, nel 1996 è stato ottenuto l'inserimento nella Lista del Patrimonio Mondiale dell'Umanità di altre 21 ville del Palladio presenti nel territorio veneto. In questa occasione il nome del sito è divenuto: “Città di Vicenza e le ville palladiane del Veneto”.

### Architetture civili

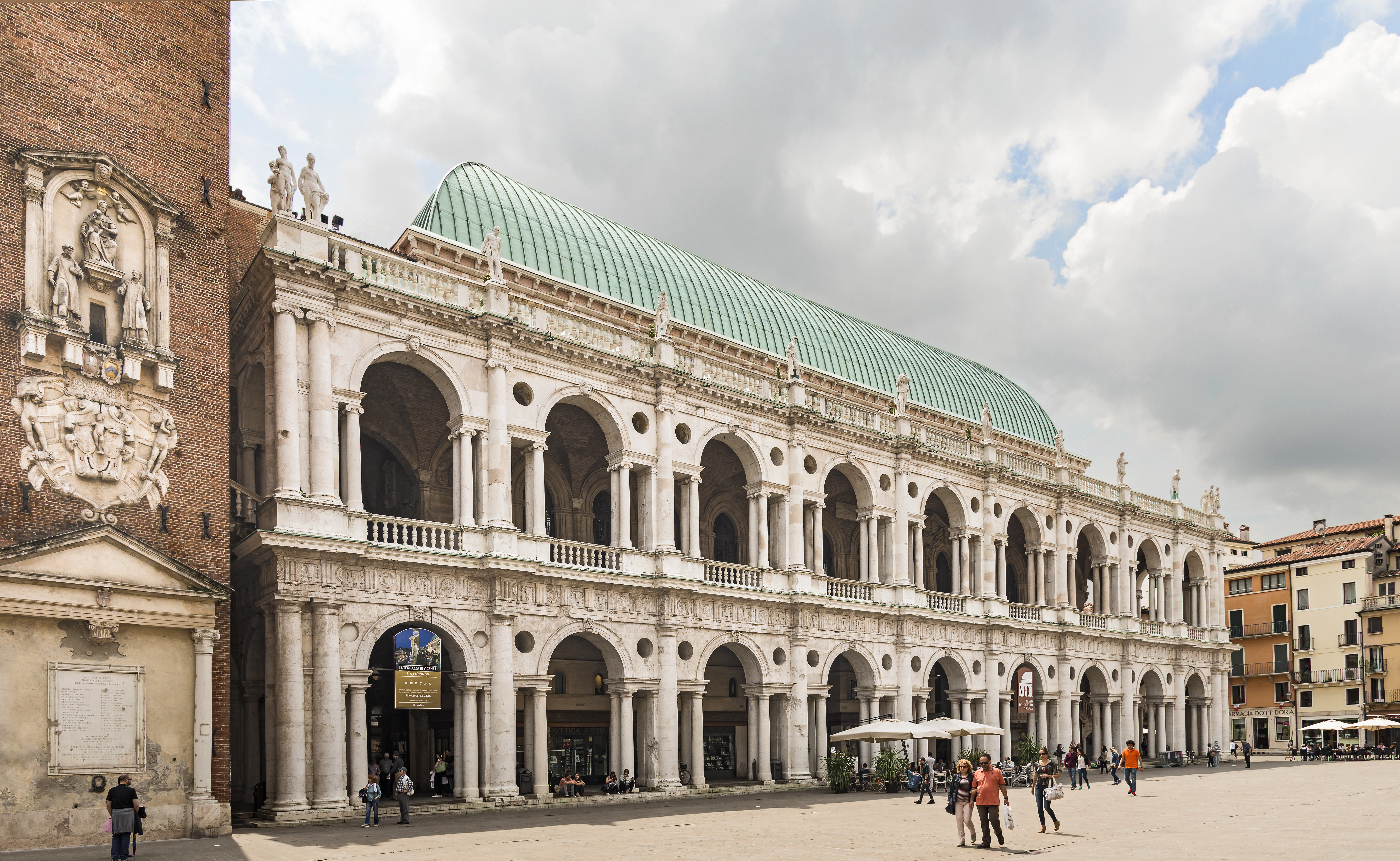
Basilica Palladiana

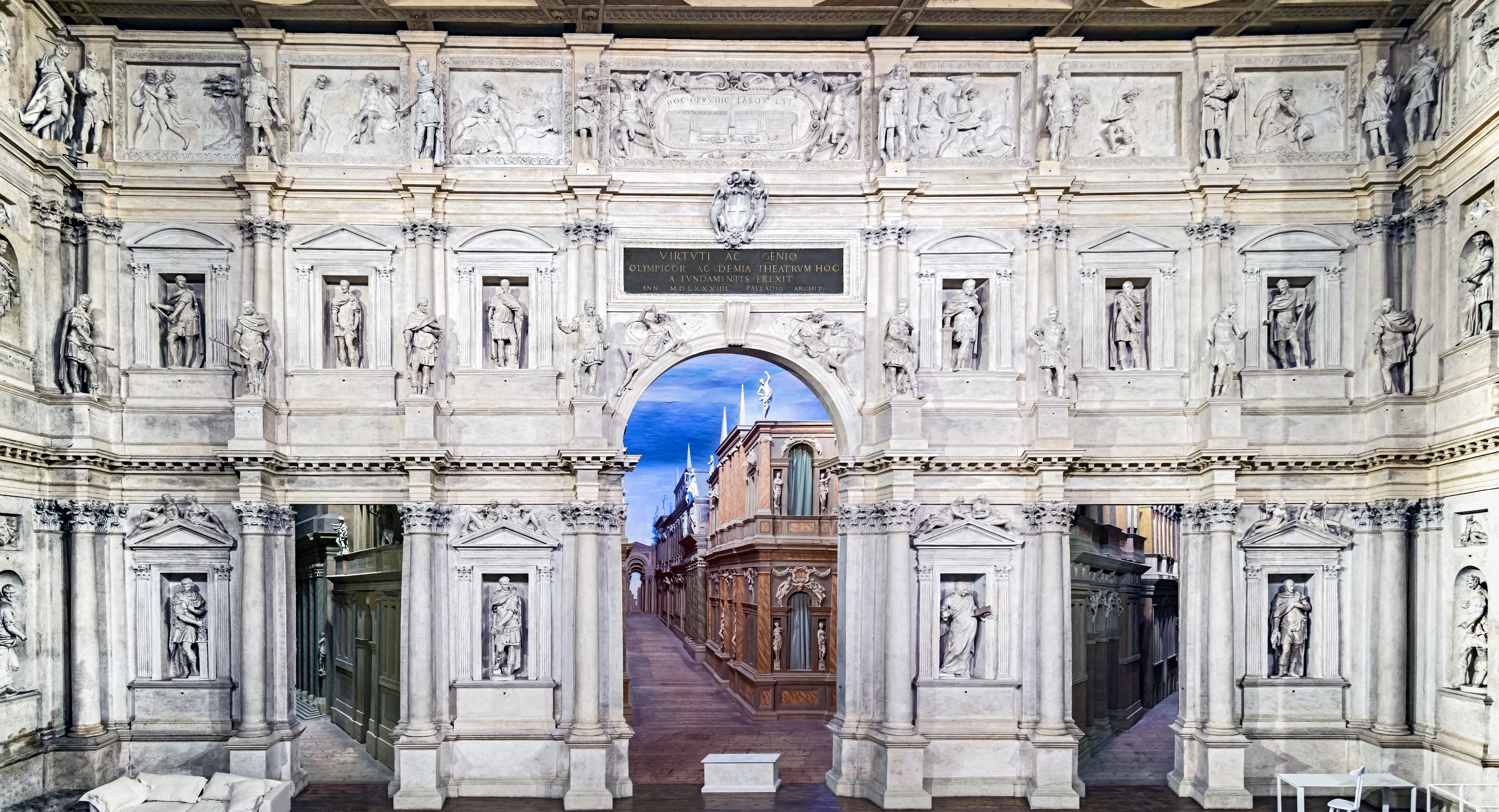
Teatro Olimpico

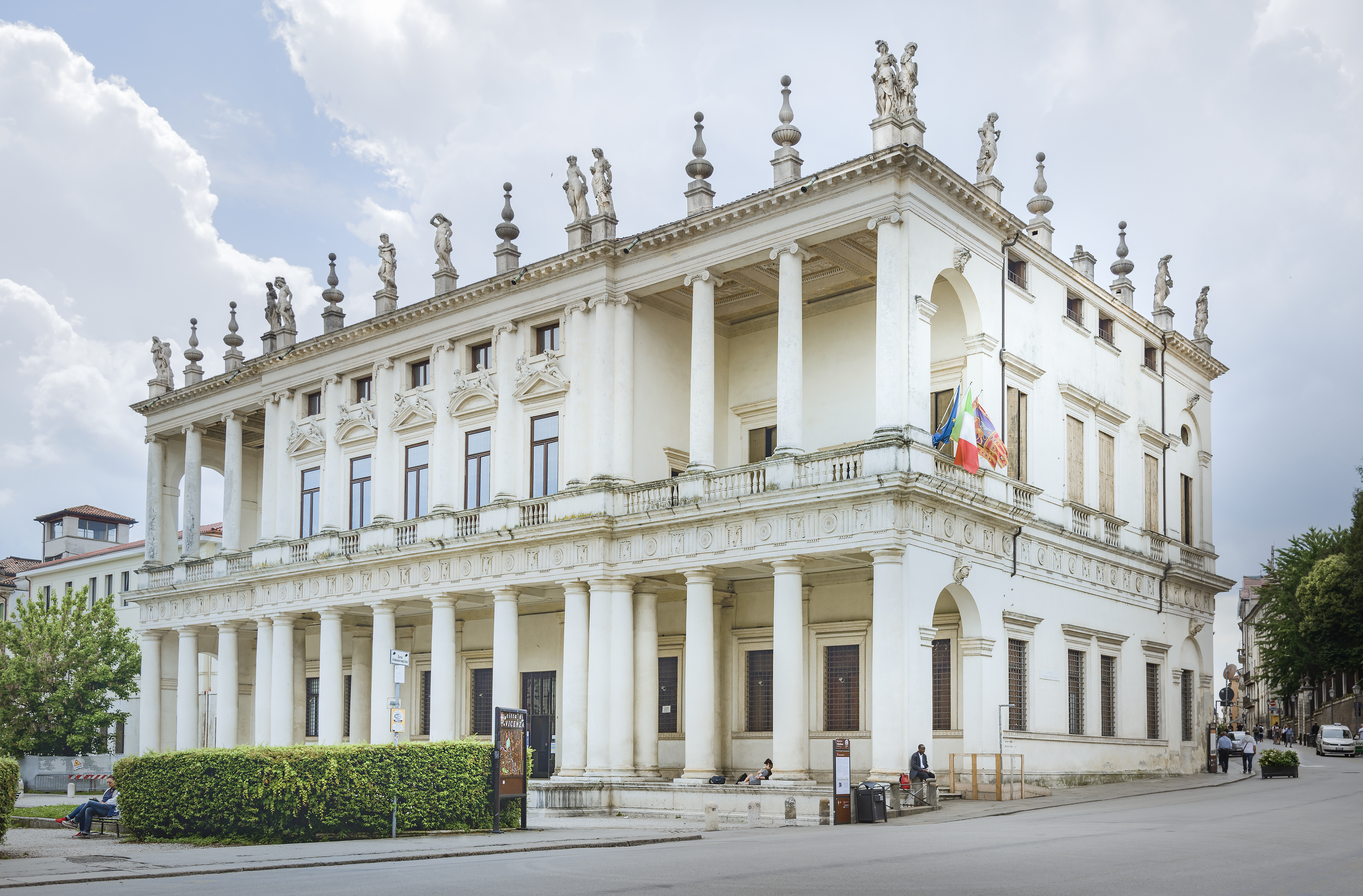
Palazzo Chiericati

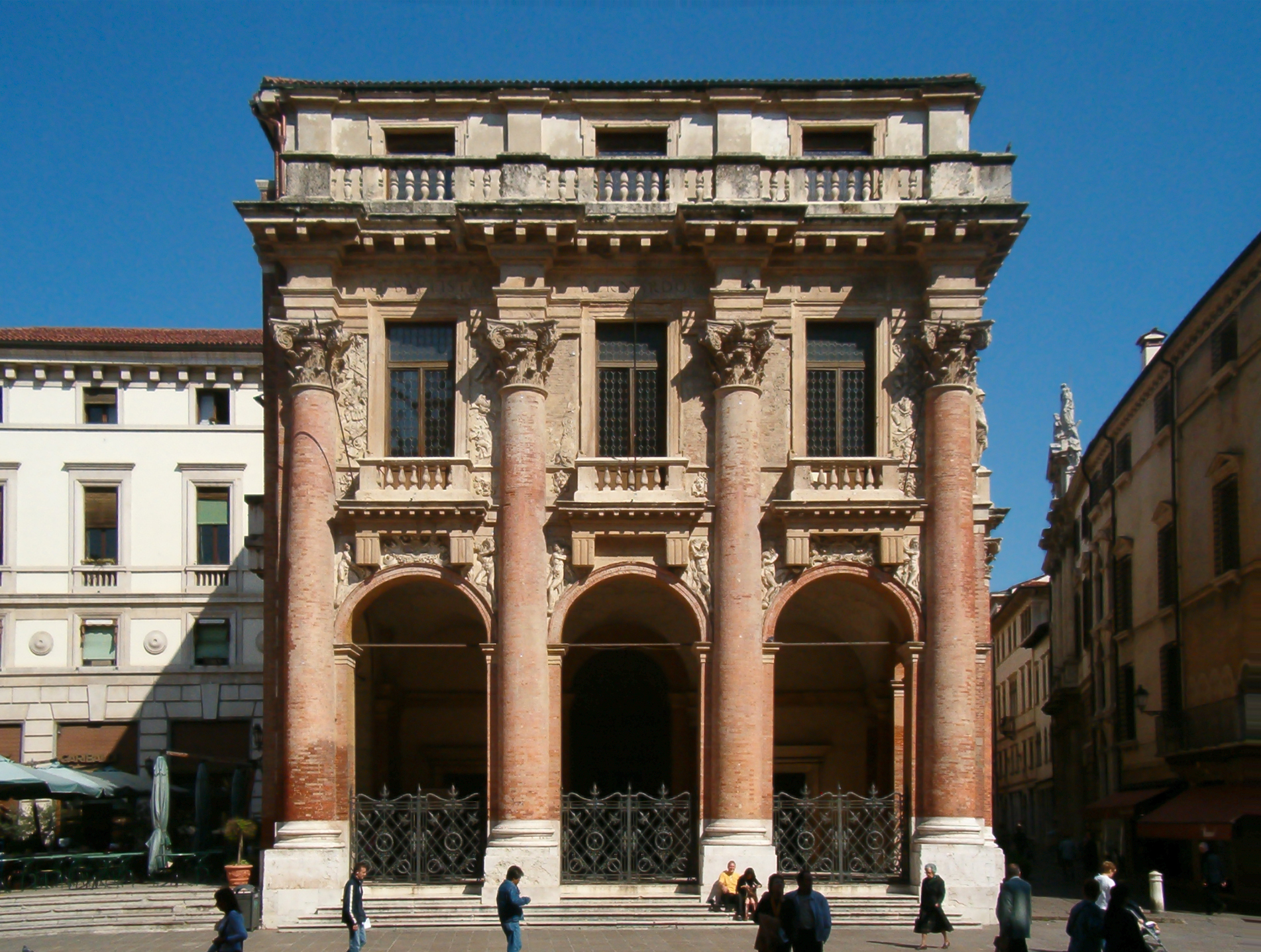
Loggia del Capitanio

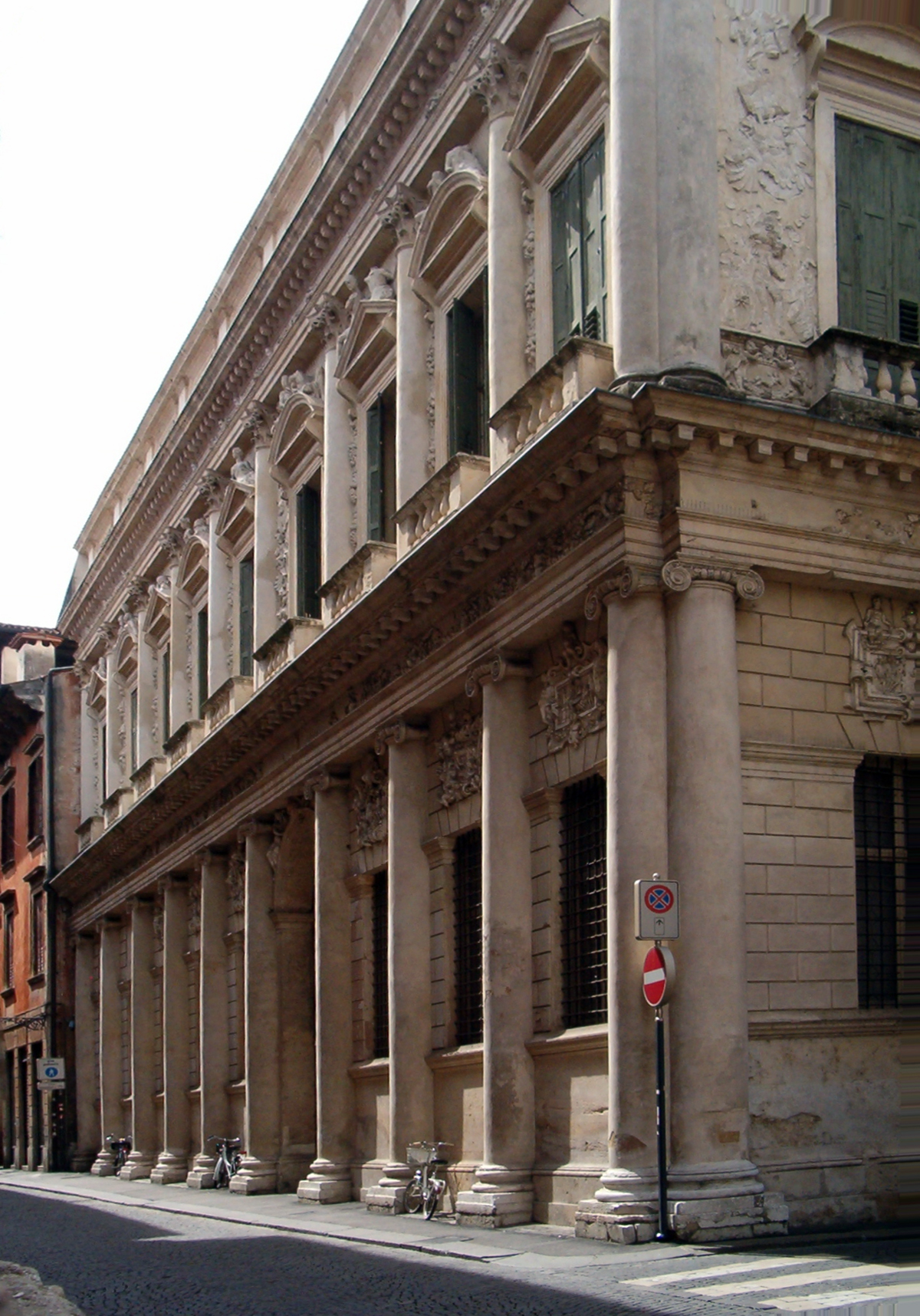
Palazzo Barbaran Da Porto

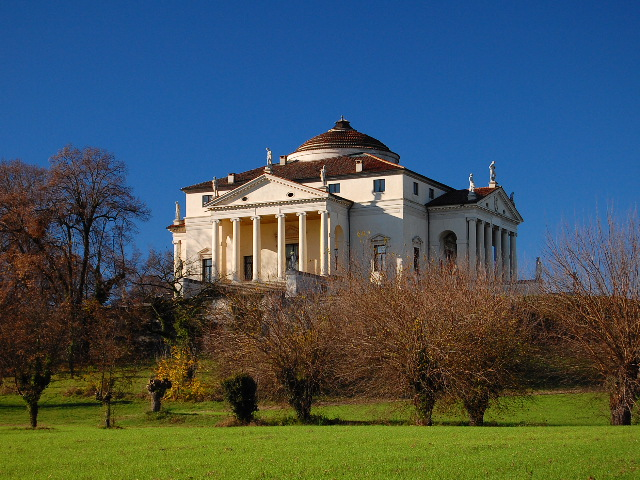
La Rotonda

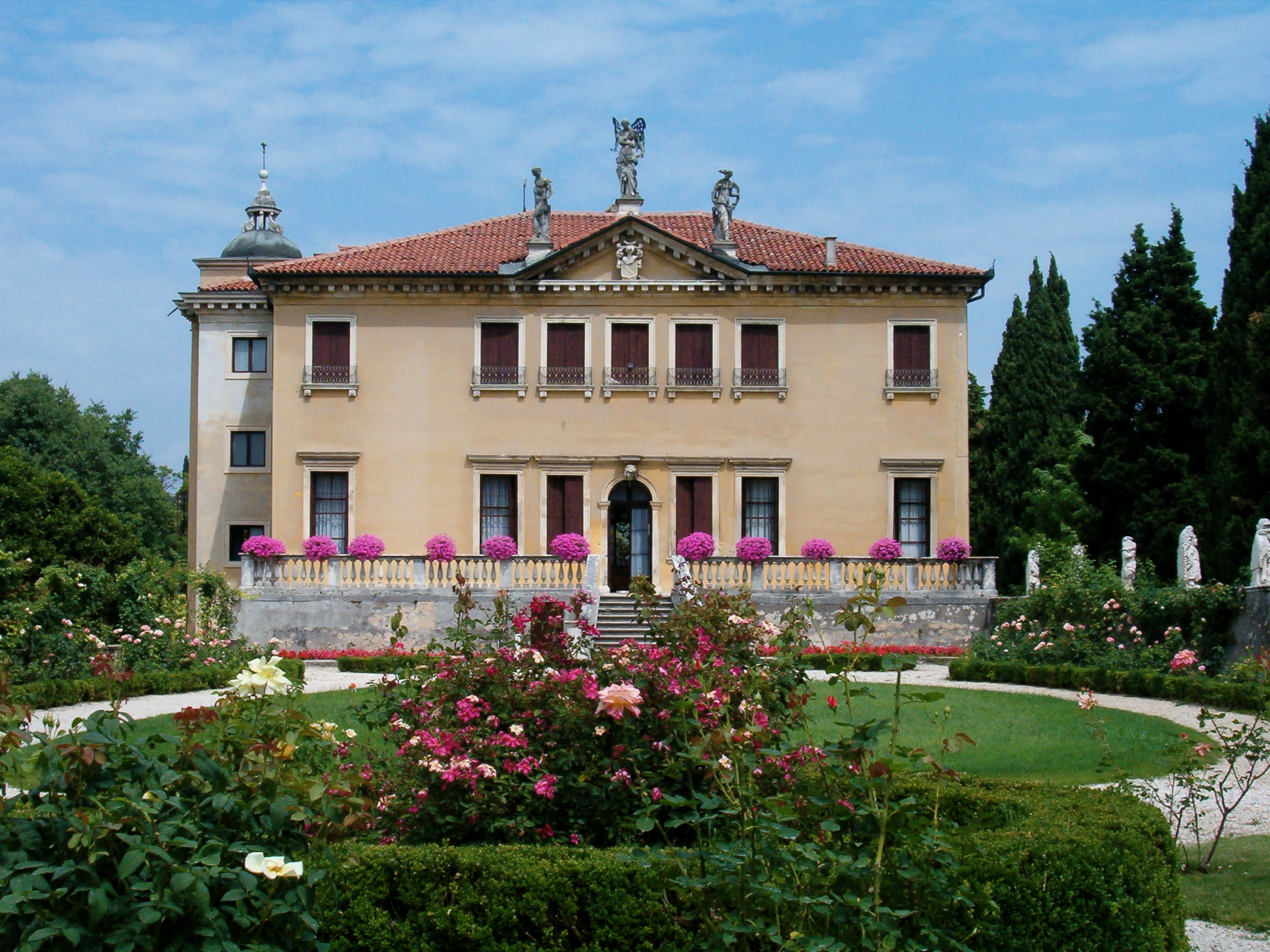
Villa Valmarana "Ai Nani"

- Basilica Palladiana, riedificata a partire dal 1549 da Andrea Palladio, è il più celebre edificio pubblico. Affacciato su piazza dei Signori, costituiva già nel Medioevo il fulcro di attività non solo politiche (consiglio cittadino, tribunale) ma anche economiche[26]. All'edificio originario, realizzato in forme gotiche, Palladio aggiunse le sue logge classicheggianti in pietra bianca, risolvendo i difficili problemi statici e adottando, grazie all'uso della serliana, un ingegnoso stratagemma per nascondere le differenti distanze tra i pilastri ereditate dai precedenti cantieri. L'ambiziosa copertura a carena di nave rovesciata, ricoperta da lastre di rame, in parte sollevata da grandi archivolti e risalente a metà Quattrocento, fu danneggiata durante un bombardamento nella seconda guerra mondiale e ricostruita; è stata oggetto di un sofisticato restauro iniziato nel 2007 e concluso nel 2012. Nel 2014 è stata dichiarata monumento nazionale. A fianco della Basilica svetta la Torre Bissara, edificata a partire dal XII secolo, tuttora uno degli edifici più alti di Vicenza con i suoi 82 m. Ospita 5 campane in tonalità di Mi.
- Teatro Olimpico, incominciato nel 1580 quale ultimo progetto di Palladio e finito dall'allievo Vincenzo Scamozzi, è il primo esempio di teatro stabile coperto dell'epoca moderna. Fu ultimato postumo limitatamente alla cavea completa di loggia e al proscenio. Scamozzi disegnò le scene lignee, di grande effetto per il loro illusionismo prospettico e la cura del dettaglio, che si possono tuttora ammirare. Fu inaugurato il 3 marzo 1585 con la rappresentazione dell'Edipo re di Sofocle ed è tuttora utilizzato. Le scene, realizzate appositamente per quella rappresentazione, raffigurano le sette vie della città di Tebe e sfruttano la tecnica della prospettiva accelerata per far apparire lo spazio molto più lungo di quanto effettivamente sia (pochi metri). Il teatro, con la grande parete del proscenio, le molte statue e decorazioni, fu realizzato in legno e stucco e venne costruito su commissione dell'Accademia Olimpica all'interno di una fortezza medioevale in disuso (il Palazzo del Territorio, già utilizzato come prigione e come polveriera).
- Palazzo Barbaran Da Porto, la fastosa residenza per il nobile vicentino Montano Barbarano è il solo grande palazzo di città che Andrea Palladio riuscì a realizzare integralmente. Si trova in contrà Porti ed è stato realizzato fra il 1570 e il 1575. È la sede del Palladio Museum e del Centro Internazionale di Studi di Architettura Andrea Palladio (CISA).
- Palazzo del Capitanio (Loggia del Capitaniato), opera tarda di Andrea Palladio, si affaccia sulla centrale piazza dei Signori, proprio di fronte alla Basilica Palladiana. Al piano nobile si riunisce il consiglio comunale cittadino. Il palazzo fu progettato nel 1565 e costruito dal 1571 al 1572 come residenza per il rappresentante della Repubblica di Venezia in città. Venne decorato da Lorenzo Rubini; all'interno sono nove dipinti di Giovanni Antonio Fasolo. La struttura è fondata su un ordine composito gigante. Al piano terra vi è una grande loggia, coperta da ampie volte, che sorregge un piano nobile dotato di un grande salone, la Sala Bernarda, arricchita da affreschi del Cinquecento provenienti da una delle ville dei Porto. La facciata del palazzo è ornata da quattro semicolonne giganti, in mattoni a faccia vista, che giungono fin sotto la balaustra dell'attico, e tre grandi archi. Le decorazioni sono realizzate in pietra d'Istria e soprattutto stucchi. Le colonne erano pensate da Palladio per essere ricoperte da un intonaco bianco, giocando con il contrasto dei mattoni rossi privi d'intonacatura sul bianco degli stucchi. Sulla facciata principale delle decorazioni rappresentano la personificazione dei fiumi. Il prospetto laterale su contrà Monte, lavorato su modello degli archi di trionfo romani, è ornata da bassorilievi in stucco e da due statue allegoriche collocate negli intercolumni, a ricordare la vittoria della flotta ispano-veneziana contro gli ottomani nella battaglia di Lepanto (7 ottobre 1571), a cui contribuirono i vicentini. La loggia a piano terra, recintata da un'alta cancellata in ferro battuto, armonioso spazio caratterizzato da nicchie e colonne, ospita alcune lapidi in ricordo dei caduti delle guerre.
- Palazzo Chiericati, il grande palazzo sito in piazza Matteotti, sede della pinacoteca civica, fu costruito tra il 1550 e il 1680 su disegno del Palladio come residenza privata nobiliare. È costituito da un corpo centrale con due ali simmetriche leggermente arretrate, dotate di grandi logge al livello del piano nobile. L'armonica facciata è strutturata in due ordini sovrapposti, soluzione fino ad allora mai utilizzata per una residenza privata di città, con un coronamento di statue. Ubicata laddove un tempo confluivano il Bacchiglione e il Retrone, l'architetto la rialzò per evitare esondazioni. Sul fregio della loggia inferiore si alternano metope, triglifi e bucrani.
- Palazzo Leoni Montanari, sito in contrà Santa Corona, del 1678 e completato nella prima metà del Settecento, è un edificio barocco eretto laddove i Leoni Montanari già possedevano i propri stabili, accogliendo sale per la filatura della seta, decorato con affreschi da Paolo Pagani con episodi della mitologia greco-romana. Nel XVIII secolo subì una rivisitazione in stile neoclassico. Ospita un museo privato (di proprietà del gruppo bancario Intesa Sanpaolo) in cui sono esposti alcuni capolavori della pittura veneta e una collezione di icone russe.
- Palazzo Porto (detto anche Porto Festa), sito in Contrà Porti, è uno dei due palazzi progettati in città da Palladio per la famiglia dei Porto (l'altro è Palazzo Porto in piazza Castello); commissionato dal nobile Iseppo da Porto, appena sposatosi (1544 circa), l'edificio vide una fase piuttosto lunga di progettazione e una ancor più lunga – e travagliata – nella sua realizzazione, rimasta in parte incompiuta.
- Palazzo Porto in piazza Castello (Palazzo Porto Breganze), si trova in piazza Castello, è un palazzo nobiliare progettato nel 1571 circa per Alessandro Porto, attribuito ad Andrea Palladio e rimasto incompiuto. La sezione di palazzo è l'evidente testimonianza dell'esito sfortunato di un cantiere palladiano. Alla sinistra del frammento è chiaramente visibile la vecchia casa quattrocentesca della famiglia Porto, che era destinata a essere progressivamente demolita con l'avanzare del cantiere del nuovo palazzo, cosa che evidentemente non avvenne.
- Casa Pigafetta, edificata nel 1440, fu dimora di Antonio Pigafetta, che la rielaborò nel 1481 fino ad assumere le sembianze attuali. È un raro esempio di gotico fiorito, con singolari partiture decorative incentrate sul motivo a torciglione. Le porte laterali sono trilobate, in arabesco. Il portale rinascimentale è affiancato da un motto che allude allo stemma di famiglia.
- Palazzo Pojana, sito in corso Palladio; nasce dall'unione di due unità edilizie separate dalla stradella Do Rode (Due Ruote), probabilmente realizzata nel 1566 a seguito di una richiesta di Vincenzo Pojana al Comune di Vicenza nel 1561. Viene attribuito a Palladio, che lo avrebbe progettato nel 1540 circa, ed è inserito nell'elenco dei 23 monumenti palladiani della città che fa parte dei Patrimoni dell'umanità dell'UNESCO.[27]
- Palazzo Trissino (Trissino Baston, noto anche come Palazzo Trissino al Corso) è un edificio situato lungo Corso Palladio a Vicenza e dal 1901 è la sede principale del Comune di Vicenza. Il palazzo fu progettato nel 1588 da Vincenzo Scamozzi (allievo di Andrea Palladio) e venne edificato per il conte Galeazzo Trissino tra il 1592 e il 1667. Fu poi completato da Antonio Pizzocaro e successivamente ampliato nel Settecento da Ottone Calderari. La costruzione si caratterizza per la presenza di elementi classici nel prospetto sul Corso e si articola intorno al quadrato del cortile centrale.
- Palazzo Valmarana, sito in corso Fogazzaro, la facciata di palazzo Valmarana è una delle realizzazioni palladiane più straordinarie e insieme singolari. Per la prima volta in un palazzo, un ordine gigante abbraccia l'intero sviluppo verticale dell'edificio, una soluzione che prende origine dalle sperimentazioni palladiane sui prospetti di edifici religiosi. Sulla facciata di palazzo Valmarana appare evidente la stratificazione di due sistemi: l'ordine gigante delle sei paraste composite si sovrappone all'ordine minore di paraste corinzie, in modo tanto più evidente ai margini dove la mancanza della parasta finale rivela il sistema sottostante, che sostiene il bassorilievo di un soldato con le insegne Valmarana. Appartiene alla famiglia Braga Rosa.
- Ca' d'Oro (palazzo Caldogno da Schio), affacciato lungo Corso Palladio, il palazzo fu eretto nel Trecento in stile tardogotico. Il piano terreno fu risistemato da Lorenzo da Bologna, autore del ricco portale; l'atrio e l'interno furono ristrutturati sul finire del Settecento. Nell'atrio e nel cortile si può ammirare un piccolo lapidario raccolto dal conte Giovanni Da Schio nell'Ottocento, con anfore, epigrafi, pietre miliari e un sarcofago del V secolo.
- Villa Almerico Capra detta la Rotonda, costruita da Andrea Palladio a partire dal 1566 circa a ridosso della città, è un'innovativa villa suburbana originariamente intesa per funzioni di rappresentanza, ma anche come tranquillo rifugio di meditazione e studio. È uno dei primissimi esempi dell'applicazione di una pianta centrale a un edificio privato. Consiste di un edificio quadrato, completamente simmetrico e inscrivibile in un cerchio perfetto. Ognuna delle quattro facciate identiche è dotata di un avancorpo con loggia da cui si accede alla sala centrale, circolare, sormontata da una cupola (conclusa da Scamozzi). Anche nell'apparato decorativo sono inseriti elementi formali destinati a suggerire un senso di sacralità. Sita sopra la cima tondeggiante di un piccolo colle accanto a Monte Berico, la sua pianta è ruotata di 45 gradi rispetto ai punti cardinali per consentire a ogni stanza un'analoga esposizione solare.
- Villa Trissino, sita in viale Cricoli è una villa veneta appartenuta all'umanista Giangiorgio Trissino e tradizionalmente legata alla figura dall'architetto Andrea Palladio (benché non progettata da quest'ultimo). La tradizione vuole che proprio qui, nella seconda metà degli anni 1530, il nobile G. Trissino (1478-1550) incontri il giovane scalpellino Andrea di Pietro impegnato nel cantiere della villa. Intuendone in qualche modo le potenzialità e il talento, Trissino ne cura la formazione, lo introduce all'aristocrazia vicentina e, nel giro di pochi anni, lo trasforma in un architetto cui impone l'aulico nome di Palladio.
- Villa Valmarana "Ai Nani", situata alle pendici di Monte Berico, a poche centinaia di metri dalla Rotonda di Palladio. Proprietà della famiglia nobiliare dei Valmarana da circa tre secoli, è ancora in parte abitata dalla famiglia e aperta al pubblico. L'importante ciclo di affreschi ospitato all'interno della Palazzina e della Foresteria, datato 1757, è opera di Giambattista e Giandomenico Tiepolo. Il soprannome della villa è dovuto alle 17 sculture in pietra rappresentanti dei nani allineate sul muro di cinta, un tempo sparse nel parco.
- Arco delle Scalette, è un arco celebrativo situato in piazzale Fraccon e costruito nel 1595, il cui progetto è stato attribuito a Palladio (1576 circa). Segna l'inizio di uno dei percorsi di salita al Santuario della Madonna di Monte Berico (sorto ai primi del Quattrocento), quello costituito appunto dalle Scalette, 192 gradini suddivisi in rampe e che rappresentava l'unico punto di accesso dalla città al santuario prima della realizzazione, a metà Settecento, dei portici di Francesco Muttoni.

### Architetture religiose

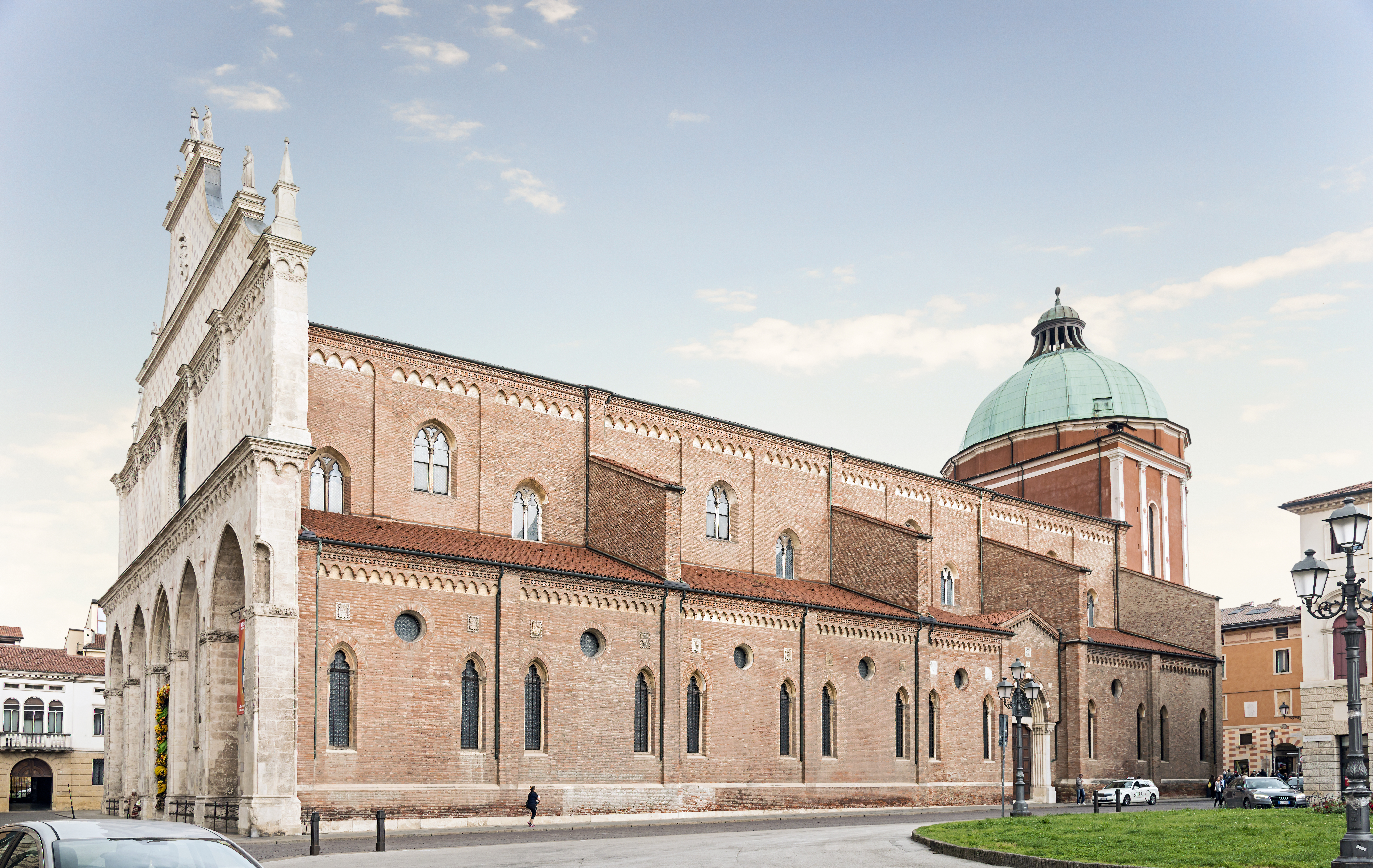
La Cattedrale di Vicenza

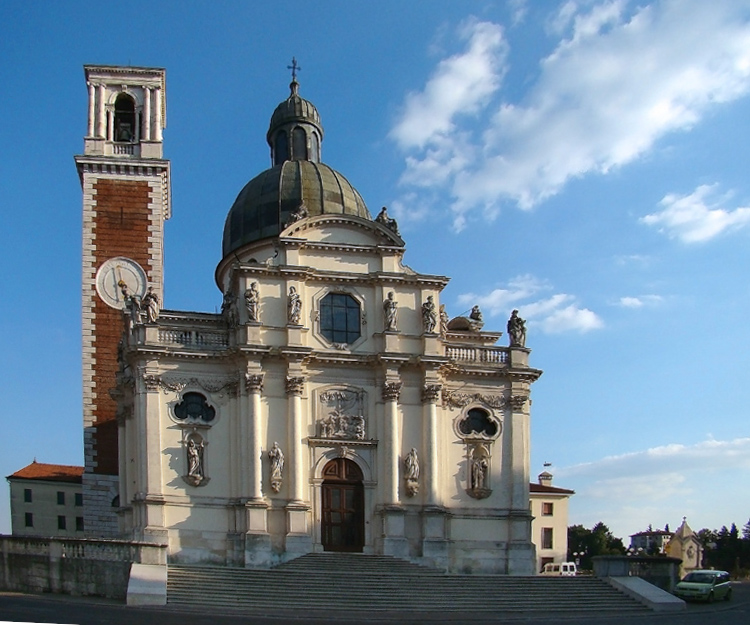
Basilica Santuario di Monte Berico

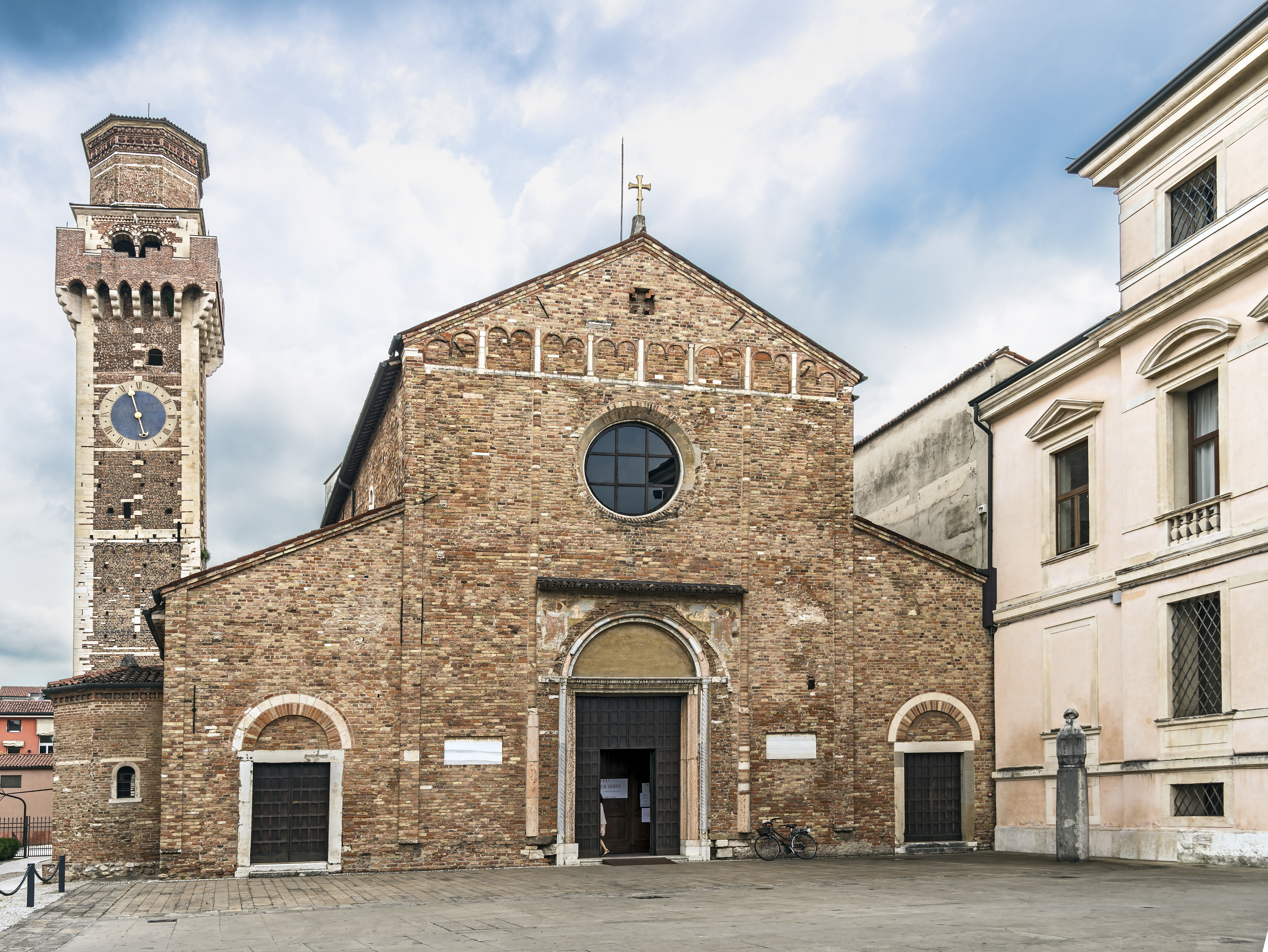
Basilica dei Santi Felice e Fortunato

Alcune delle principali chiese storiche di Vicenza:
- Cattedrale di Santa Maria Annunciata, costruita in più fasi, cupola e portale laterale settentrionale sono di Andrea Palladio che, molto probabilmente, redige un disegno complessivo, che tuttavia viene messo in esecuzione in due fasi: dal 1558 al 1559 si imposta il cornicione sopra le finestre e si realizza il tamburo, e dal 1564 al gennaio 1566 si pone in opera la cupola. La caratteristica forma della lanterna, astratta e priva di decorazione, viene replicata sulla sommità delle cupole di San Giorgio Maggiore a Venezia, in elaborazione negli stessi anni, ed è presente anche in alcune ricostruzioni palladiane di templi antichi a pianta centrale, come il Mausoleo di Romolo sulla via Appia. Ospita un concerto di 5 campane a slancio in Mib in cui le più antiche (la grande, la terza e la quarta) sono del 1741 fuse da De Maria.
- Basilica Santuario della Madonna di Monte Berico, realizzato in due tempi, prima nel 1428, poi concluso nel 1703 da Carlo Borella, è costituito da due chiese risalenti a due epoche diverse: la prima di stile gotico, la seconda una basilica in stile classico e barocco. All'interno del convento annesso è visibile il dipinto La cena di San Gregorio Magno di Paolo Veronese. Il campanile, del 1826, fu disegnato da Antonio Piovene. La costruzione commemora le due apparizioni della Madonna a una pia donna vicentina, Vincenza Pasini, che abitava in un paesello della provincia, e la liberazione della città da una terribile pestilenza. Il campanile ospita 15 campane in Si2, le più antiche del 1821.
- Basilica dei Santi Felice e Fortunato, nacque nel IV secolo in ambito cimiteriale e fu maestosamente ampliata nel V secolo per ospitare le reliquie dei martiri cui è dedicata; dopo la distruzione della città e della chiesa stessa da parte degli ungari nel IX secolo, fu ricostruita nel X secolo per volere del vescovo Rodolfo e con il contributo dell'imperatore Ottone II. È una basilica paleocristiana inizialmente rettangolare, poi raddoppiata e divisa in tre navate. I benedettini, a seguito delle invasioni ungare, edificarono un nuovo battistero e l'abside semicircolare, aggiungendo il campanile e il rosone, nonché una sequenza di archetti ciechi e una croce bizantina in facciata. Durante l'epoca barocca l'aspetto della chiesa fu profondamente modificato, arricchendola di altari e decorazioni, poi rimosse in un restauro novecentesco che ha riportato l'edificio all'aspetto precedente. A fianco della basilica vi è una piccola esposizione museale, inaugurata negli anni duemila, con testimonianze archeologiche provenienti dalla chiesa e dalla vicina necropoli romana.[28] La torre, un tempo di difesa, ora a uso di torre campanaria ospita 10 campane in Sol bemolle maggiore. La quarta è del 1707 fusa dal celebre Antonio Maria de Maria.
- Chiesa Tempio di Santa Corona, eretta nel Duecento per volontà del beato Bartolomeo da Breganze, vescovo di Vicenza, per conservare una delle spine della corona di Cristo, è una delle più antiche e importanti della città e vi è collocata la Cappella Valmarana, progetta da Palladio, che fu sepolto nella stessa chiesa. La chiesa ha subito nel 2012 un importante restauro. Ospita un concerto di 3 campane in Fa (non in scala) di cui le due maggiori fuse da Cantoni nel 1768.
- Chiesa di San Vincenzo, la chiesa dedicata a San Vincenzo di Saragozza – compatrono di Vicenza, assieme alla Madonna di Monte Berico – affaccia su piazza dei Signori, di fronte alla Basilica Palladiana, interrompendo l'uniforme tessitura del Palazzo del Monte di Pietà. La facciata fu eretta tra il 1614 e il 1617 su disegno degli architetti Paolo e Pietro Borini; essa presenta due logge a tre archi, in stile corinzio e composito: le logge sono sormontate da un coronamento che mostra il Cristo compianto da angeli, di Giambattista Albanese, a cui si devono anche le cinque statue del fastigio (i santi Vincenzo, Carpoforo, Leonzio, Felice e Fortunato). Dietro la loggia si trova l'antica chiesetta del 1387, disassata rispetto al palazzo che l'ha inglobata, con l'altare rivolto a oriente. L'interno della chiesa, modificato nel 1499 e nel Settecento da Francesco Muttoni, fu restaurato negli anni venti del Novecento. Da notare: l'arca trecentesca di Simone Sarego; il pregevole altar maggiore, rococò opera di Bernardo Tabacco e l'altare della Pietà, capolavoro marmoreo giovanile di Orazio Marinali (1689). Entro il portico, dalle volte a crociera, nella parete di fondo, stele di marmo rosso (Giovanni Antonio Grazioli, 1583) con incise le misure ufficiali lineari della Magnifica Comunità vicentina.[29]
- Chiesa di San Lorenzo, costruita dai minoriti alla fine del XIII secolo, in stile gotico nella sua versione lombardo-padana del Duecento. Si colloca nella centrale piazza San Lorenzo, lungo corso Fogazzaro ed è officiata dai francescani conventuali. Interessanti le 10 campane in Do fuse da Cavadini e Colbachini suonate regolarmente a corda.
- Chiesa di Santa Maria Nova, edificata alla fine del Cinquecento, rappresenta l'unica architettura religiosa progettata e costruita da Palladio nella città, a parte la cappella Valmarana e i limitati interventi nella cattedrale.
- Chiesa di Santa Maria dei Servi, situata in piazza Biade, una piccola piazza attigua a piazza dei Signori, la sua costruzione fu incominciata ai primi del Quattrocento dall'ordine dei Servi di Maria. Il portale della chiesa venne eseguito dalla bottega presso cui lavorava Andrea Palladio all'inizio della propria carriera e costituirebbe una delle sue primissime opere.
- Chiesa di Santa Maria in Araceli, costruita nel Seicento in stile barocco su un precedente convento, ha dato il nome all'omonimo quartiere di Vicenza ed è attribuita all'architetto Guarino Guarini. Ha una pianta centrale.
- Chiesa di San Marco in San Girolamo, costruita in forme barocche nel Settecento dai Carmelitani Scalzi su una precedente chiesa e convento dei Gesuati, era dedicata a San Girolamo e Santa Teresa d'Avila. L'attribuzione del progetto è incerta, ma nell'interno è evidente l'influenza dello stile di Giorgio Massari. Dopo l'abolizione napoleonica degli ordini religiosi e dei relativi conventi, divenne nel 1810 la chiesa di San Marco, una delle più antiche parrocchie della città. Contiene numerose opere di artisti veneti del primo Settecento, tra cui alcuni capolavori. La sagrestia conserva il mobilio originale dell'epoca. Sede della scuola campanaria che tutela e salvaguardia il suono delle campane della città.
- Chiesa di San Giorgio in Gogna, si tratta di una delle più antiche chiese della città, sicuramente anteriore all'anno 1000. Come tutte le chiese del tempo, la facciata è di stile romanico. I muri perimetrali, costituiti da agglomerati di materiali diversi (mattoni, pietra, marmi recuperati da altri edifici) sono una dimostrazione dell'origine chiaramente artigianale della costruzione, il che si può notare specialmente nell'abside poligonale. È stata restaurata dalla diocesi nel 2011.
- Abbazia di Sant'Agostino, costruita su edifici precedenti, nel XIV secolo, è situata alla periferia occidentale della città, dove dà il nome alla parrocchia e alla frazione omonime. La chiesa abbaziale fu riedificata in stile romanico durante il dominio di Cangrande della Scala tra il 1322 e il 1357.[30][31] La chiesa presenta una ricca decorazione. All'interno un grande polittico del 1404 di Battista da Vicenza; nella volta della cappella maggiore i simboli degli Evangelisti alternati ai Dottori della Chiesa, tra i quali Agostino: ai loro piedi, angeli e figure allegoriche tra cui la Mansuetudine e la Speranza. Nella chiave di volta è il Cristo in gloria fra gli angeli.
- Chiesa di San Rocco, piccola e preziosa chiesa rinascimentale quasi addossata alle mura scaligere, costruita nel 1485 a seguito di una pestilenza nel luogo dove già sorgeva un oratorio o un'edicola sacra dedicata a San Rocco, protettore degli appestati. L'architettura rinascimentale, non in uso all'epoca negli edifici sacri vicentini, rimanda a Lorenzo da Bologna (anche se l'edificio fu completato da altri). Verso il 1530 la chiesa venne prolungata verso oriente e fu edificata una nuova facciata. Alcuni anni dopo la chiesa fu costruito il convento annesso, nel quale si susseguirono i Canonici regolari di San Giorgio in Alga (congregazione sorta a Venezia alla fine del XIV secolo), detti Celestini dal colore dell'abito, dal 1486 al 1668; le Carmelitane di Santa Teresa, dette Teresine, quindi – dopo le soppressioni napoleoniche di inizio Ottocento – l'Ospedale degli Esposti, dove venivano raccolti i neonati di nascita illegittima, o affetti da handicap psicofisici o appartenenti a famiglie troppo povere per mantenerli (la ruota, restaurata, è tuttora visibile). L'ex monastero, dotato di un suggestivo chiostro, è sede di varie attività socio-culturali.
- Oratorio di San Nicola da Tolentino, finito nel 1678 su commissione dell'omonima confraternita, è una cappella che ospita un ciclo di tele incentrate sulla vita del Santo, tra i massimi vertici del misurato barocco vicentino.
- Oratorio del Gonfalone, fu edificato tra il 1594 e il 1596 dalla confraternita omonima, probabile prosecuzione dell'antica Fratalea S. Mariae de domo, devota alla Vergine e legata alla vicina cattedrale. La facciata è suddivisa da quattro paraste corinzie, sormontate da un timpano triangolare dove sono collocati due angeli che sorreggono lo stemma della confraternita, mentre a coronamento vi sono tre statue con al centro quella della Vergine. L'interno è a navata unica. Colpito da un bombardamento angloamericano nella seconda guerra mondiale, l'oratorio subì lo stesso destino del Duomo, cioè quello di essere in buona parte distrutto e ricostruito. Rimangono l'altare maggiore e frammenti della pregevole decorazione a stucco, mentre sono andati perduti i dipinti originali (un ciclo di tele sulla glorificazione della Vergine realizzato sotto la direzione di Alessandro Maganza e a cui collaborarono il figlio Giambattista, Andrea Vicentino, Palma il Giovane e Porfirio Moretti), che sono stati sostituiti da altre tele provenienti dalla cattedrale di Giovanni Battista Zelotti, Albanese, Giovanni Battista Maganza il Giovane.
- Oratorio delle Zitelle, raro esempio di edificio sacro a pianta ottagonale in città, è situato di fronte alla chiesa di Santa Caterina. Costruito attorno al 1647, è attribuito ad Antonio Pizzocaro ed era destinato alla Pia Casa Santa Maria delle Vergini (fondata nel 1604 per opera del predicatore cappuccino Michelangelo da Venezia), detto "delle zitelle", che accoglieva ed educava le giovani prive di fonti di sussistenza. Al contrario dello spoglio esterno, lo spazio interno è riccamente decorato. È articolato in tre cappelle: quella dell'altare maggiore, dedicata alla Vergine Maria, e le laterali, in onore di Santa Cecilia e Sant'Antonio, a destra, e Sant'Orsola, a sinistra; la copertura è a cupola, con larghe lesene «piegate, sulle quali si impostano i costoloni, del pari piegati, che s'innalzano con andamento veloce a creare la trama ogivale della cupola e quindi a suddividerla in otto spicchi» (Cevese). L'oratorio ospita un ciclo di dipinti sei-settecenteschi dedicato alle Storie della Santa Vergine, tra cui vi sono opere di importanti pittori veneti: di Francesco Maffei Il riposo durante la fuga in Egitto, L'Assunta, La visitazione, La crocifissione; a Giulio Carpioni sono attribuiti l'affresco nella chiave di volta e quattro tele, tra cui L'annunciazione e L'adorazione dei Magi; di Costantino Pasqualotto due dipinti databili 1740; opera del più modesto pittore provinciale Fortunio Parmigiano la Nascita di Maria.

### Architetture militari

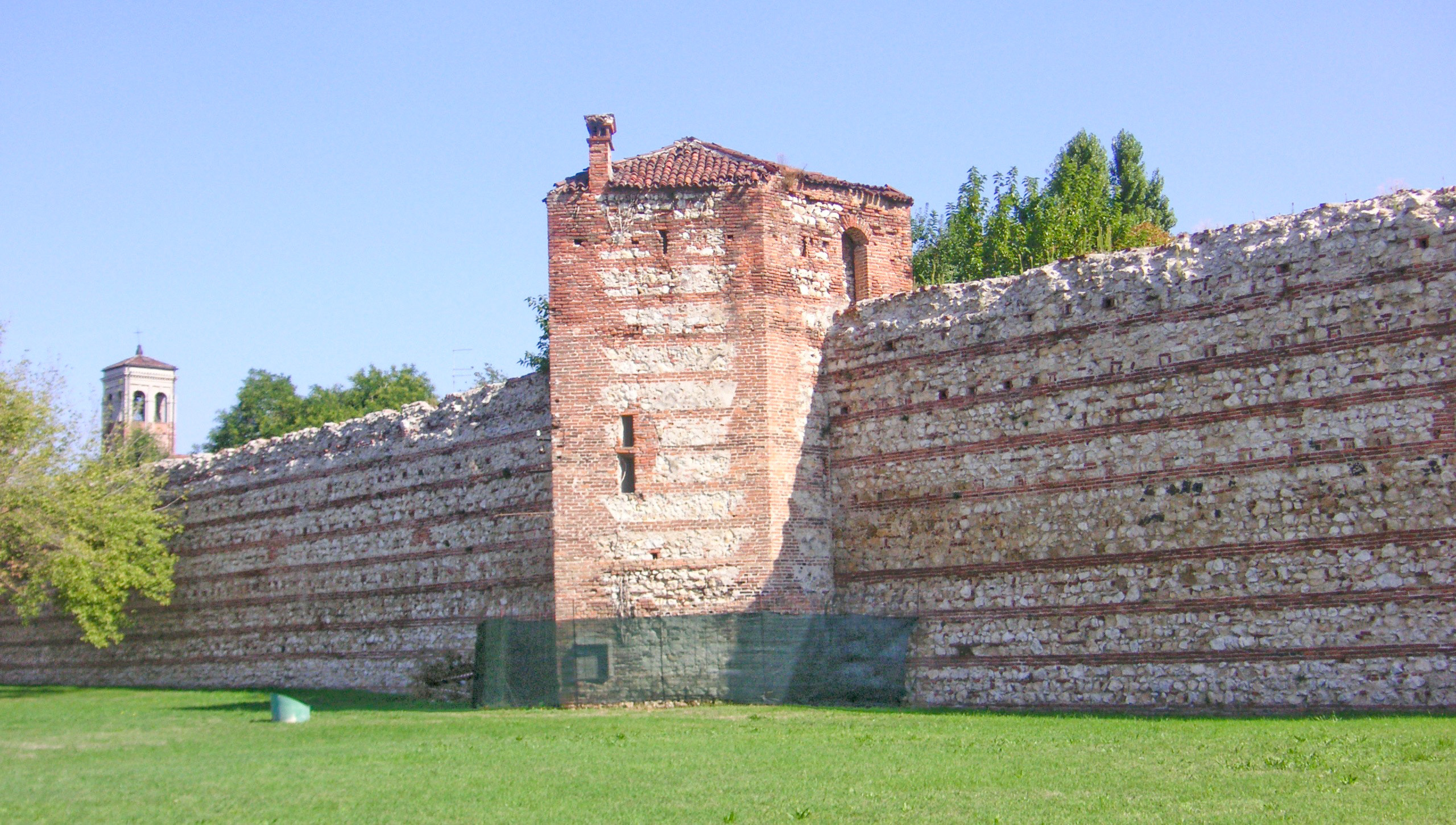
Le mura scaligere in viale Mazzini

Le principali architetture militari della città risalgono al periodo di dominazione scaligera (fine Trecento) e, nonostante buona parte delle fortificazioni sia stata inglobata, nel corso dei secoli, in nuove strutture, viale Mazzini conserva tuttora le mura medioevali che sono oggetto di un sofisticato restauro.
Oltre alle mura, la maggiore testimonianza di architetture militari si ha con le porte che fungevano da accesso al centro storico:
Porta Santa Croce, uno dei più importanti resti ancora intatti delle antiche fortificazioni, è l'ultima a essere costruita dagli scaligeri (venne eretta nel 1385). Da questa porta partono le mura scaligere di viale Mazzini. La porta ha ancora una funzione di ingresso al centro storico (si accede a corso Fogazzaro). Date le precarie condizioni, nel 2012 è stata oggetto di importanti lavori di restauro conservativo.
Porta Nova è stata costruita nel 1381 da Antonio della Scala per difendere ulteriormente il complesso fortificato della Rocchetta (dove si trovavano armi e munizioni per la città). Nel 1848 accanto a questa porta vennero combattute feroci battaglie per la difesa della città dagli austriaci. La porta è stata abbattuta nel 1926, in occasione della visita di Benito Mussolini. Nelle vicinanze è stato aperto un varco nelle antiche mura a cui viene dato il nome di Porta Nova, ma che nulla ha a che spartire con la porta originaria.
Porta Castello, la porta più vicina al centro (entrando ci si trova in piazza Castello) e di principale ingresso alla città per chi proviene da ovest, rappresentava il passaggio attraverso le strutture del castello scaligero, da cui trae il nome. Sorge a poca distanza dalla più antica porta Feliciana che venne chiusa e sostituita dall'attuale la quale fa parte, assieme alla possente Torre di piazza Castello, di un complesso fortificato voluto ancora dagli Ezzelini.
Porton del Luzo, in origine casa torre della famiglia Lucii risalente all'XI secolo, il Porton del Luzzo appartiene allo stesso periodo della prima cerchia medioevale ed è considerato una delle porte più antiche di Vicenza. Chiusa nel XIII secolo, venne riaperta nella metà del XVI secolo. Più volte rimaneggiata e restaurata con i materiali di scavo ricavati dal vicino teatro romano di Berga, è caratterizzata da una merlatura anch'essa rifatta.
Porta Santa Lucia, edificata nel 1369, porta all'omonimo borgo. È caratterizzata da un bassorilievo con il Leone di San Marco che è stato scalpellato alla caduta della Repubblica di Venezia e da una lapide che ricorda i nomi dei vicentini morti durante la battaglia contro gli austriaci del maggio-giugno 1848. Nel 2012 la via che conduce alla porta è stata oggetto di lavori al sistema fognario della zona a seguito dell'alluvione del 2010.
Porta San Bortolo, porta costruita in epoca veneziana (precisamente nel 1455), più che per scopo difensivo, era la barriera per il dazio. Testimone anch'essa dei combattimenti del 1848 è sopravvissuta al feroce bombardamento del 18 novembre 1944 che colpì duramente il quartiere di San Bortolo (allora il più popoloso della città). La porta è stata ristrutturata dal gruppo alpini del quartiere tra il 1993-1994 e negli stessi anni il comune riorganizzò la viabilità attorno alla porta (che sorge in uno degli incroci della circonvallazione interna, vicino all'ingresso storico dell'ospedale San Bortolo). La porta è diventata un monumento inserito all'interno di una rotatoria e ha perso la funzione di passaggio.

### Altro
Scrisse di Vicenza Gabriele D'Annunzio:
Bartolomeo Montagna il viril germe
d'Andrea Mantegna in te fece vitale.
La romana virtù si spazia e sale
per le linee tue semplici e ferme.
Veggo, di là dalle tue mute sorti,
per i palladiani colonnati
passare il grande spirito dell'Urbe
e, nel Teatro Olimpico, in coorti
i vasti versi astati e clipeati
del Tragedo cozzar contra le turbe.
Vicenza la Bella, la mia divina, la mia città diletta»
(VICENZA, Gabriele D'Annunzio, 1926)

#### Le piazze

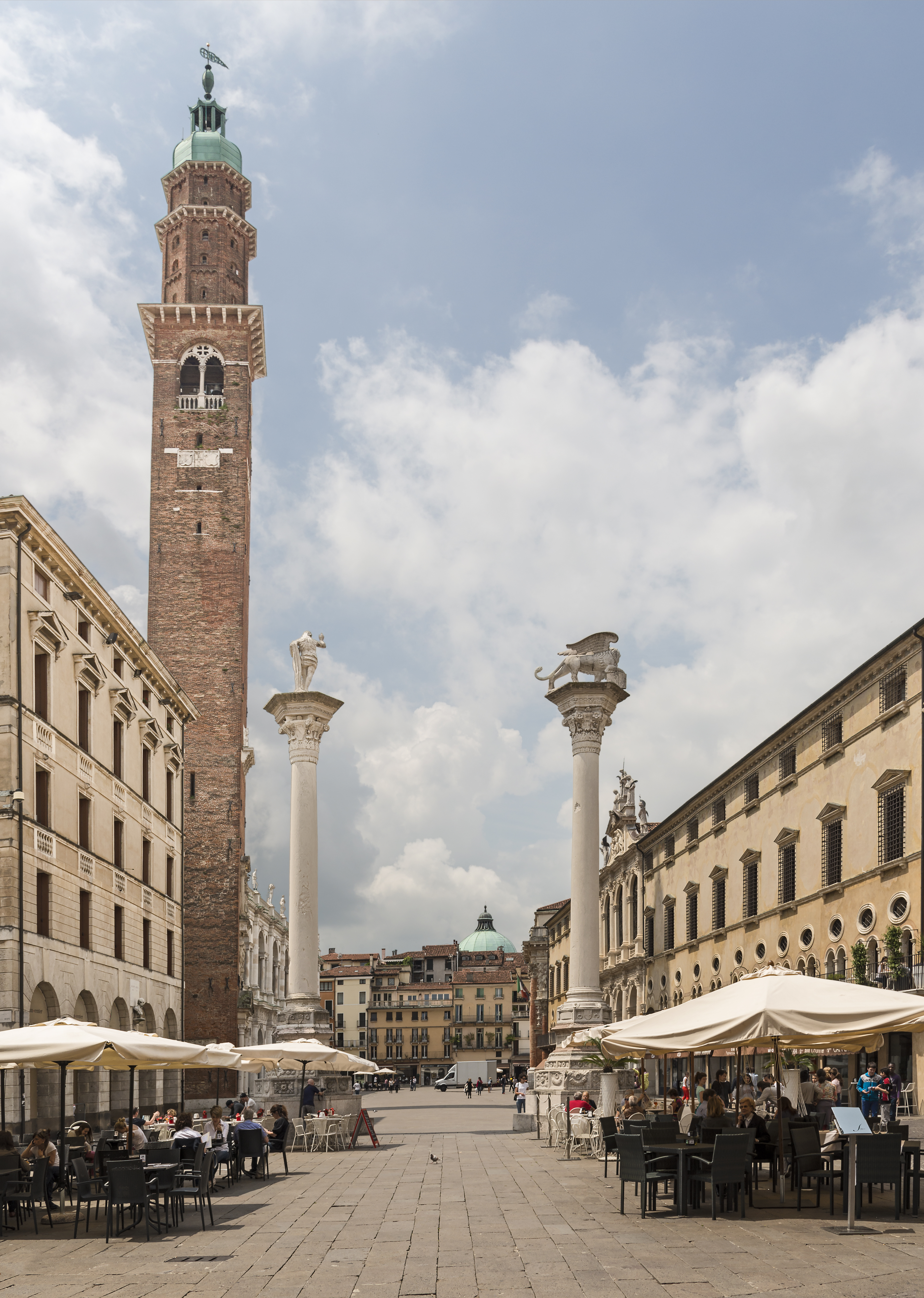
Piazza dei Signori

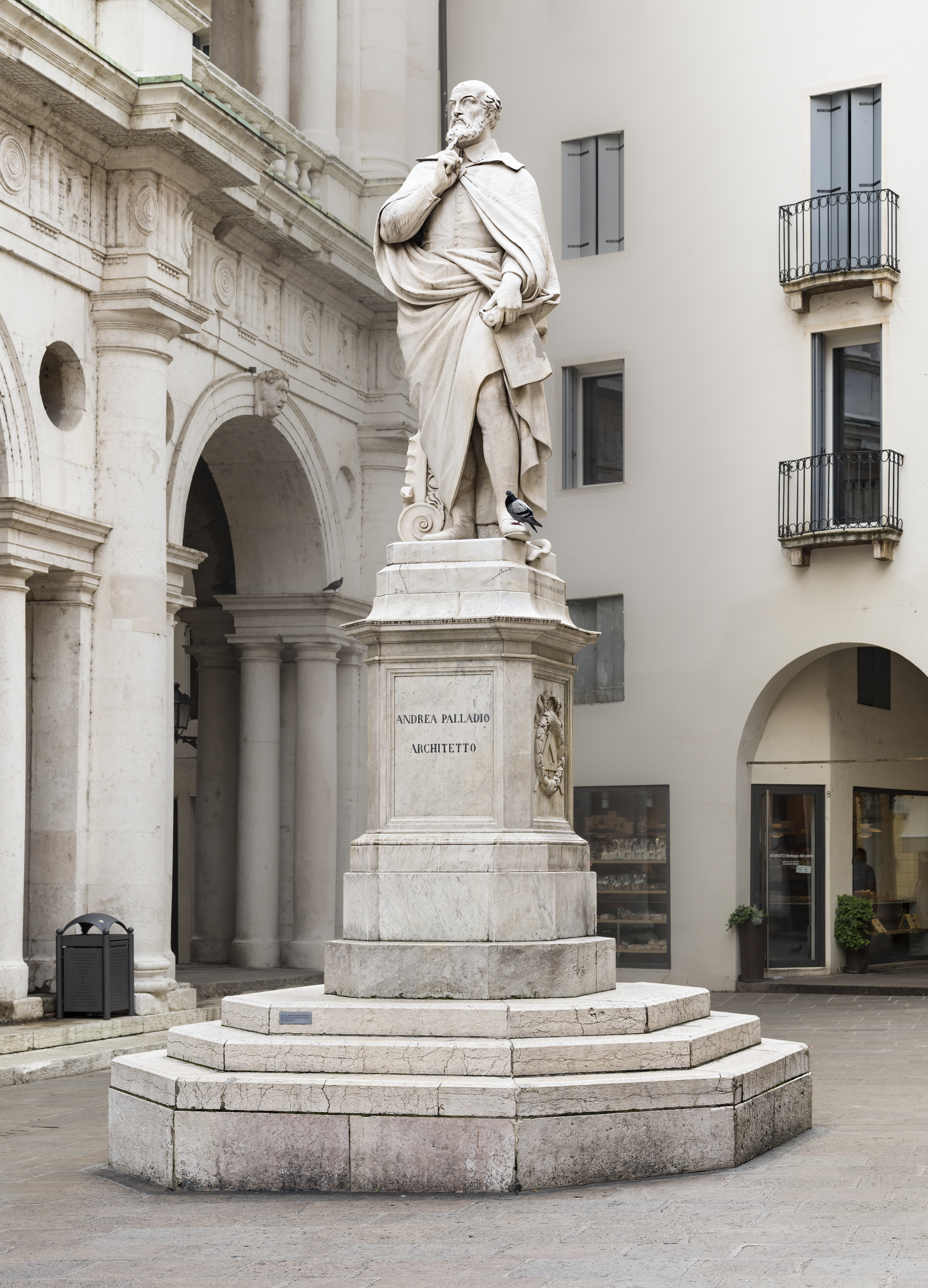
Piazzetta Palladio

Piazza San Lorenzo

Piazza dei Signori, è la piazza principale della città, cuore pulsante del governo cittadino prima come foro romano della città, poi, nel Medioevo e Rinascimento, con il Palazzo della Ragione (noto come Basilica Palladiana) dove veniva amministrata la giustizia e la Loggia del Capitanio, sede del rappresentante della Repubblica di Venezia. Nella piazza – di forma rettangolare – si collocano anche la Torre Bissara, la torre civica (con i suoi 82 m uno dei più alti edifici del capoluogo), il Palazzo del Monte di Pietà con la Chiesa di San Vincenzo (dedicata al compatrono della città) e le due colonne, una con il Leone di San Marco e l'altra con la statua del Redentore.
Piazzetta Palladio, piccola piazza verso il lato occidentale della Basilica, anticamente nota come piazzetta della Rua (dal nome della macchina in legno portata a braccia attraverso le vie del centro storico durante la processione del Corpus Domini). Il nome attuale è dovuto invece alla presenza di una statua dedicata ad Andrea Palladio opera ottocentesca dello scultore Vincenzo Gajassi.
Piazza delle Erbe, situata a un livello più basso di Piazza dei Signori, è così chiamata perché è stata per lungo tempo sede del mercato ortofrutticolo e floreale. La piazza (dominata dal lato meridionale della Basilica), ospita anche una torre duecentesca che in passato era usata come prigione e luogo di tortura (vi fu imprigionato anche Silvio Pellico) chiamata, per questo, Torre del Girone o del Tormento. La torre è unita alla Basilica Palladiana da un arco, detto degli Zavatteri, risalente al 1494 e così chiamato perché sotto di esso si teneva un tempo il mercato delle scarpe e delle ciabatte (zavate nella lingua del tempo).
Piazza Biade, posta sul lato orientale della Basilica, si chiama così perché fin dal 1262 vi si teneva il mercato dei cereali e delle sementi. In fondo a essa, sulla sinistra si trova la Chiesa di Santa Maria in Foro, detta dei Servi perché la sua costruzione fu iniziata all'inizio del Quattrocento dall'ordine dei Servi di Maria. La piazza ospita uffici comunali e alcuni assessorati in un edificio costruito dopo la seconda guerra mondiale. Dopo diverse polemiche per l'utilizzo della piazza come parcheggio per auto comunali, la piazza è stata pedonalizzata.
Piazza delle Poste, in realtà una via (contrà Garibaldi) secondo lo stradario civico, è conosciuta localmente come piazza delle Poste per la presenza di quella che fu la sede del principale delle Poste Italiane; l'edificio è uno dei maggiori esempi di architettura razionalista italiana in città ed è stato recentemente ristrutturato e riconvertito in palazzo residenziale. La piazza ospita una fontana (la Fontana dei Bambini) del 1984, con sculture in bronzo di Nereo Quagliato. Si tratta di uno dei poli della movida serale della città vista la presenza di numerosi locali per il "rito dello spritz".
Piazza Duomo, vi trova sede il palazzo vescovile con il Museo diocesano e la cattedrale cittadina. Sulla sinistra, staccato dalla Cattedrale, si trova il campanile romanico del Duomo, mentre sul lato meridionale della piazza è collocato l'accesso al Criptoportico romano, il principale monumento archeologico cittadino, riscoperto nel 1954 a 6 metri dal livello stradale, testimonianza di una domus romana del I secolo. Al centro della piazza nel 1880 fu eretta una statua a Vittorio Emanuele II, a opera di Augusto Benvenuti.

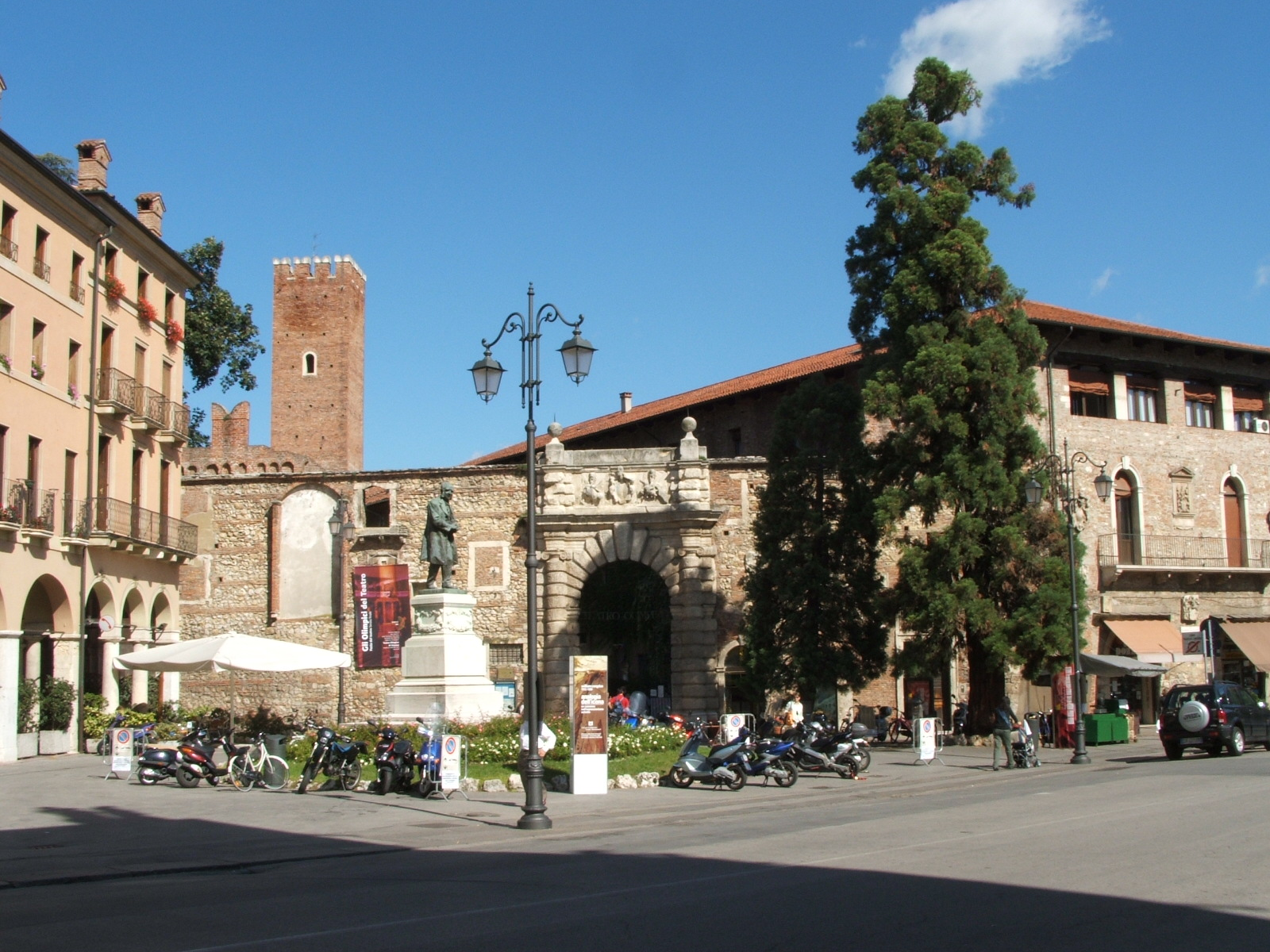
Piazza Matteotti, verso il portale del Teatro Olimpico

Piazza Matteotti, chiamata in passato piazza dell'Isola (perché era una piccola isola circondata dalle acque del fiume Bacchiglione, che talvolta la invadevano) e in seguito piazza Vittorio Emanuele, è dominata da Palazzo Chiericati (sede della Pinacoteca civica) e dall'ingresso al Teatro Olimpico, entrambi capolavori palladiani.
Piazzetta Santo Stefano, caratterizzata dalla presenza di due palazzi nobiliari, Palazzo Sesso Zen Fontana del XIV secolo e Palazzo Negri de Salvi del XV, e soprattutto dalla facciata della chiesa di Santo Stefano, una delle antiche sette cappelle cittadine, ridisegnata alla fine del Seicento.
Piazza San Lorenzo, ospita l'ottocentesco monumento al poeta vicentino Giacomo Zanella e il barocco Palazzo Repeta (già sede provinciale della Banca d'Italia), costruito tra il 1701 e il 1711, tra le prime opere di Francesco Muttoni. La Chiesa di San Lorenzo, che sorge sul lato opposto, è assieme a quella di Santa Corona uno degli esempi più rappresentativi del gotico sacro in città; fu costruita dai frati francescani minori nel XIII secolo. La piazza (riqualificata negli anni duemila con l'arretramento della statua e la costruzione di una fontana a raso terra con giochi d'acqua) ha segnato e continua a segnare le giornate di molti giovani vicentini che l'attraversano per recarsi ai vicini licei Pigafetta e Lioy. Fino a qualche anno fa era famosa per essere la piazza "nera" della città, punto d'incontro per molti giovani di destra sul modello di Piazza San Babila a Milano.
Piazza Castello, diametralmente opposta a piazza Matteotti, ospita diversi palazzi palladiani come Palazzo Porto Breganze, Palazzo Thiene Bonin Longare, sede della Confindustria di Vicenza, Palazzo Piovini e il torrione medioevale di Porta Castello. La piazza ospita inoltre una statua di Giuseppe Garibaldi realizzata da Ettore Ferrari nel 1887.
Piazzale della Vittoria, grande piazzale panoramico situato sulla cima del colle di Monte Berico, a poca distanza dalla città, permette di godere di una vista panoramica della città, con le montagne sullo sfondo, teatro delle battaglie della prima guerra mondiale. Particolarmente gremito durante le celebrazioni al Santuario della Madonna di Monte Berico, patrona della città e durante le sere d'estate, è la meta delle passeggiate lungo i portici di viale X Giugno, nonché sede di numerosi concerti.

#### Ponti storici

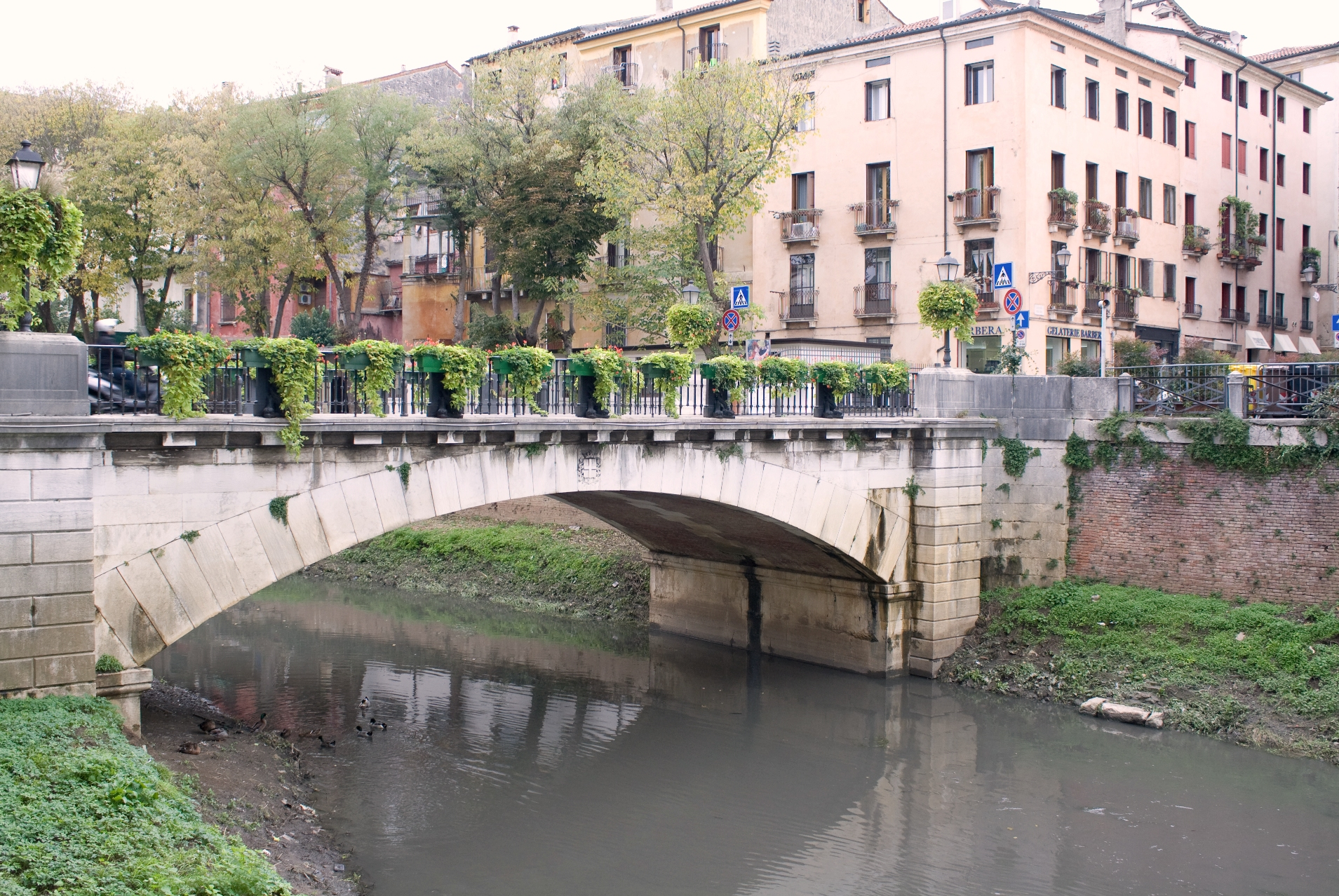
Ponte San Paolo

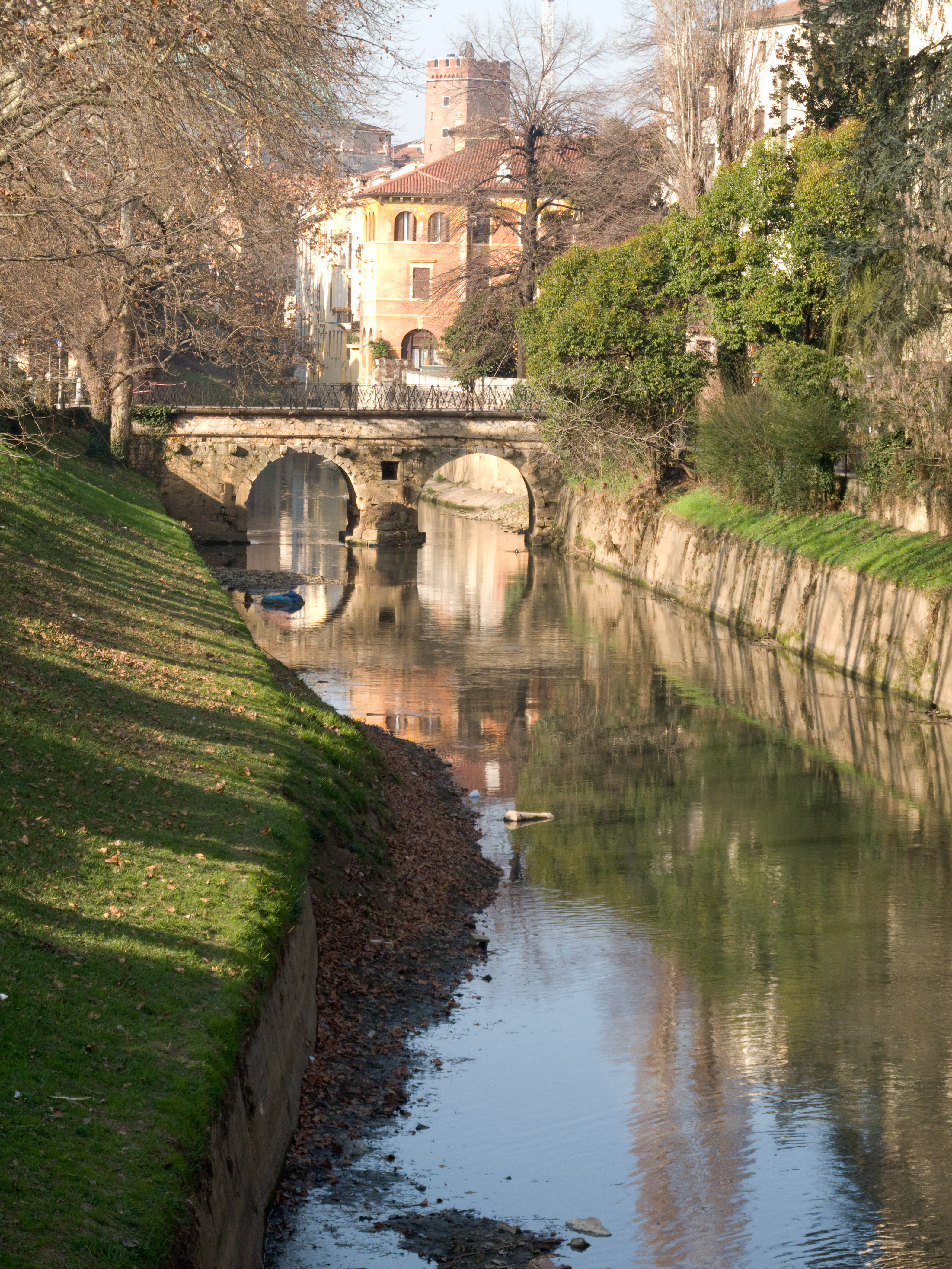
Ponte Furo

Ponte Pusterla è una struttura a tre archi in origine fabbricata in legno, sostituito poi nel 1231 con la pietra al quale si accede da contrà San Marco o da Contrà Vittorio Veneto. Il nome pusterla sembra riferirsi a una piccola porta di passaggio. Qui si trovava una delle originarie porte di ingresso alla città, divenuta poi di secondaria importanza dopo l'avanzamento della cinta muraria e abbattuta nel 1820 per facilitare i collegamenti con il centro. Restaurato nel 1444 e ancora nel 1640, il ponte fu allargato nel 1928 per esigenze di traffico. Vi scorre il fiume Bacchiglione. Il ponte, danneggiato dall'alluvione del 1º novembre 2010 è stato oggetto di una radicale ristrutturazione tra il 2010 e il 2011, che ne ha alzato anche il piano stradale.
Ponte degli Angeli, sorge nelle vicinanze di Piazza Matteotti e deve il suo nome odierno all'antica chiesetta di Santa Maria degli Angeli (non più esistente) che era stata ricavata dal torrione di protezione dell'importante Ponte di San Pietro. Palladio, tra il 1555 e il 1560 ne aveva predisposto un progetto di restauro. Alcuni secoli dopo, nel 1889, il manufatto fu completamente demolito perché ritenuto di ostacolo allo scorrere del fiume Bacchiglione e sostituito con una struttura in ferro, che collegò le due sponde fino al secondo dopoguerra, quando il ponte fu rifatto in cemento armato con una struttura più adatta a sopportare il crescente traffico veicolare.
Ponte Furo dal quale si può ammirare una delle più suggestive immagini di Vicenza: il fiume Retrone che si snoda attraverso gli edifici e sullo sfondo la Basilica Palladiana affiancata dalla Torre cittadina è infatti uno degli scorci più belli della città. Il ponte sorge nei pressi del punto in cui la roggia Seriola confluiva nel Retrone dove, un tempo, esisteva la Barriera Eretenia, uno degli ingressi daziari attraverso la cinta che delimitava la città.
Ponte delle Barche, sorge nel quartiere centrale delle Barche ed è il più antico dei ponti vicentini, con tre archi sostenuti da pilastri a grossi blocchi di pietra. La struttura, presenta delle arcate molto basse, tali per cui in caso di forti piogge il Retrone arriva a superare gli archi allagando il ponte.
Ponte San Michele è stato costruito nel Seicento sul modello dei ponti veneziani. Il nome deriva dal convento e dalla chiesa romanico-gotica di San Michele, il primo ricco di arte ed eretto nel duecento dai frati agostiniani, parzialmente demolito nel secolo scorso per dare nuovi spazi alla città, la seconda distrutta invece in epoca napoleonica. È attraversabile solo da pedoni.
Ponte San Paolo, che da piazza delle Erbe porta all'omonima contrà, era situato sull'asse principale che in epoca romana attraversava la città da nord a sud. Dopo una piena del fiume, sono emersi alcuni scivoli di carico e scarico usati dalla imbarcazioni che risalivano il Retrone e trasportavano le merci fin sotto il Ponte stesso, attiguo alla zona in cui si svolge il mercato cittadino; storicamente, sembra che questi scivoli risalgano all'epoca medioevale e che abbiano avuto grande importanza per Vicenza, dove il trasporto mercantile fluviale era molto in uso fino al Settecento.
Ponte Novo, in origine Ponte delle Convertite per la sua vicinanza a un monastero in cui venivano accolte giovani donne desiderose di avvicinarsi alla vita religiosa, il Ponte Novo è stato demolito e ricostruito negli anni duemila. Collega la parte nord della città con la zona di Corso Fogazzaro. Fino ad alcuni decenni or sono, quando le acque del fiume erano balneabili, i giovani vicentini usavano tuffarsi da questo ponte per un bagno.

#### Vie centrali
La quasi totalità di vie e strade del centro storico cittadino vengono identificate con il toponimo di contrà (in italiano contrada). Fanno eccezione le piazze e i due corsi principali.
Corso Palladio, è la strada cuore di Vicenza, la via dei negozi, sempre affollata per le ormai note Vasche in Corso. Il tracciato della strada si è mantenuto pressoché inalterato fin dall'epoca romana, quando costituiva il decumano massimo della Vicetia di allora, a sua volta impostato sulla consolare Via Postumia. Si estende per circa settecento metri, da Piazza Castello a Piazza Matteotti, da Ovest a Est, e rappresenta una vera e propria galleria di chiese e di palazzi prestigiosi che vi si affacciano, in parte firmati dal Palladio. È totalmente pedonalizzato, come buona parte delle vie limitrofe.
Corso Fogazzaro, ricalca il tracciato di uno dei cardini minori della città romana e taglia il settore nord-occidentale del centro storico a partire dall'incrocio con corso Palladio. Lungo 630 metri (fino alla porta Santa Croce), il corso è intitolato ad Antonio Fogazzaro, uno dei più celebri scrittori vicentini, autore di romanzi come Malombra, Piccolo mondo antico e Piccolo mondo moderno, nei quali viene descritta la società provinciale a cavallo tra l'Ottocento e il Novecento.
Contrà Porti, Cardo Massimo della città in epoca romana, la via fu uno degli assi da cui partì il rinnovamento edilizio del XV secolo e sul quale si innestarono anche gli interventi palladiani. Lungo la strada si trovano molti palazzi della famiglia Da Porto (da cui la via trae il nome) come Palazzo Iseppo Da Porto (che ospita, all'interno, ambienti affrescati da Giambattista Tiepolo) e Palazzo Porto Colleoni. Sempre opera del Palladio è il maestoso Palazzo Barbaran Da Porto, del 1569, sede del Centro Internazionale di Studi di Architettura Andrea Palladio, (CISA) che fronteggia l'ala quattrocentesca di Palazzo Thiene.

#### Cimiteri
Nel comune di Vicenza, oltre al

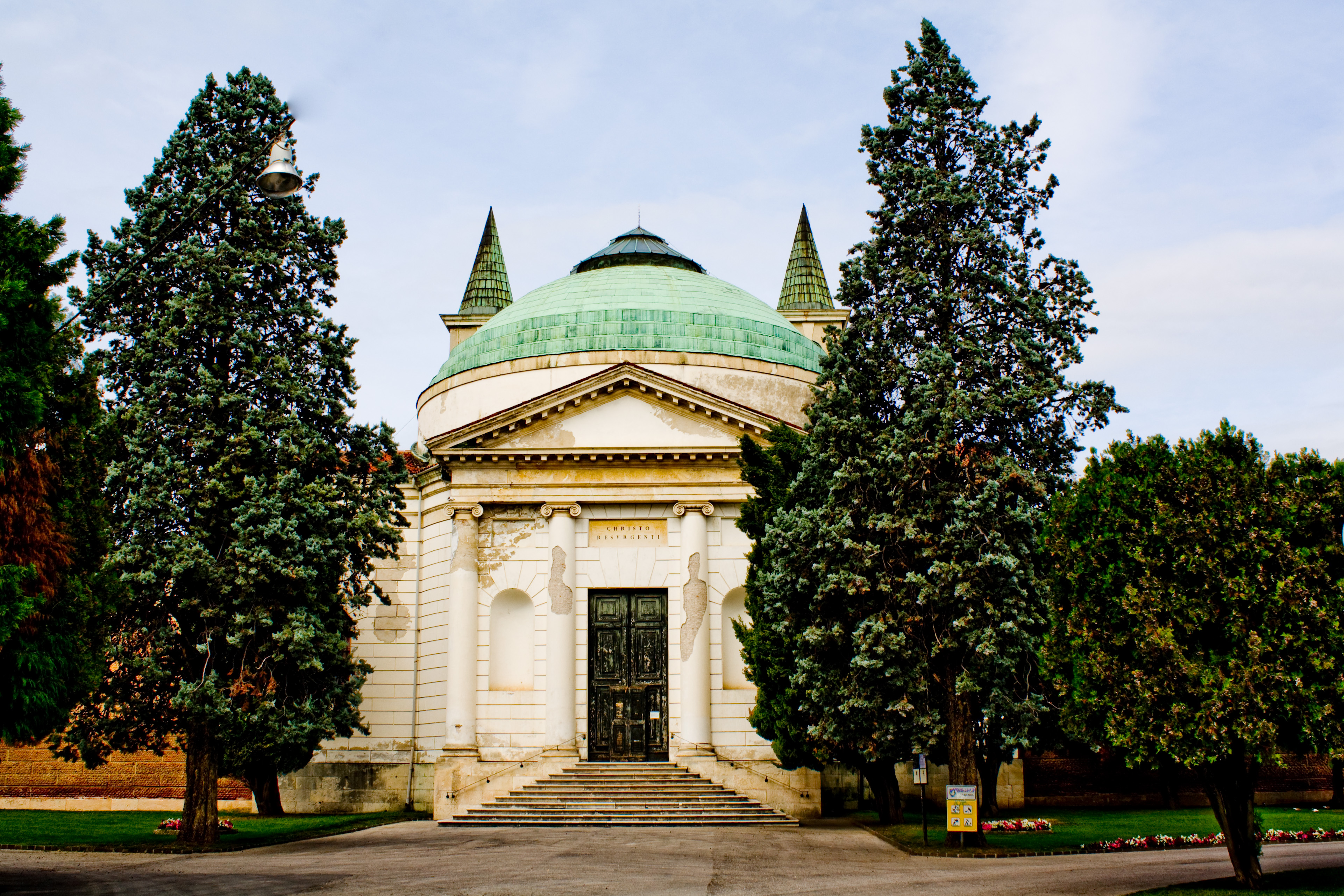
La chiesa del Cimitero Monumentale

- Cimitero Maggiore – costruito a partire dal 1815 e diviso in più settori – che ospita anche il famedio dei cittadini illustri

Sono attivi altri sei cimiteri, a suo tempo appartenenti a paesi contermini ora divenuti frazioni della città; sono quelli di:
- Maddalene
- Polegge
- Bertesina
- Casale
- Settecà
- Longara

Non più utilizzato è invece lo storico Cimitero acattolico di viale Fratelli Bandiera, che tuttavia rimane aperto come area verde.

#### Aree verdi in città

La zona centrale di Parco Querini con al centro il tempietto

Oltre ai classici parchetti di quartiere in città esistono numerose aree verdi, alcune storiche (Campo Marzo e Giardini Salvi) altre di recente istituzione (Parco del Retrone, Parco Fornaci). Tutti i parchi, le aiuole e le piante di Vicenza sono curate da Valore Città AMCPS.
I parchi più importanti della città sono:
Campo Marzo è la più grande area verde della città, la più antica a essere di proprietà comunale e una delle poche a esser priva di limitazione degli orari d'accesso (il parco è privo di recinzioni). Sorge alle pendici di Monte Berico, a ridosso della stazione ferroviaria. Diviso in due settori da viale Roma, questo parco presenta, nella parte ovest, una serie di vialetti che cingono alcune statue (una ad Antonio Pigafetta, una ad Antonio Fogazzaro) e il grande parco giochi di via dell'Ippodromo, e dalla parte est il caratteristico viale Dalmazia (completamente riqualificato in anni recenti) dove, a settembre, vengono collocate le giostre per la festa della Santa Patrona.
Giardini Salvi, è un piccolo giardino (aperto dal 1909) adiacente alle mura di piazza Castello, in pieno centro e presenta una ricca vegetazione, un andamento sinuoso dei suoi viali, che si snodano tra fontane e statue, costeggiando la roggia Seriola. Importanti sono la presenza della loggia del Longhena e della loggia Valmarana, la seconda opera in stile palladiano. Da alcuni anni, nei Giardini, si tengono i mercatini natalizi. Oggetto di una radicale riqualificazione tra il 2008 e il 2009, il giardino presenta anche un percorso adatto ai disabili, nonché un roseto da collezione.
Parco Querini, altro grande polmone verde del capoluogo (120000 m²), situato tra il centro storico e l'ospedale San Bortolo, è caratterizzato da vasti prati, da un esteso boschetto e da un suggestivo viale alberato (fiancheggiato da statue di stile classico), che porta a un tempietto monoptero adagiato su un'isoletta artificiale circondata da un fossato. Divenuto di proprietà comunale nel 1971, è il parco per eccellenza dove fare jogging, vista anche la presenza di un percorso vita. Nel 2010 un settore del parco è stato arricchito di una serie di strumenti ludico-scientifici adatti a far capire la rifrazione, l'energia cinetica e altri fenomeni fisici.

Parco del Retrone

Parco del Retrone, si tratta di un parco che si estende lungo il fiume Retrone, nel quartiere dei Ferrovieri, terzo parco per estensione (40000 m²). Ricco di giovani alberi (il parco è stato istituito nel 1997), cespugli fioriti e spazi per lo sport (pallavolo, calcio e canoa), è gestito dalla Legambiente.

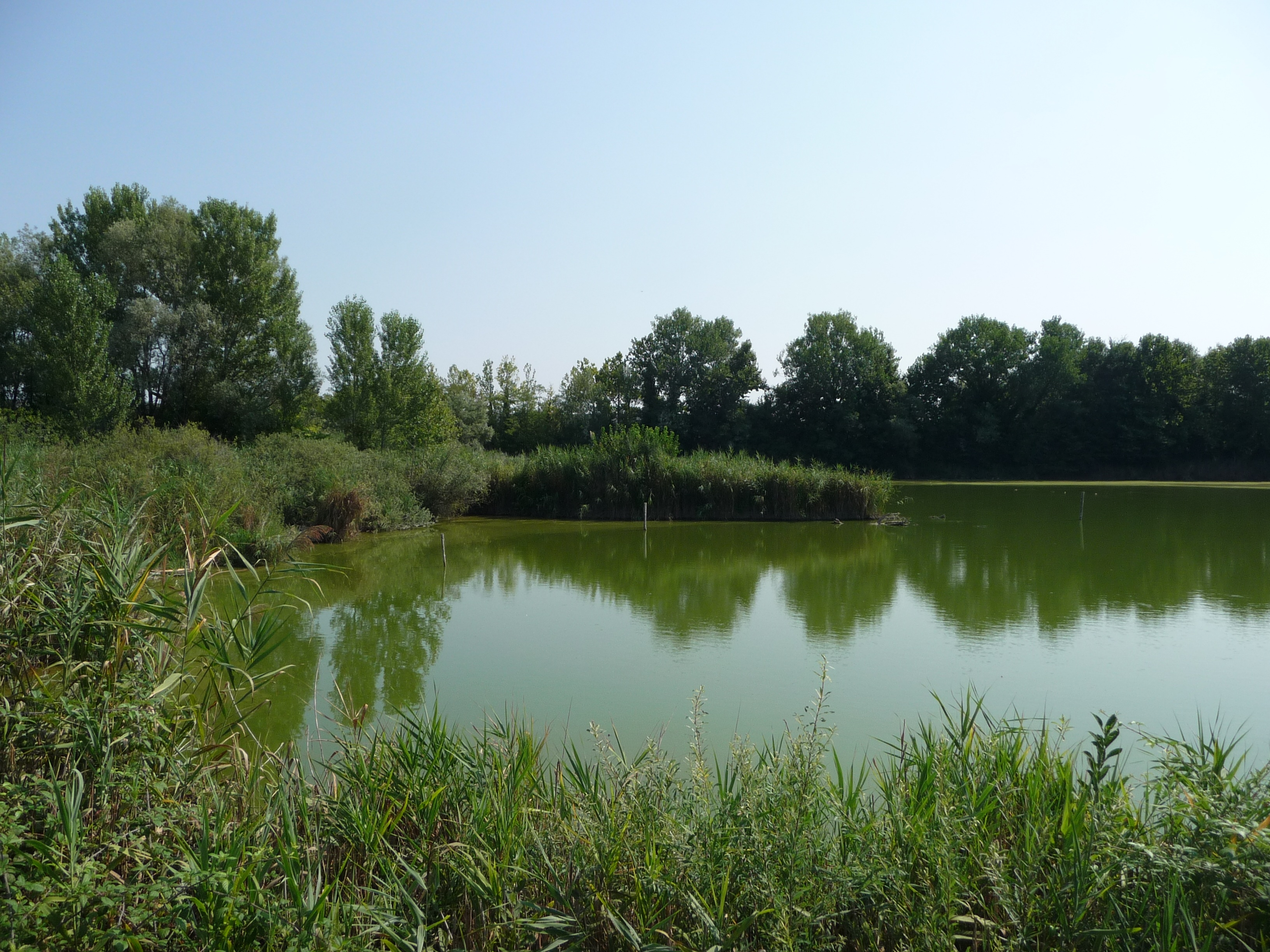
Oasi naturalistica degli stagni di Casale

Oasi naturalistica degli stagni di Casale "Alberto Carta", istituita nel 1998 nell'omonima frazione a sud del capoluogo, è costituita da circa 30 ettari di invasi acquitrinosi, utilizzati (fino ad alcuni decenni fa) per lo sfruttamento dei sedimenti argillosi. Terminata l'attività di escavazione, l'area si è popolata di animali e piante tipiche delle zone ricche d'acqua. L'Oasi (gestita e protetta dal WWF) si presenta come una delle poche zone umide naturali della pianura vicentina.
Parco di Villa Guiccioli: si trova nei pressi del Museo del Risorgimento e della Resistenza e occupa la sommità del colle Ambellicopoli con un'estensione di circa quattro ettari. È ricco di piante appartenenti sia alla flora locale sia a specie esotiche tra cui la Zelcova, censita tra gli alberi monumentali della provincia di Vicenza.
Parco Fornaci è l'ultimo parco istituito in città (l'inaugurazione è avvenuta nell'estate del 2007), ha un'estensione di 35000 m² e si colloca nella zona di viale Crispi, in un'area che ha richiesto un intervento di bonifica ambientale dopo la demolizione delle vecchie Fornaci Lampertico. Il parco è dotato di un centinaio di piante, di un laghetto, tre fontane con giochi d'acqua, strutture ricreative come un campo da bocce, un percorso vita e una pista da skateboard, la seconda più grande d'Italia, di 25 metri per lato.
Parco della pace: un grande parco a nord della città, in corso di realizzazione (dal 2019) nell'area dell'ex aeroporto Dal Molin.

## Società

### Evoluzione demografica
Il 48,1% della popolazione è nata nel comune di Vicenza. Tra i residenti non nati nel comune il 17,6% è nato in uno dei comuni della provincia, il 7,3% è nato in un'altra provincia della regione Veneto, il 12,7% è proveniente da altre regioni italiane e il 14,6% è proveniente dall'estero.
L'età media della popolazione è di 44,3 anni (41,1 per i maschi e 46,4 per le femmine) e questo dato pone Vicenza come la città capoluogo più giovane del Veneto. Il rapporto femmine e maschi vede una prevalenza di femmine (52,5% del totale)
Abitanti censiti

Vicenza risulta al 39º posto tra i comuni italiani per popolazione, il quarto comune del Veneto dopo Venezia, Verona e Padova e il terzo per densità abitativa dopo Padova e Treviso.

### Etnie e minoranze straniere
Al 1 gennaio 2023 i residenti stranieri erano 16.847, ovvero il 15,07% della popolazione.

#### Presenza statunitense in città
La maggiore presenza straniera a Vicenza è data dagli statunitensi, al 2011 circa 9 000 persone, chiamata Vicenza Military Community, che gravita dal 1955 attorno alla caserma Ederle. Sia i soldati sia i civili statunitensi non sono iscritti all'anagrafe cittadina, i bambini non frequentano le scuole italiane ma le scuole presenti all'interno della caserma, non si rivolgono al servizio sanitario italiano se non in caso di gravità o per prestazioni specialistiche, dato che all'interno della caserma è presente una clinica medica con medici militari.
La comunità ha un'emittente televisiva (AFN Vicenza) e una radio (AFN Eagle), un piccolo corpo interno di vigili del fuoco e un corpo di polizia militare (Military Police) che interviene in città in ogni situazione che coinvolga un militare statunitense (dagli incidenti stradali alle risse nei bar).
Nella zona est della città è presente un vero e proprio "quartiere a stelle e strisce", il Villaggio Americano, con cinema, fast food, negozi e impianti sportivi dove risiedono molte famiglie di militari di stanza alla Ederle.
La presenza militare statunitense a Vicenza è stata ampiamente dibattuta dal 2006, dividendo l'opinione pubblica, in occasione dell'annuncio pubblico della sua espansione, effettuata a partire dal 2009 con la costruzione di una seconda base a circa 6 km dalla caserma Ederle, nella zona subito a nord della città dove prima sorgeva l'aeroporto di Vicenza: la caserma Del Din-Dal Molin, inaugurata nel 2013.

### Tradizioni e folclore

#### La"Festa dei Oto"
Per Vicenza l’8 settembre è una data importantissima, infatti l’intera popolazione festeggia la sua Patrona, la Madonna del Monte Berico. Le celebrazioni religiose si iniziano la sera del 7 settembre con la processione religiosa con il Gioiello di Vicenza, il vescovo e le autorità civili, proseguendo poi con le solenni messe il giorno successivo.
Ma la Festa della Madonna non ha solo una valenza religiosa per la città, tant'è che viene comunemente chiamata “Festa dei Oto” ("degli otto") dato che nei giorni che precedono e seguono l’8 settembre, la città è arricchita da numerosi eventi, concerti in piazza, manifestazioni e dal coloratissimo Luna Park nel grande spazio verde di Campo Marzo.

#### La Rua

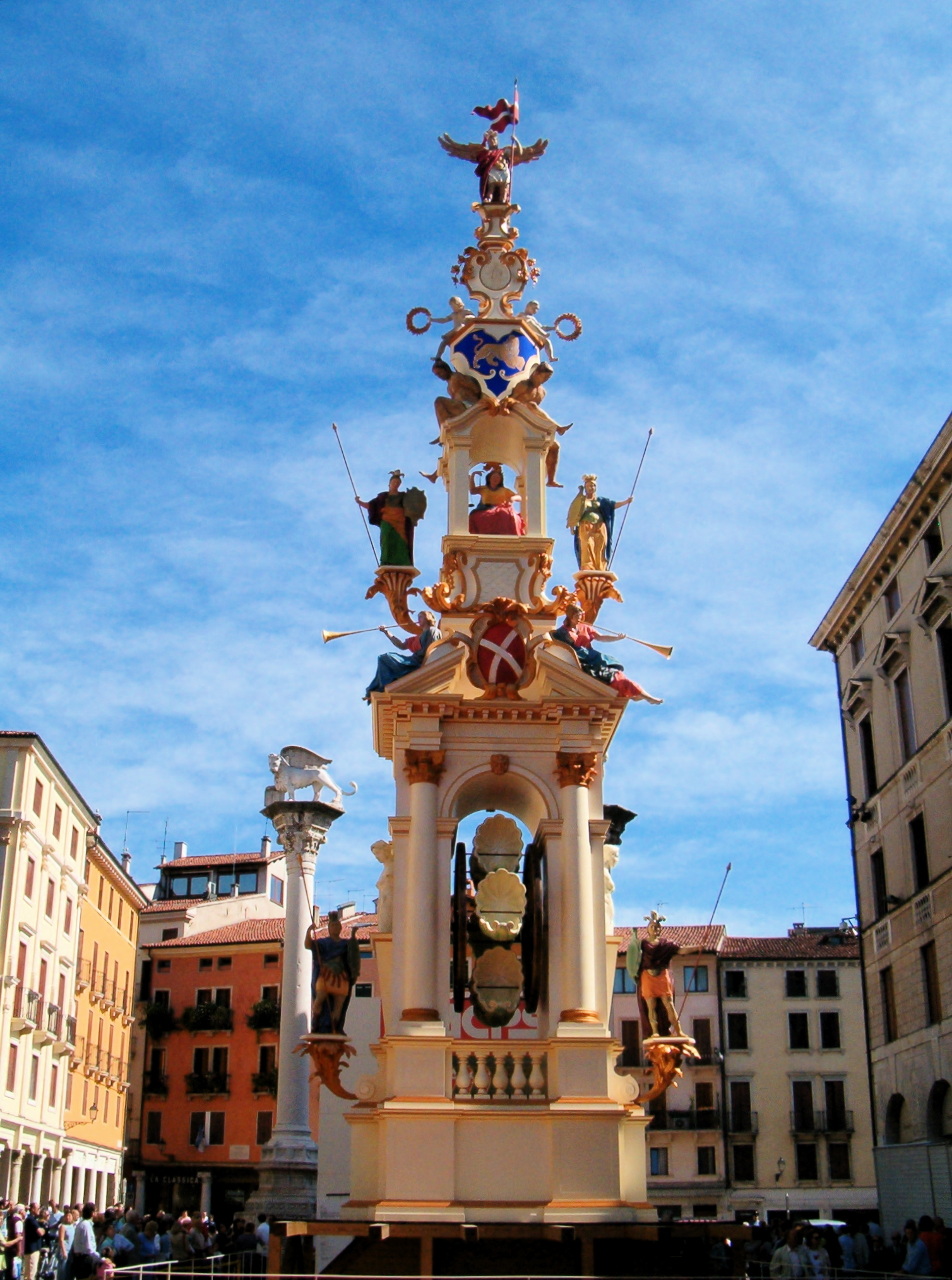
La Rua ricostruita ed esposta in Piazza dei Signori

La Rua (che in italiano significa ruota) è stata per secoli il simbolo dell'orgoglio popolare vicentino.
Si trattava di una grande struttura lignea introdotta nel 1441 per sostituire il cero e il gonfalone che venivano fatti sfilare alla processione del Corpus Domini (deliberata dal comune di Vicenza nel 1389) dal collegio dei notai. Il nome dell'intera macchina scenica deriva proprio dalla presenza di una grande ruota girevole incastonata nel centro della struttura e che rappresentava la rotazione quadrimestrale nell'espletamento delle cariche all'interno del potente collegio dei notai.
Le sfilate della Rua dal 1444 proseguirono, pur tra varie interruzioni, per quasi quattrocento anni fino all'ultima avvenuta nel 1928. Le sue notevoli dimensioni, specialmente in altezza, erano diventate ormai incompatibili con le esigenze di una città moderna e soprattutto interferivano con gli impianti per l'illuminazione elettrica e con i fili delle linee tranviarie. Si decise quindi di sospendere le sue sfilate.
Nel 1944 l'opera (che era conservata in un magazzino comunale) venne distrutta durante un bombardamento e non fu più ricostruita fino al 2007, quando l'azienda municipale Valore Città AMCPS, per festeggiare i suoi 100 anni di attività, decise di fare un regalo storico alla città, ricostruendo l'opera con materiali più moderni e resistenti ed esponendola, per la prima volta dopo decenni, in Piazza dei Signori nel settembre dello stesso anno.
All'inizio del 2010 è nata l'idea di creare un comitato della Rua, per far rivivere, in occasione della festa per la Santa Patrona lo storico giro della Rua.
La manifestazione vede la presenza di un corteo di quasi 1000 persone che rappresentano i quartieri, le associazioni, i gruppi sportivi, le confraternite, gli ordini militari e gli ordini professionali della città, che sfila per le vie del centro la sera del primo sabato di settembre. La sfilata è capeggiata dalla Ruetta, (una riproduzione dal peso di 400 kg e dall'altezza di 8 metri), realizzata nel 1949 e di recente restaurata, che si presenta con una cascata di fiori, naturalmente biancorossi (come i colori della città). A sostenerla, a turno, sono 18 atleti vicentini accompagnati dal ritmo della fanfara storica degli alpini.
Da piazza Duomo il corteo raggiunge piazza Castello, percorre quindi corso Palladio e contrà Santa Barbara da dove entra in piazza dei Signori. In piazza dei Signori si svolge la suggestiva cerimonia di accensione della storica grande Rua (alta 24 metri e del peso complessivo di 300 quintali) installata, fin dai primi giorni di settembre, nella piazza.
Il Giro della Rua è una tra le più antiche manifestazioni folcloristiche italiane, la seconda nel Veneto dopo lo Sposalizio del mare di Venezia. Si svolge ai primi di settembre negli anni dispari.

#### Mercato
Il mercato ambulante del centro storico è una delle tradizioni popolari più antiche e significative della città. Al martedì si svolge in versione ridotta tra Piazza dei Signori, Piazza delle Erbe e contrà Garibaldi (piazza delle Poste) con circa 50 banchi mentre il mercato del giovedì si estende tra Piazza dei Signori, Piazza Biade, Piazzetta Palladio, Piazza delle Erbe, contrà Garibaldi, Piazza Duomo, viale Roma, contrà Pescherie Vecchie, Piazza Castello e Piazzale del Mutilato per un totale di 135 banchi.

### Lingue e dialetti
La lingua veneta (nella sua variante veneto centrale o, ancor più precisamente, veneto alto vicentino) è una lingua romanza ampiamente parlata e diffusa ancor oggi. È tutelata come lingua dalla regione Veneto (che pure ne riconosce il carattere composito) ma non dallo Stato italiano, che non l'annovera tra le minoranze linguistiche, pur essendo compresa fra le lingue minoritarie dall'UNESCO.
In città si parla la variante del veneto alto vicentino (a sua volta una variante del veneto centrale).
Il dialetto vicentino è infatti diviso tra basso vicentino (parlato nelle zone dei colli berici, a sud del capoluogo) e alto vicentino (parlato sia in città sia a nord del capoluogo). Le differenze emergono, ad esempio nella modifica della consonante C e G ("cinque" diventa zinque nel basso vicentino mentre diventa sinque in città, "gente" diventa zente nel basso vicentino e xente in città).

### Religione
Vicenza è sede dell'omonima diocesi, sede della Chiesa cattolica di rito romano, suffraganea del patriarcato di Venezia e appartenente alla Regione ecclesiastica Triveneto. In città si trova la Cattedrale di Santa Maria Annunciata, la Basilica Santuario della Madonna di Monte Berico, chiesa dedicata alla patrona della diocesi e la paleocristiana Basilica dei Santi Felice e Fortunato. Le parrocchie della città sono 37, alle quali vanno aggiunte altre 12 chiese che non sono parrocchie e che, in alcuni casi, sono affidate a ordini religiosi (la Basilica di Monte Berico è affidata ai Servi di Maria, il Tempio di San Lorenzo ai frati francescani, quello di Santa Corona ai cappuccini). Le parrocchie sono tutte raggruppate nel vicariato urbano, a sua volta suddiviso in 12 unità pastorali che, a volte, hanno un unico parroco per più parrocchie.
Altri culti religiosi minoritari in città sono la Chiesa cristiana ortodossa che esercita il proprio culto nelle chiese della Misericordia dal 2010 (Chiesa ortodossa serba, con l'unica parrocchia nel Veneto) e di Santa Croce dal 2007 (Chiesa ortodossa moldava, presente in città dal 2005) e l'Islam, con la moschea Ettawaba di via Vecchia Ferriera. I Testimoni di Geova sono circa un migliaio nella provincia. Culti religiosi meno diffusi sono comunque presenti in città (Buddhisti, nonché Battisti e Metodisti presenti soprattutto nella comunità militare statunitense).

### Istituzioni, enti e associazioni

#### Tribunale Civile e Penale

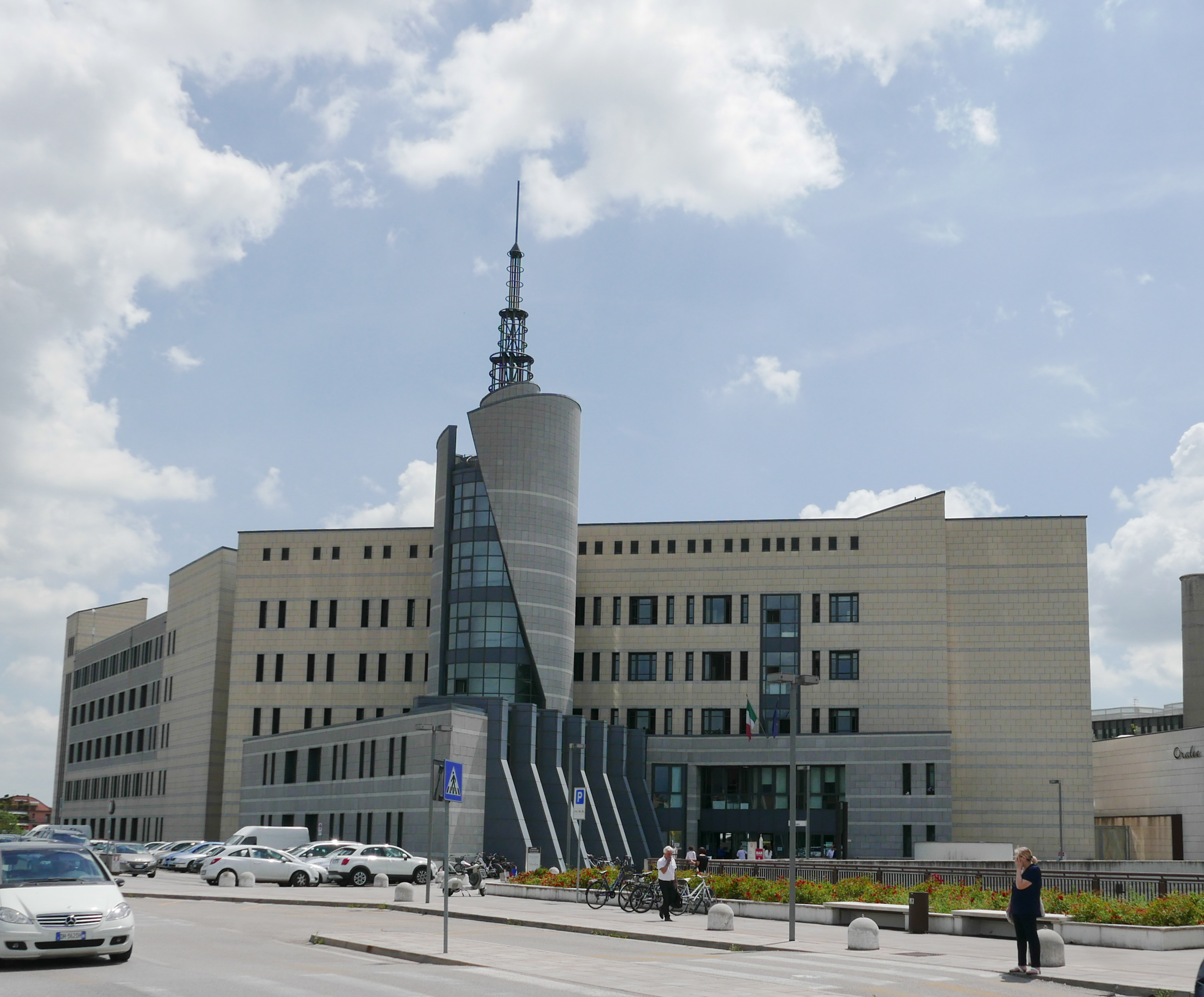
Il Palazzo di Giustizia di Vicenza

Il tribunale di Vicenza è ospitato in un moderno edificio nel complesso di Borgo Berga, inaugurato nel 2012 e che va sostituire il vecchio palazzo di giustizia di Santa Corona, edificato negli anni sessanta in pieno centro storico. La costruzione della nuova sede si era resa necessaria sia per gli insufficienti e scomodi spazi della vecchia sede sia a seguito del riordino dei tribunali italiani, che ha visto la chiusura del tribunale di Bassano del Grappa. L'attuale sede sorge in un'ex area industriale dismessa (il Cotonificio Rossi) ed è stata oggetto di polemica in quanto tribunale e nuovo quartiere annesso si trovano sul punto di confluenza dei fiumi Bacchiglione e Retrone (quindi in una zona delicata dal punto di vista idrogeologico). Inoltre la nuova struttura presenta dei problemi strutturali (in particolare infiltrazione di acqua dal soffitto durante le forti piogge).

#### Carcere San Pio X
La casa circondariale di Vicenza (intitolata a Filippo Del Papa) si trova in una zona periferica del quartiere di San Pio X ed è stata edificata negli anni ottanta a seguito del trasferimento dalla vecchia sede di San Biagio (un ex convento del XVI secolo convertito in carcere alla fine dell'800, sito a ridosso del centro in una zona logisticamente problematica). Strutturato come carcere di massima sicurezza è stato ampliato nel luglio 2016 portando la struttura a una capienza massima di circa 500 detenuti.

#### Ospedale San Bortolo

Esterno dell'Ospedale San Bortolo a Vicenza

La principale struttura pubblica è l'Ospedale San Bortolo (facente parte dell'Azienda sanitaria ULSS 8 Berica), classificato come "ospedale regionale ad alta specializzazione". Si trova a ridosso del centro tra i viali Rodolfi, Bandiera, contrà San Bortolo e Parco Querini ed è strutturato in 5 lotti, alcuni storici, altri edificati tra gli anni sessanta e settanta. Gli ultimi lotti sono stati aperti negli anni 2000 ed è in costruzione un sesto lotto che dovrebbe essere inaugurato nel 2020.

#### United States Army Africa
Si tratta della componente dell'esercito statunitense posta alle dipendenze dell'United States Africa Command. Ha la sua sede presso la Caserma Ederle.

#### CoESPU

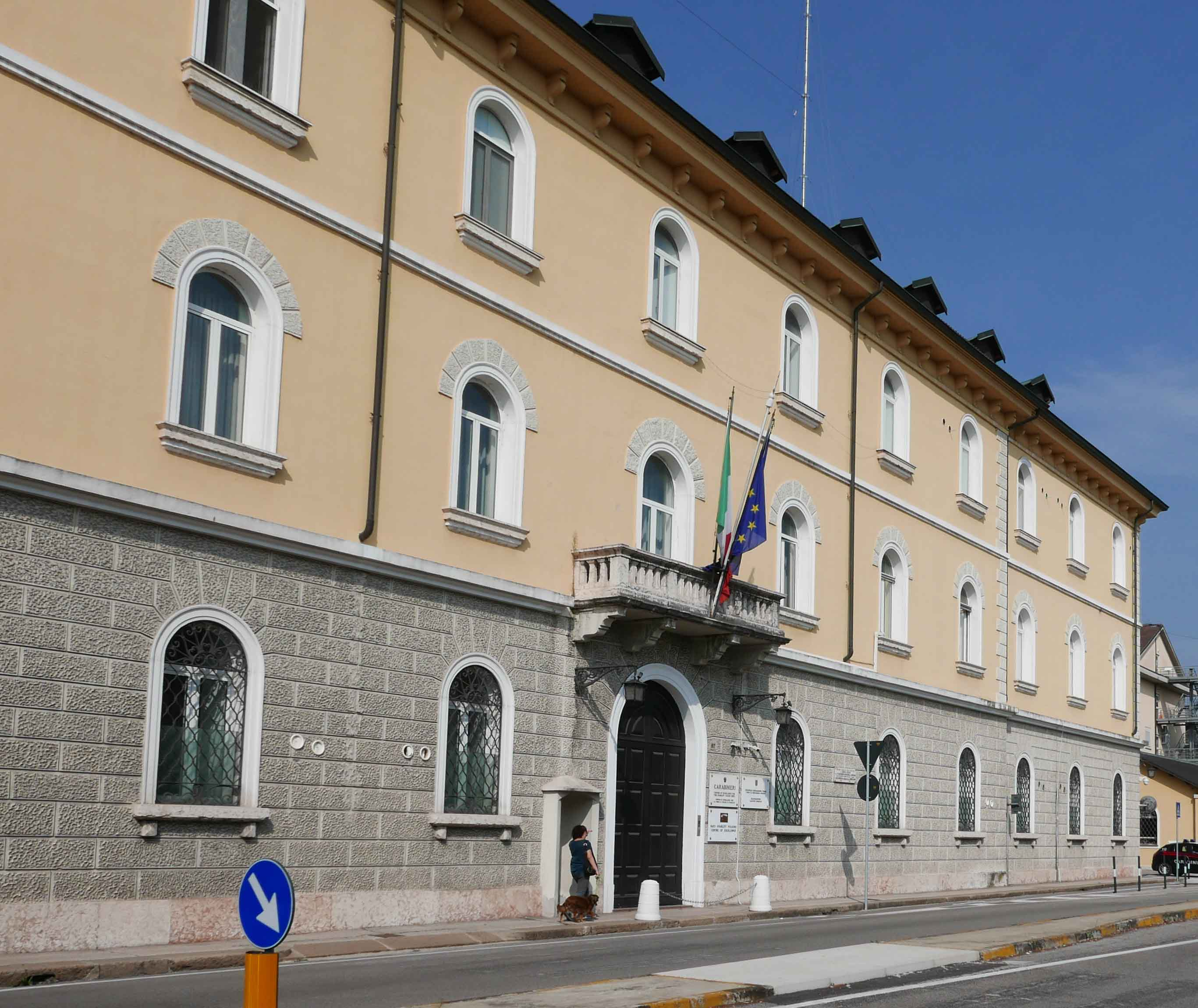
Caserma Chinotto

Il Center of Excellence for Stability Police Units è un centro di formazione dell'Arma dei Carabinieri per le forze di pace nato nel 2005 con lo scopo di formare prevalentemente, ma non esclusivamente, personale di paesi in situazioni di instabilità politico/sociale o con necessità di accrescere la propria capacità di sostegno internazionale al supporto di operazioni a sostegno della pace. Ha sede presso la caserma Chinotto di via Medici.

#### Gendarmeria europea
È un corpo di polizia militare dell'Unione europea nato da un'iniziativa multinazionale di cinque paesi membri dell'Unione europea (Francia, Italia, Paesi Bassi, Portogallo e Spagna, ai quali si sono aggiunte la Romania nel 2008 e la Polonia nel 2011) ed è stata creata con lo scopo di provvedere a una più efficiente gestione delle crisi internazionali fuori dai confini dell'UE. Anch'esso si trova presso la caserma Chinotto.

## Cultura

### Biblioteche
- La più importante biblioteca della città è la Biblioteca civica Bertoliana[50], attiva dal 1708 che dispone (nella sola sede principale di Palazzo San Giacomo) di 417 052 volumi e che è presente nella città attraverso il Sistema Bibliotecario Urbano nelle sedi di Palazzo Costantini, Riviera Berica, Villa Tacchi, Anconetta, Laghetto, Villaggio del Sole e Ferrovieri. È stata inoltre attivata una sede della biblioteca presso il parco di Campo Marzo, attiva per tutto l'anno (escluso il periodo invernale).
- Altra biblioteca importante è la Biblioteca Internazionale La Vigna[51] (facente parte del Centro di Cultura e Civiltà Contadina) che dispone di 62 000 volumi incentrati principalmente sul settore di studi sull'agricoltura e sulla cultura e civiltà del mondo contadino. Ha sede nel palazzo Brusarosco Zaccaria, edificio ottocentesco in parte (la Casa Gallo) restaurato da Carlo Scarpa.

### Musei
Vicenza è una città ricca di musei: sono otto i principali, tre dei quali di proprietà comunale, i rimanenti della diocesi, di fondazioni bancarie e altre istituzioni private.

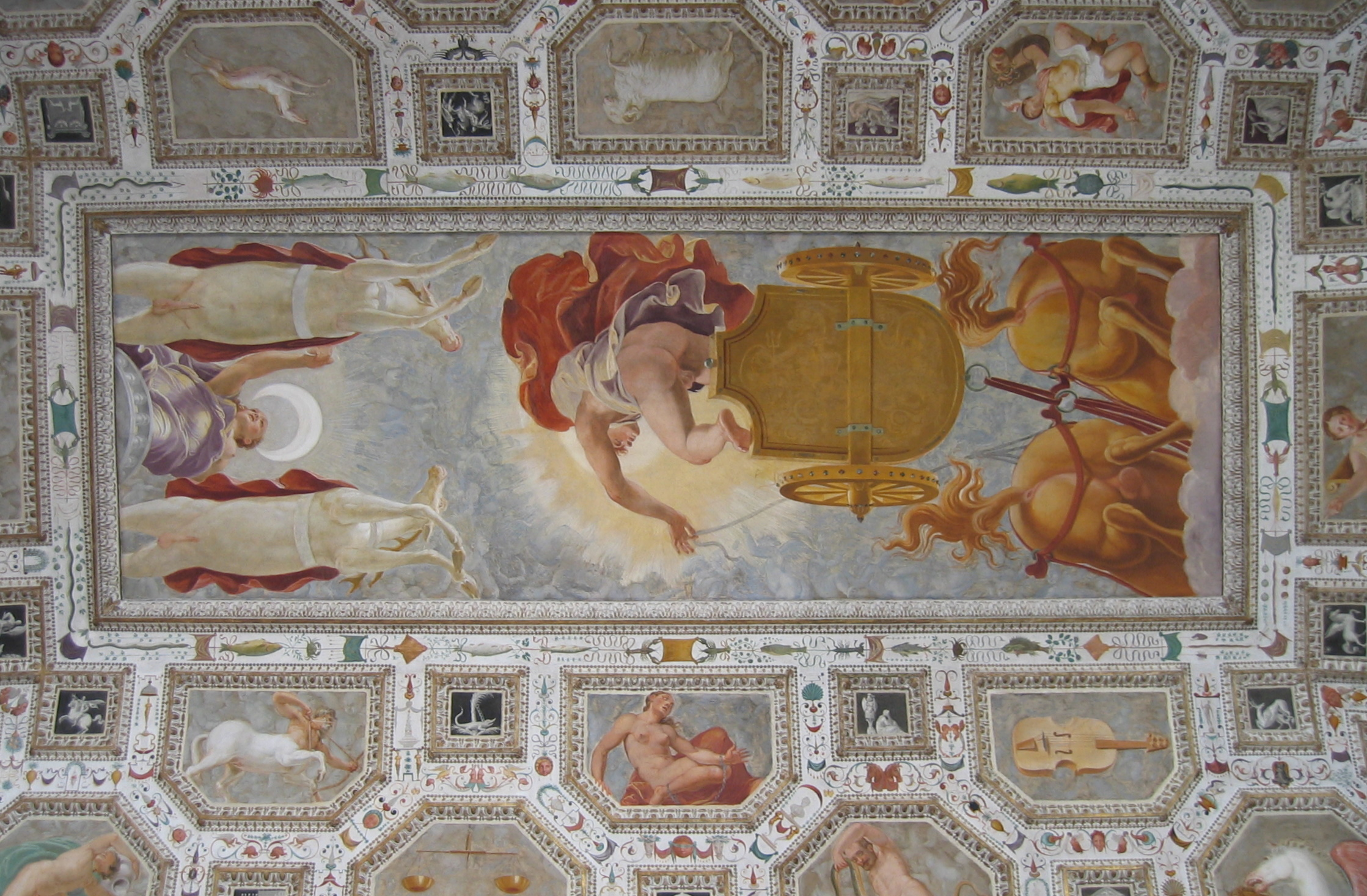
Sala dello zodiaco (Pinacoteca Civica di Palazzo Chiericati)

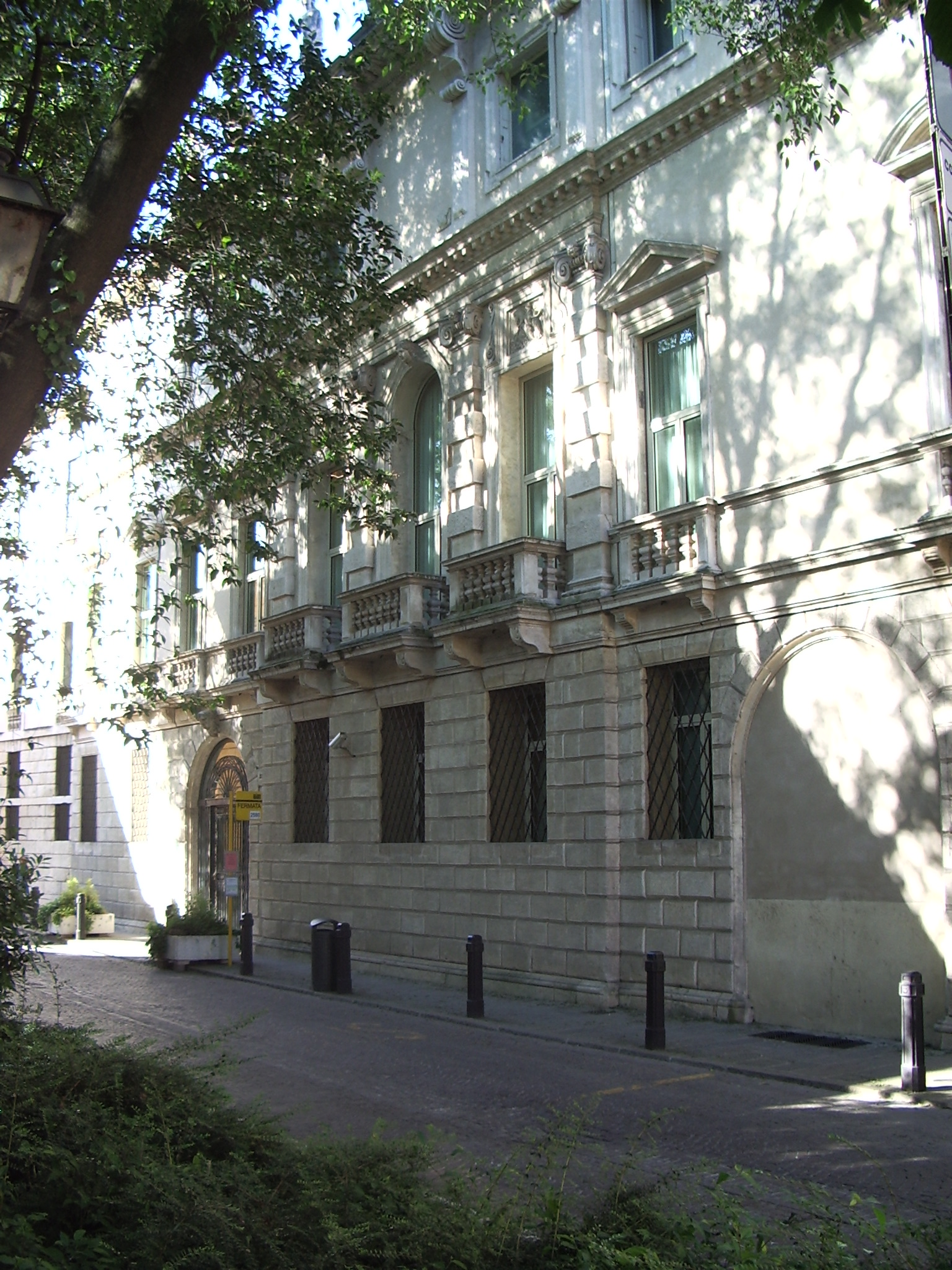
Ingresso delle gallerie di palazzo Leoni Montanari

- Pinacoteca civica di Palazzo Chiericati[52], è il più antico museo della città. Inaugurato il 18 agosto 1855, ospita ora le collezioni di pittura e scultura, il Gabinetto dei Disegni e delle Stampe e il Gabinetto Numismatico. Un nucleo importante di dipinti è costituito dalle pale d'altare di Bartolomeo Montagna, Bonconsiglio, Cima da Conegliano, Speranza e Marcello Fogolino, cui si aggiunge un gruppo di opere di carattere civile, Jacopo Bassano, Francesco Maffei, Giulio Carpioni. Grazie a donazioni gentilizie nell'Ottocento, la Pinacoteca si è arricchita di capolavori di Tintoretto, Antoon van Dyck, Sebastiano e Marco Ricci, Luca Giordano, Giambattista Tiepolo, Giovanni Battista Piazzetta e i 33 disegni di Palladio. A queste opere vanno aggiunte quelle del lascito di Neri Pozza (costituito da sculture e incisioni dello stesso artista e dalla sua collezione d'arte contemporanea, con opere di Carlo Carrà, Filippo de Pisis, Virgilio Guidi, Osvaldo Licini, Ottone Rosai, Gino Severini, Emilio Vedova, Mario Mafai, Arturo Martini e Pablo Picasso). Inoltre, nel 2012, la pinacoteca è stata arricchita del lascito del marchese Giuseppe Roi che consiste in una collezione costituita da un centinaio tra dipinti, sculture e incisioni di artisti quali Édouard Manet, Camille Pisarro, Pablo Picasso, John Sargent, Medardo Rosso, Boldini, Pisanello, Garofalo, Canaletto e Giambattista Tiepolo.
- Museo naturalistico e archeologico di Santa Corona[53], inaugurato nel settembre 1991, è allestito nei due chiostri del monastero domenicano che affiancano la chiesa di Santa Corona in pieno centro storico. All'interno il percorso espositivo è diviso in due sezioni: quella naturalistica che illustra la morfologia del territorio vicentino con la sua flora e la sua fauna e la sezione archeologica con reperti che vanno dal paleolitico all'epoca longobarda.
- Museo del risorgimento e della resistenza[54], sorge sul colle Ambellicopoli presso la villa Guiccioli, poco dopo il Santuario di Monte Berico. Il museo raccoglie le memorie di eventi e di personaggi che appartengono alla storia d'Italia e che furono protagonisti nelle vicende storiche della città. I documenti e i cimeli delle raccolte portano infatti la testimonianza degli avvenimenti vicentini, nazionali e in qualche caso europei come le vicende belliche che vanno dalla prima campagna d'Italia di Napoleone nel 1796 alla fine della seconda guerra mondiale e alla lotta di liberazione (1945).
- Gallerie di palazzo Leoni Montanari[55], sede espositiva di banca Intesa Sanpaolo, è stato inaugurato nel 1999 e ospita un'importante collezione di oltre 400 icone russe e opere del Settecento veneziano. Annualmente, presso il laboratorio interno di restauro, viene riportata all'originario splendore una o più opere d'arte che vengono presentate nella rassegna Restituzioni in maggio.
- Palladio Museum, collocato presso Palazzo Barbaran Da Porto, sede del Centro Internazionale di Studi di Architettura Andrea Palladio (CISA), l'allestimento è stato inaugurato il 4 ottobre 2012.[56] All'interno sono esposti i modelli lignei e i calchi realizzati in occasione delle mostre palladiane degli anni settanta, modelli computerizzati animati, multimedia, archivi storico-documentari su Palladio e sul restauro. Al tempo stesso il Museo Palladiano produce un calendario organico di mostre dedicate all'architettura.[57]
- Museo di Palazzo Thiene[58], ospitato presso l'omonimo palazzo, sede storica della Banca Popolare di Vicenza, conserva una pinacoteca con dipinti dal XV al XIX secolo, un nucleo di trecento incisioni settecentesche uscite dai torchi della stamperia dei Remondini di Bassano, una parte dedicata alla ceramica e una alla scultura.
- Museo diocesano, inaugurato nel 2005, è situato nei saloni del Palazzo vescovile e mostra le testimonianze della presenza cristiana a Vicenza, risalente all'epoca romana, oltre a ospitare collezioni di oreficeria sacra, pittura, arte religiosa ed etnografia.
- Museo del Gioiello[59]. Situato su due livelli all'interno dell'edificio della Basilica Palladiana, si compone di nove sale tematiche più uno spazio per esposizione temporanee. Vi è esposta la ricostruzione del Gioiello di Vicenza e una selezione della produzione orafa che ha in Vicenza una delle capitali mondiali. È stato istituito dalla Fiera di Vicenza con il patrocinio del Comune e aperto dal 24 dicembre 2014.[60]
- Museo del Seminario vescovile. Si compone di cinque sale di circa 90 m² ciascuna, adibite in origine a laboratori didattici, con scaffalature e vetrine espositive ottocentesche che ospitano strumenti scientifici e reperti zoologici, botanici ed etnologici raccolti dal 1600 al 1900. Aperto su prenotazione, per gruppi scolastici.
- Area archeologica della strada romana sottostante le sacrestie della Cattedrale. Un'area di circa 900 m² comprendente, su strati sovrapposti, resti di abitazioni romane del tempo di Augusto e una sequenza di edifici destinati al culto nel corso dei secoli: una domus ecclesiae del IV secolo, una chiesa paleocristiana del V con lacerti di mosaico, una romanica dell'XI secolo e una chiesa gotica del XIII.
- Museo d'Arte Sacra di Monte Berico[61]
- Museo della scienza e della tecnica[62]
- Museo della moneta[63]
- Museo SS. Felice e Fortunato [64]
- Pinacoteca di Palazzo Thiene[65]

### Teatri principali

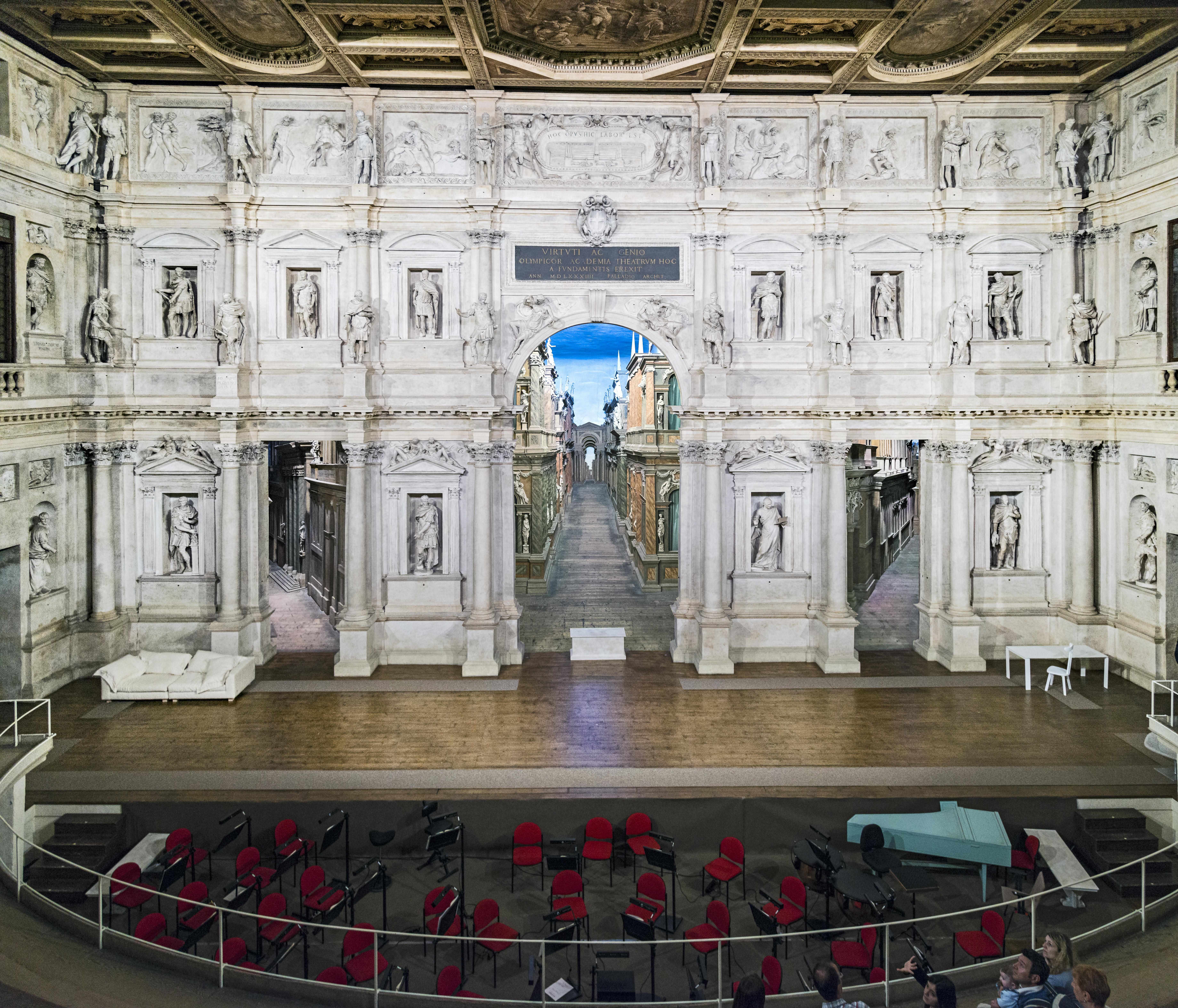
Teatro Olimpico

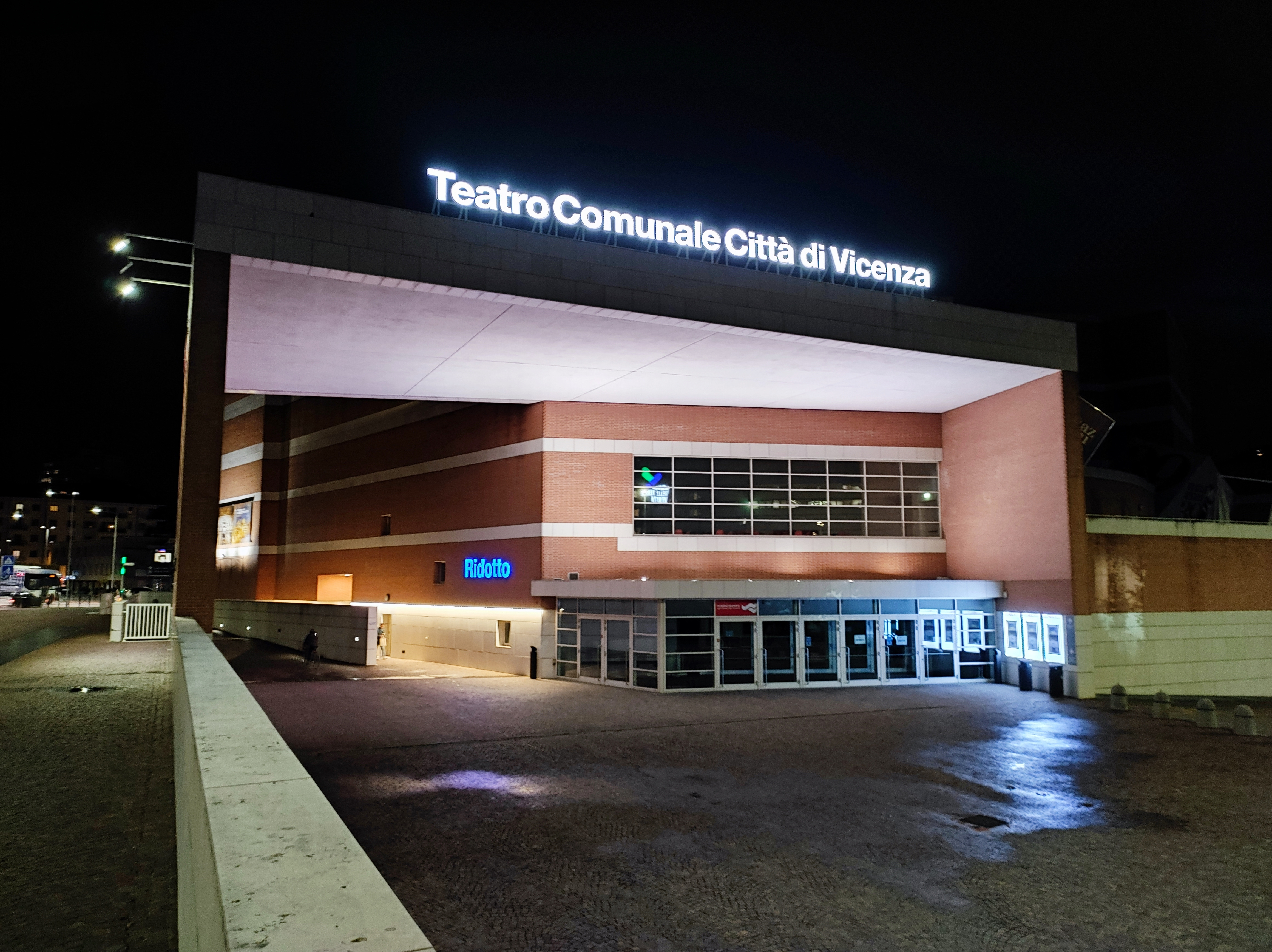
Teatro Comunale Città di Vicenza

Vicenza è una città con una lunga tradizione che la lega al teatro. Essa ha avuto in passato parecchie strutture.
I principali teatri sono:
- Teatro Olimpico, opera progettata da Andrea Palladio nel 1580 su volere dell'Accademia Olimpica (un circolo culturale rinascimentale tuttora attivo), è considerato il primo teatro stabile coperto al mondo dell'epoca moderna e conserva intatte le sue scene lignee. A metà strada tra monumento (è infatti parte delle strutture vicentine patrimonio dell'umanità UNESCO) e teatro in attività, l'Olimpico è sede soprattutto di spettacoli classici e concerti. La stagione teatrale e concertistica è particolare in quanto, per preservare le delicatissime strutture lignee, non è presente un impianto di climatizzazione e riscaldamento e questo porta a fissare gli spettacoli solo tra marzo e ottobre.
- Teatro comunale Città di Vicenza, una moderna struttura collocata in viale Mazzini progettata da Gino Valle e inaugurata nel 2007; la sua inaugurazione arriva dopo 60 anni e 36 diversi studi e progetti che dovevano, nell'immediata ricostruzione dopo la seconda guerra mondiale, ridare alla città almeno uno dei due teatri distrutti dai bombardamenti. Presenta al suo interno due sale e un cartellone che spazia dalla lirica, alla prosa, alla musica e al balletto. È gestito da un'apposita Fondazione.
- Teatro Astra, situato presso il quartiere Barche, è stato realizzato tra il 1934 e il 1936 nel complesso della ex sede della G.I.L.. È gestito dal 1986 in convenzione tra comune e il teatro stabile di innovazione "La Piccionaia I Carrara"; ospita l'attività di produzione di diversi nuclei artistici, un calendario di spettacoli di teatro contemporaneo e per le giovani generazioni, una serie di progetti di formazione e ricerca in collaborazione con le vicine sedi di InformaGiovani e Giovani Artisti Italiani.
- Teatro Spazio Bixio, si tratta di una particolare struttura inaugurata nel 2005 che presenta le caratteristiche tipiche dei piccoli teatri metropolitani di avanguardia. La programmazione spazia dagli spettacoli contemporanei, ai monologhi, al cabaret e alle letture poetiche. La programmazione e la gestione avviene in collaborazione tra comune e TheamaTeatro.
- Teatro San Marco, situato in centro storico, è soprattutto sede di spettacoli di compagnie di teatro amatoriale, a cui dedica un festival nazionale, La Maschera d'Oro.
- Auditorium Canneti, situato dietro il Teatro Olimpico, è sede di numerosi concerti. È stata l'unica struttura teatrale che, pur bombardata, si è riusciti a ricostruire dopo la seconda guerra mondiale.
- Teatro Kitchen, nato a Vicenza nel marzo 2012, un magazzino industriale trasformato in teatro per ospitare rassegne, concerti, laboratori, installazioni, lezioni. Il progetto nasce dall'esperienza di Ossidiana Centro Culturale.[66]

#### Teatri non più esistenti
- Teatro delle Grazie, Teatro d'opera attivo nel XVIII secolo. Durante i suoi anni di attività era il più grande teatro vicentino, nonché palcoscenico "alla moda" di riferimento della città.
Venne completamente distrutto da un incendio nella notte del 24 settembre 1783.
- Teatro Eretenio, costruito sul finire del Settecento, dopo la distruzione del delle Grazie diventò il nuovo teatro di punta della città.
Venne distrutto il 2 aprile 1944 dai bombardamenti alleati.
- Teatro Verdi, realizzato nel 1886, era il teatro popolare della città.
Anch'esso venne distrutto il 2 aprile 1944 dalle bombe angloamericane.

### Istruzione

#### Scuole
La città presenta la più alta densità scolastica di tutto il Veneto e una delle più alte d'Italia, soprattutto sotto il profilo delle scuole medie superiori (per confronto, la Regione istituisce ben dodici borse di studio per la mobilità europea nella sola provincia di Vicenza, più che in ogni altra provincia veneta).
14 scuole dell'infanzia, 25 scuole primarie e 11 scuole secondarie di primo grado della città sono raggruppate in 11 istituti comprensivi, gestiti dal Comune per conto dello Stato. Esistono inoltre altre 17 scuole dell'infanzia che sono di gestione e di proprietà interamente comunale. Le modalità di accesso alle scuole sono regolate da norme varate dal consiglio comunale nel 2009, che danno priorità al bimbi che vogliono iscriversi nelle scuole del loro quartiere. 5 delle 11 scuole secondarie presentano anche l'indirizzo musicale.
Nel maggio 2011, in occasione della pubblicazione della seconda edizione del Rapporto sulla qualità nella scuola, realizzato da Tuttoscuola (mensile per insegnanti, genitori e studenti) Vicenza si è classificata al 15º posto in Italia per la qualità del sistema d'istruzione, a partire dalle scuole dell'infanzia.
12 sono le scuole secondarie di secondo grado presenti a Vicenza la cui gestione è affidata, dallo Stato, alla Provincia.
Tra queste, una lunga storia vanta l'Istituto Tecnico Industriale Statale "A. Rossi" fondato nel 1878. Porta il nome del suo fondatore e tra i suoi allievi ha avuto Federico Faggin, padre del microprocessore.
Il Liceo ginnasio Antonio Pigafetta, sorto nel 1807 è uno tra i più antichi licei italiani e vanta tra i suoi ex allievi politici come Mariano Rumor e Tiziano Treu, scrittori come Antonio Fogazzaro, Goffredo Parise, Guido Piovene, Luigi Meneghello, Ilvo Diamanti e Gian Antonio Stella, industriali e studiosi.

4 sono i centri di formazione professionale riconosciuti dalla Regione.

#### Università

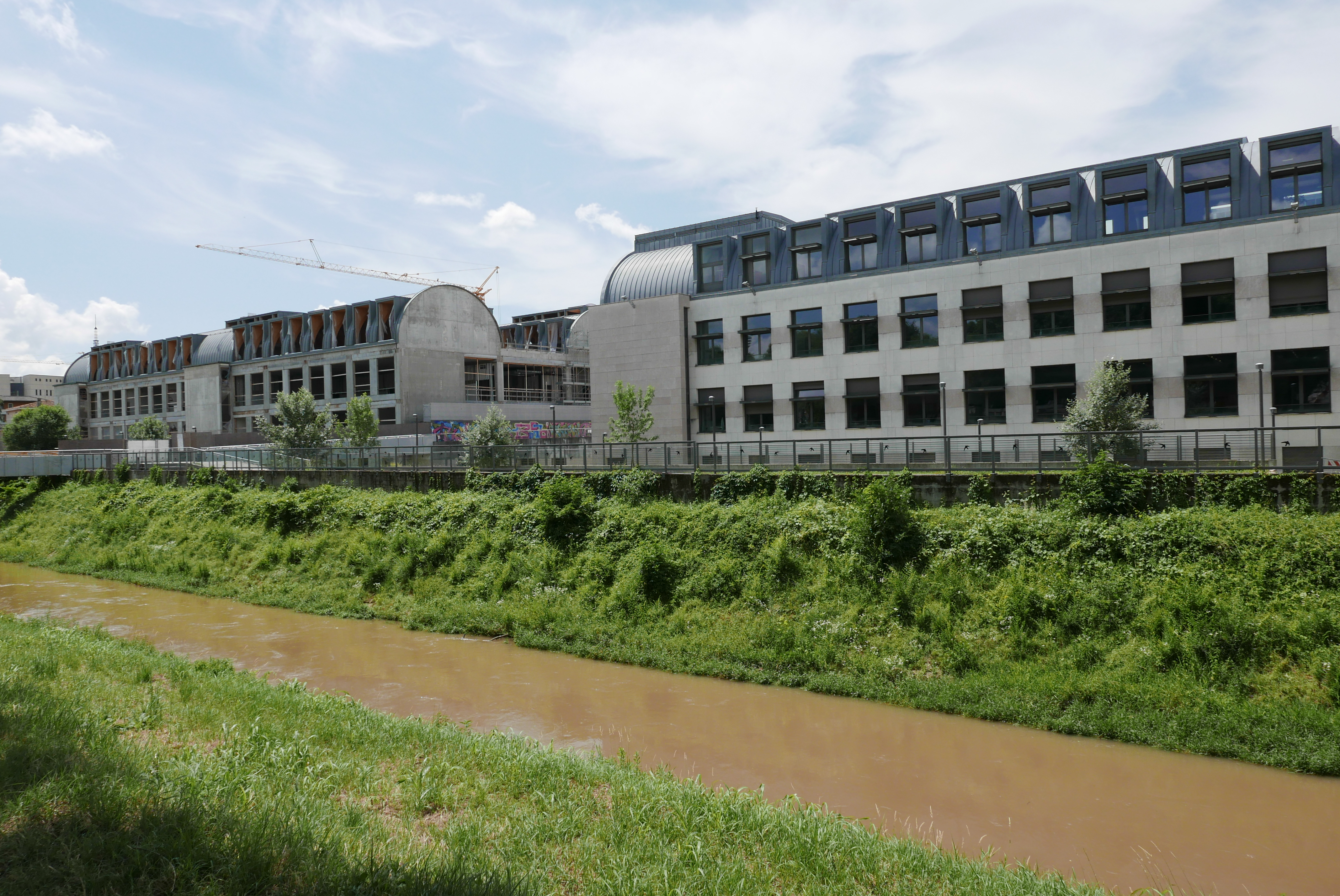
Edifici del Polo Universitario di viale Margherita

Dopo avere avuto, tra il 1204 e il 1209, una propria Università, dal 1990 Vicenza è tornata a ospitare diversi corsi di laurea sia triennale sia magistrale che, amministrativamente, dipendono dalle università di Padova, di Verona e dallo IUAV di Venezia; i corsi attivi sono:
- Scuola di Ingegneria (Università di Padova): Ingegneria gestionale (triennale e magistrale), meccatronica (triennale e magistrale), dell'innovazione del prodotto (triennale e magistrale)
- Scuola di Agraria (Università di Padova): Igiene e sicurezza degli alimenti (triennale)
- Scuola di Medicina e chirurgia (Università di Padova e Verona): ostetricia, radiologia, scienze infermieristiche, fisioterapia
- Scuola di Economia (Università di Verona): economia e innovazione aziendale (triennale), economia, imprese e mercati internazionali (triennale), international economics and business (magistrale), management e strategie d'impresa (magistrale), management delle attività sportive innovative e sostenibili (magistrale)
- IUAV di Venezia: design (triennale)

Le sedi universitarie sono sei: San Nicola, Barche, Viale Margherita, San Biagio alle quali si aggiungono la sedi di Monte Berico e il polo didattico universitario dell'Ospedale San Bortolo per i corsi legati alle facoltà di medicina.
Con l'obiettivo di promuovere e sostenere l'istruzione universitaria nell'attività pratica di didattica, ricerca e organizzazione nel 2002 è nata la Fondazione Studi Universitari di Vicenza i cui soci sono il Comune di Vicenza, la Provincia di Vicenza, la Fondazione Cassa di Risparmio di Verona, Vicenza, Belluno e Ancona e, come socio sostenitore, la Banca Popolare di Vicenza.
In città trova inoltre sede il Conservatorio di musica Arrigo Pedrollo.
Nell'immediata periferia, ad Altavilla Vicentina si trova la Fondazione CUOA (Centro Universitario di Organizzazione Aziendale), una scuola di management, che svolge attività di formazione e sviluppo della cultura imprenditoriale e manageriale: è tra le prime business school in Italia.

#### Accademia Olimpica
L'Accademia Olimpica è un'antica istituzione culturale fondata nel 1555 da un gruppo di intellettuali, tra i quali l'architetto Andrea Palladio. È dedita alla promozione “mediante pubblicazioni, tornate, celebrazioni, corsi di insegnamento e manifestazioni varie di studi letterari, storici, filosofici, scientifici, tecnici, giuridici, economici, sociologici, amministrativi e attività artistiche, con speciale riguardo alla cultura, alla vita artistica e al progresso della città di Vicenza e del suo territorio storico”. Oltre a ciò l'Accademia si attribuisce compito di “vigilanza sulla conservazione e l'uso del Teatro Olimpico da essa eretto, la sua valorizzazione mediante manifestazioni d'arte adeguate alla dignità del monumento, la conservazione, l'incremento e la vigilanza sull'uso pubblico della Biblioteca”.

### Media

#### Stampa
- Il Giornale di Vicenza
- Il Gazzettino (edizione di Vicenza-Bassano)
- Corriere di Vicenza
- La Voce dei Berici
- Realtà Vicentina
- VicenzaPiù
- Cats
- Citylights
- Corriere Vicentino
- Quaderni Vicentini, periodico bimestrale, con sede a Vicenza, fondato da Pino Dato, editore e direttore responsabile, nel 2013. È distribuito nelle edicole e librerie di Vicenza, Marostica, Breganze, Sandrigo e nelle librerie di Bassano del Grappa, Thiene, Schio.

#### Radio
- Radio Vicenza
- Radio Stella FM
- Radio Oreb

#### Televisione
- TVA Vicenza
- TeleChiara
- Canale 68 Veneto
- Televeneto[senza fonte]

Redazioni di Vicenza:
- Antenna 3 Nord Est
- Tele NordEst
- Rete Veneta[senza fonte]

### Cinema
Elenco di alcuni dei 63 film e telefilm girati in toto o in parte nel capoluogo berico (in ordine cronologico):

Il commissario Pepe (1969)

- Piccolo mondo antico (1941) di Mario Soldati e Alberto Lattuada
- Senso (1954) di Luchino Visconti
- Lettere di una novizia (1960) di Alberto Lattuada
- Casanova '70 (1965) di Mario Monicelli
- Signore & signori (1965) di Pietro Germi
- Il commissario Pepe (1969) di Ettore Scola
- La moglie del prete (1971) di Dino Risi
- Noi donne siamo fatte così (1971) di Dino Risi
- Il comune senso del pudore (1976) di Alberto Sordi
- Geppo il folle (1978) di Adriano Celentano
- Don Giovanni (1979) di Joseph Losey
- La venexiana (1986) di Mauro Bolognini
- Ultimo minuto (1987) di Pupi Avati
- Il prete bello (1989) di Carlo Mazzacurati
- Quattro figli unici (1992) di Fulvio Wetzl
- Ispettore Morse stagione 6, episodio 3 (The Death of the Self) (1992)- Telefilm
- Perdiamoci di vista (1994) di Carlo Verdone
- I piccoli maestri (1998) di Daniele Luchetti
- Sognando l'Africa (I Dreamed of Africa, 1998) di Hugh Hudson
- Ritratti: Mario Rigoni Stern (1999) di Carlo Mazzacurati
- Il gioco di Ripley (Ripley's Game, 2002) di Liliana Cavani
- Oggi sposi... niente sesso (Just married, 2003) di Shawn Levy
- Il mercante di Venezia (2004) di Michael Radford
- Primo amore (2004) di Matteo Garrone
- Casanova (2005) di Lasse Hallström
- Only You (2005) di Choi Moon-suk (drama coreano)
- Antonio guerriero di Dio (2005) di Antonello Belluco[75]
- Still Life (2006) di Filippo Cipriani
- Incredible Love (2008) di Shabir Khan
- Blind Maze (2009) di Heather Parisi
- Someone to Love (2010) di Elisa (videoclip)
- Quello che dai (2010) di Marco Carta (videoclip)
- Badrinath (2011) di VV Vinayak
- Oscar (2011) di Dennis Dellai
- Jjak (2013) (reality show coreano)
- Mamma o papà? (2016) di Riccardo Milani
- Villetta con ospiti (2019) di Ivano De Matteo
- Mancino naturale (2020) di Salvatore Allocca
- Luce dei tuoi occhi (2020) di Fabrizio Costa (fiction)
- Luce dei tuoi occhi 2 (2022) di Fabrizio Costa (fiction)
- La vita accanto (2024) di Marco Tullio Giordana
- Questione di stoffa (2024) di Alessandro Angelini

### Cucina

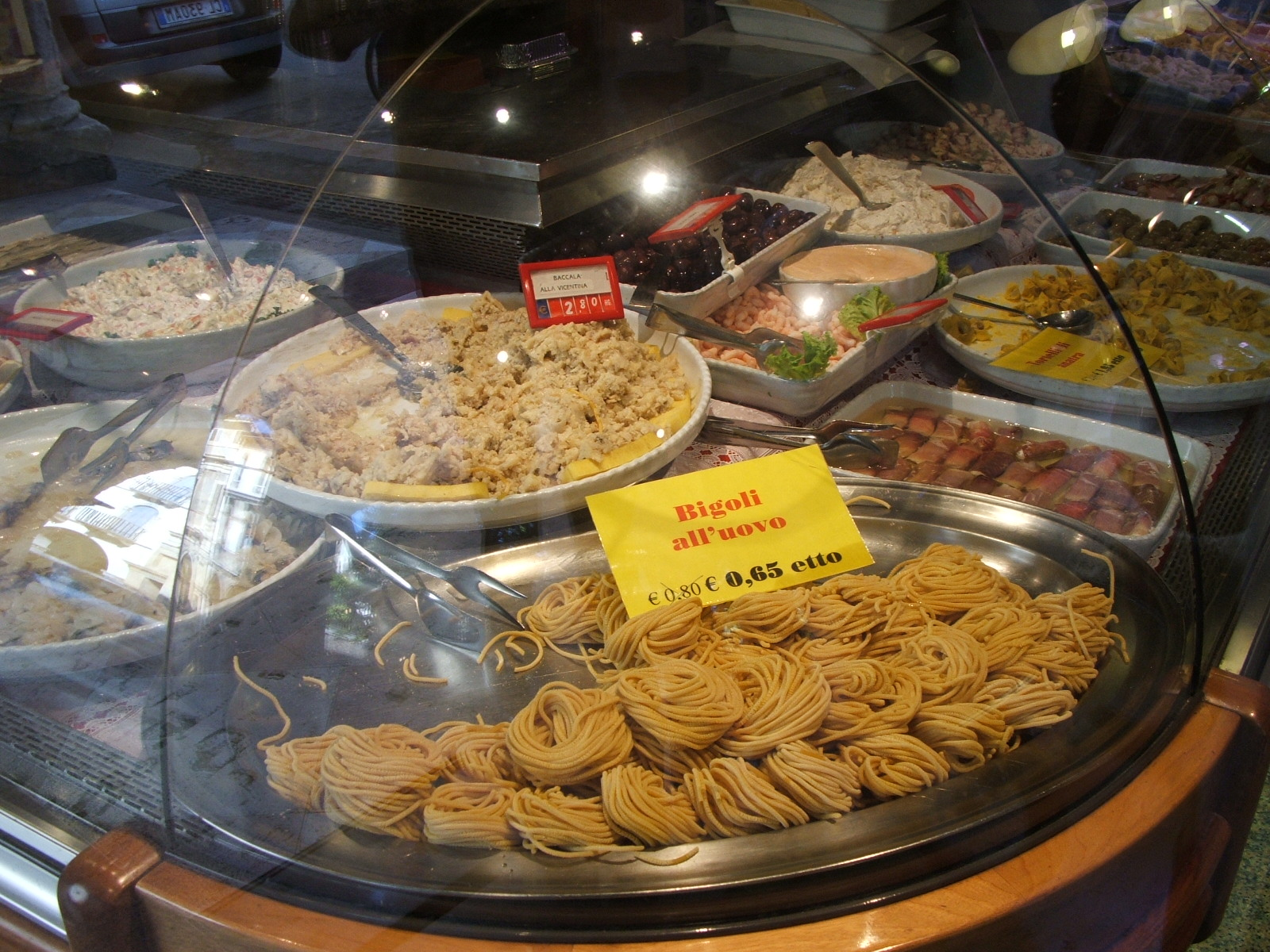
Bacalà alla vicentina esposto nella vetrina di una gastronomia cittadina assieme ad altre specialità della cucina locale (in primo piano: bigoli all'uovo)

Numerosi sono i piatti tipici del territorio vicentino.
Fra i primi piatti sono rinomati il risotto con i bruscandoli (germogli di luppolo), che si raccolgono al margine dei sentieri nei boschi dei Colli Berici, i risi e bisi o la pasta e fagioli alla vicentina, che si differenzia da quella preparata nelle altre zone del Veneto per l'utilizzo di tagliatelle all'uovo, o anche la panà o zuppa di pane raffermo e brodo di pollo.
Piatto assolutamente locale sono i Bigoi co' l'arna, sorta di grossi spaghetti di grano tenero tradizionalmente trafilati col torchio girato a mano e conditi con un ragù di anatra. Tipici inizialmente della cittadina di Thiene, sono stati con il tempo apprezzati in tutta la provincia
Fra i secondi piatti è noto soprattutto il bacalà alla vicentina, comparso sulle tavole vicentine nel XVI secolo: esso è un piatto di pesce a base di stoccafisso (merluzzo essiccato) servito con contorno di polenta.
La sopressa Vicentina è una sorta di grosso salame del diametro di circa 8 cm, prodotto con carne di solo maiale (possono essere utilizzate spalla, prosciutto, capocollo, ma anche altre parti del suino), sale, pepe e salnitro. Anch'essa è caratterizzata dal marchio D.O.P.
Ma il prodotto D.O.P. più conosciuto è sicuramente il formaggio Asiago, disponibile nelle due varianti, fresco e stagionato. Si tratta di un formaggio che, grazie alla sua alta qualità e ai metodi di produzione ancora legati alla tradizione, ha ormai raggiunto un alto livello di apprezzamento e di notorietà non solo in Italia, ma sempre più anche all'estero.
Un prodotto particolare, tutelato come presidio Slow Food è l'oca in onto prodotta un tempo in tutto il veneto, ma soprattutto nel basso vicentino e sui Colli Berici.
Un dolce molto rustico, la putana di farina di mais e fichi, si vende nelle pasticcerie in una versione ingentilita che sta a metà tra la pinza veneta e la nicolotta veneziana. La versione tradizionale prevede un dolce di farina gialla, strutto e alloro, con poco zucchero e arricchita di mele, uva appassita in granaio, fichi secchi, noci e talvolta scorza d'arancia grattugiata. Si cuoceva sotto le braci del focolare ancora sino all'anteguerra. La versione attuale si compone di farina gialla, pane ammollato nel latte, burro, zucchero o miele, canditi, uvetta, pinoli.
L'autoironia di un'équipe di pasticcieri vicentini ha portato alla creazione ex novo di un dolce denominato la gata (derivato dal soprannome "Vicentini magnagati") che utilizza ingredienti della tradizione (non manca un goccio di grappa), nel tentativo di colmare la lacuna nella gastronomia locale che di fatto non ha un dolce tipico.
Importante anche la produzione vitivinicola che s'inserisce in varie parti del territorio provinciale.

### Eventi

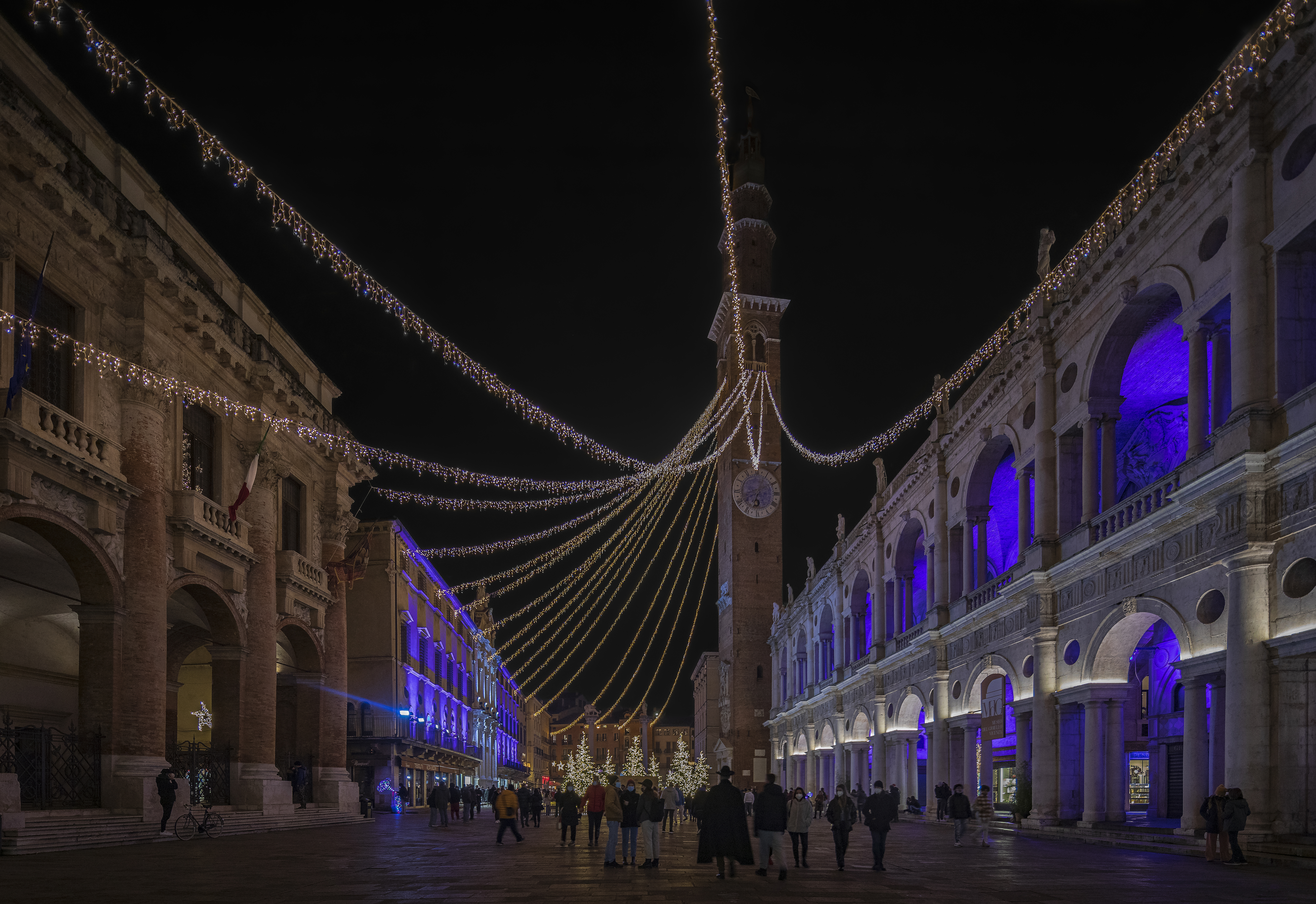
Piazza dei Signori con le luminarie natalizie

- ViOFF[78]: il VicenzaOroFuoriFiera è una serie di manifestazioni in centro storico che vengono organizzate a gennaio e a settembre in occasione del salone internazionale dell'oreficeria di VicenzaOro.
- StraVicenza[79]: gara podistica competitiva e non che si snoda per un tracciato di 1,5, 4,5 e 10 km lungo le vie del centro storico in marzo. Con l'occasione si tiene la principale domenica ecologica di blocco totale del traffico.
- Vicenza Jazz - New Conversations[80]: festival internazionale di musica jazz che anima la città nel mese di maggio.
- Festival Biblico[81]: un'occasione per incontrare o ri-scoprire le sacre Scritture con conferenze e vari eventi per le vie della città e non solo (fine maggio).
- Settimane Musicali al Teatro Olimpico[82]: Festival di musica da camera e opere che si tiene a giugno al Teatro Olimpico
- Vicenza in Festival[83]: cartellone di concerti che si svolgono durante la settimana della festa dei Oto, a settembre (con un prologo a fine luglio).

## Geografia antropica

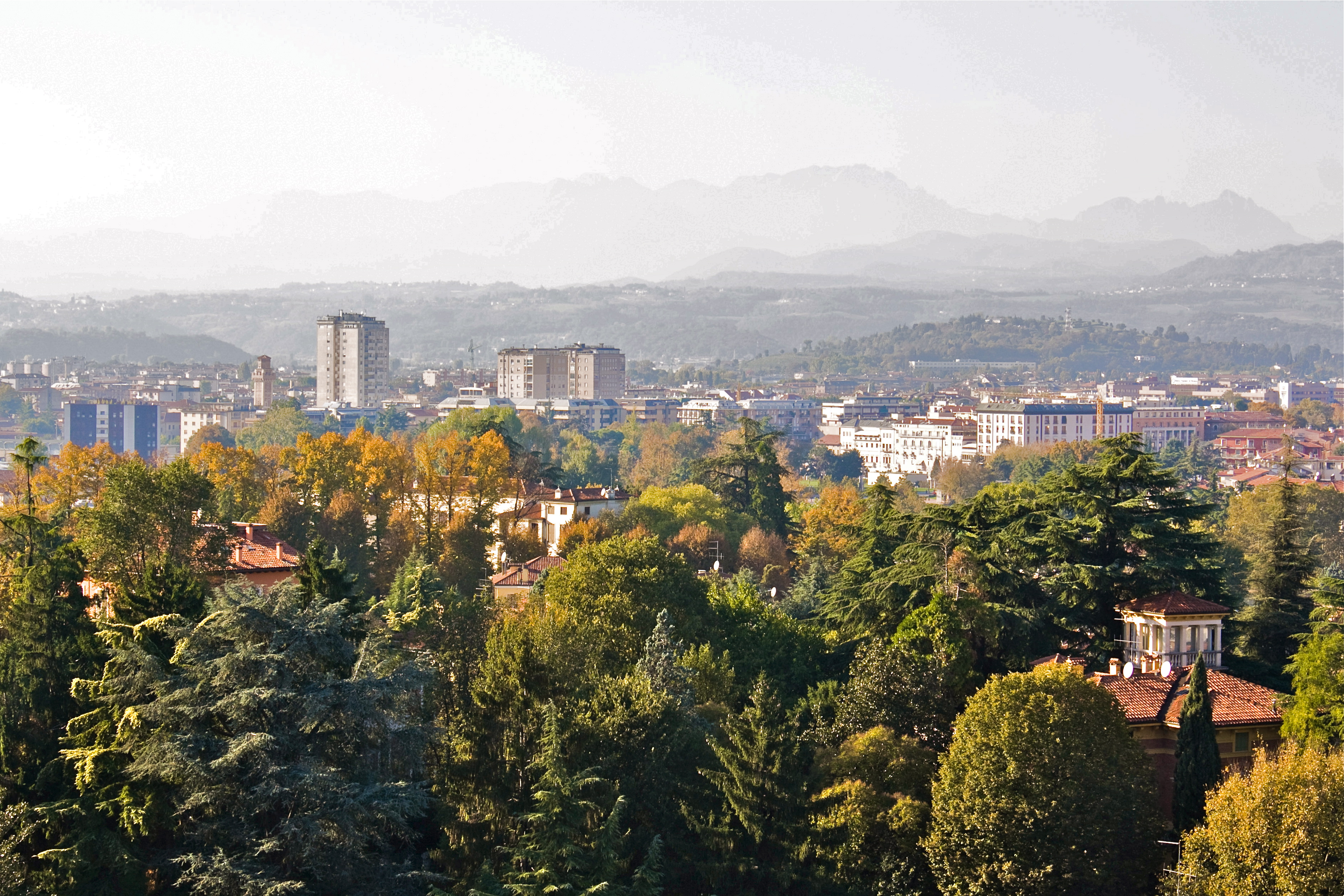
Panorama nord-ovest della città

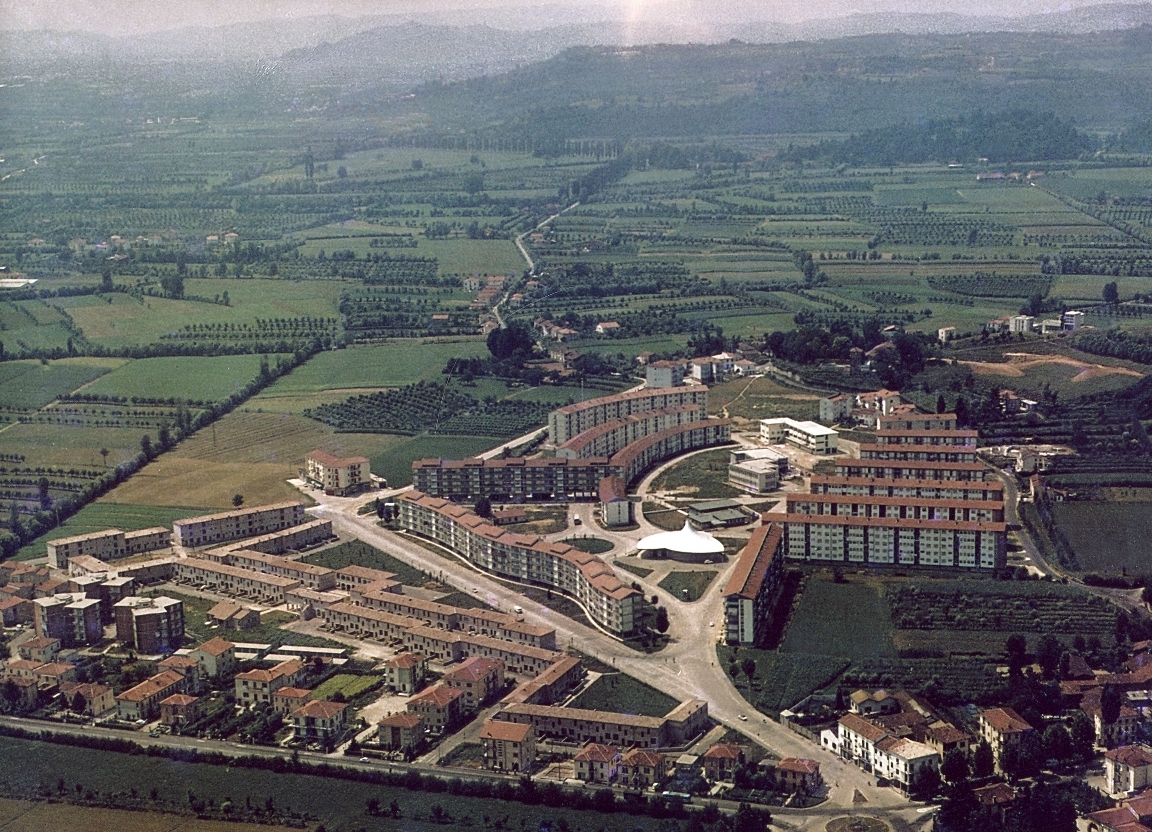
Vista aerea del quartiere di Villaggio del Sole nei primi anni sessanta

### Storia dell'urbanistica
Attorno al nucleo centrale del centro storico, esistente già in epoca romana e racchiuso dalla prima cinta di mura durante l'Alto Medioevo, durante il Basso Medioevo nacquero alcuni borghi urbani, che furono racchiusi nel XIV secolo dalle mura scaligere, poi nel XV dalle mura e fortificazioni veneziane; al di fuori di queste, durante l'età moderna, si formarono altri borghi che restarono suburbani.
A partire dalla prima metà del XX secolo, ma soprattutto nel corso della seconda, la città assunse la sua configurazione attuale, dovuta alla forte espansione della popolazione, al notevole aumento della viabilità e del traffico, all'espansione delle strutture produttive e del settore terziario, quindi alla costruzione di abitazioni e di edifici di ogni genere.

### Suddivisioni della città
La maggior parte dei quartieri di Vicenza – le zone abitate con particolari caratteristiche topografiche, funzionali e storiche – si sono sviluppati nel corso del XX secolo fuori dalla cinta muraria lungo le strade principali in uscita dalla città; altri sono stati costruiti sulla base di piani urbanistici, soprattutto nel corso degli anni settanta.
I loro nomi talora hanno origini storiche, oppure derivano dal progetto urbanistico, talora dalla parrocchia principale, altre volte si tratta di denominazioni di uso corrente; non sempre ne sono ben definiti i confini, nel caso di quartieri contigui.
Le frazioni sono centri abitati esistenti prima del Novecento e sviluppatisi lungo le strade in uscita dalla città nel raggio di alcuni km., che sono stati inclusi nell'ambito urbano.

### Suddivisioni amministrative

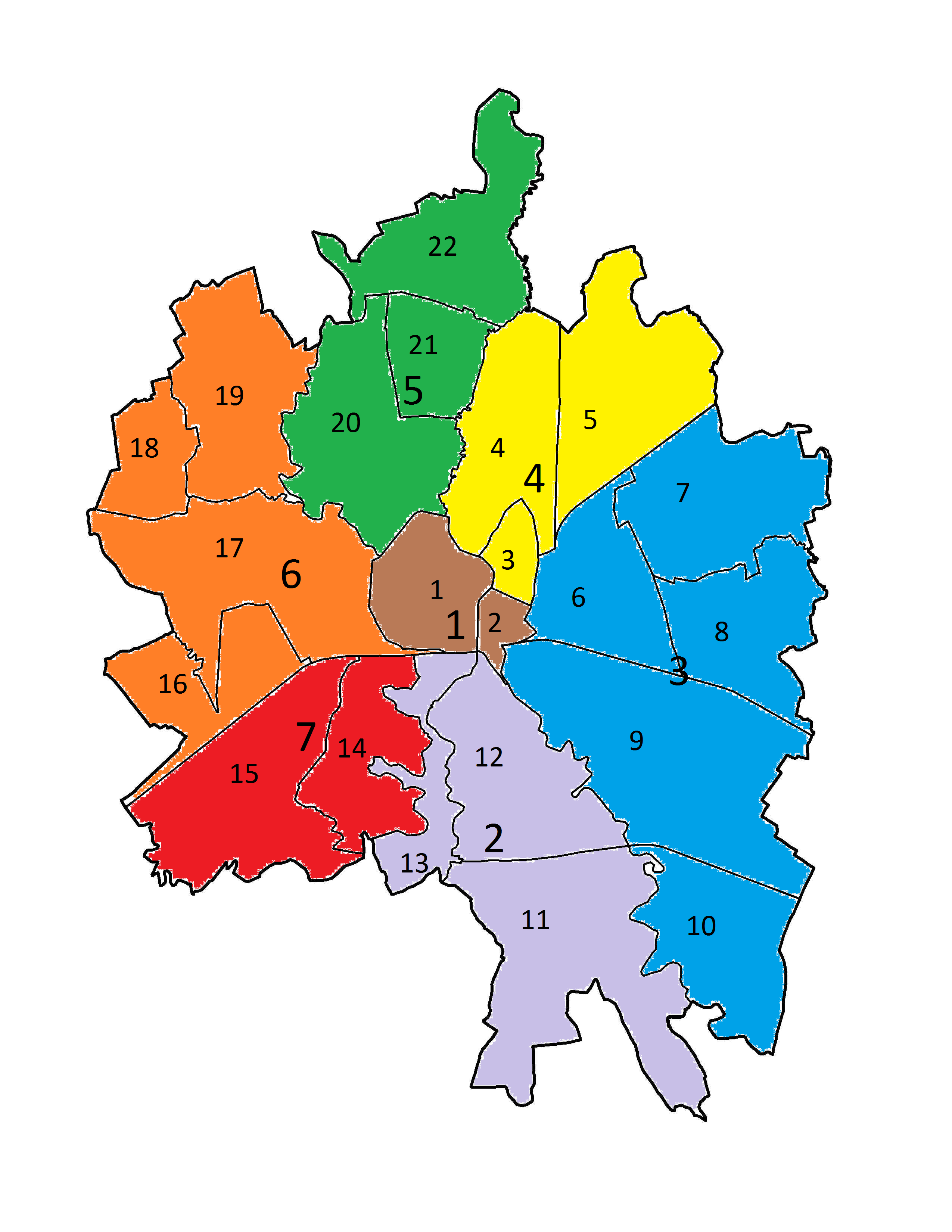
Le sette circoscrizioni attive fino al 2008

Il Comune è formalmente articolato in sette circoscrizioni amministrative, comprendenti borghi, quartieri e frazioni.
Le 7 circoscrizioni di Vicenza, nate nel 1976 come espressione dell'autonomia locale, a partire dal 2008 rappresentano solo un aspetto di decentramento amministrativo (anagrafe, servizi sociali).
In precedenza avevano avuto anche una funzione politica con l'elezione diretta dei Consigli di Circoscrizione. In seguito, però, all'approvazione della legge finanziaria del 2008, il numero minimo di popolazione per una circoscrizione deve essere pari a 30 000 abitanti. Le circoscrizioni nel comune di Vicenza, però, avevano quasi tutte una popolazione inferiore. Il Consiglio Comunale non ha trovato un accordo per l'accorpamento (che prevedeva la riduzione delle sette circoscrizioni in tre o quattro) e con lo scioglimento dello stesso consiglio per le elezioni amministrative del 2008 si è giunti allo scioglimento definitivo di tutti e 7 i Consigli Circoscrizionali.
La suddivisione era la seguente:
| Circoscrizione 1        | Circoscrizione 2    | Circoscrizione 3           | Circoscrizione 4              | Circoscrizione 5                   | Circoscrizione 6                            | Circoscrizione 7 |
| Centro Storico (1)      | Campedello (12)     | San Pio X (6)              | San Francesco/Parco Città (3) | San Bortolo, Quartiere Italia (20) | San Felice, Pomari, Villaggio del Sole (17) | Ferrovieri (15)  |
| Borgo Berga, Stadio (2) | Riviera Berica (11) | Bertesina (7)              | Saviabona (4)                 | Laghetto (21)                      | San Lazzaro (16)                            | Gogna (14)       |
|                         | Monte Berico (13)   | Bertesinella (8)           | Anconetta, Ospedaletto (5)    | Polegge (22)                       | Maddalene (19)                              |                  |
|                         |                     | Casale (9)                 |                               |                                    | Capitello (18)                              |                  |
|                         |                     | San Pietro Intrigogna (10) |                               |                                    |                                             |                  |

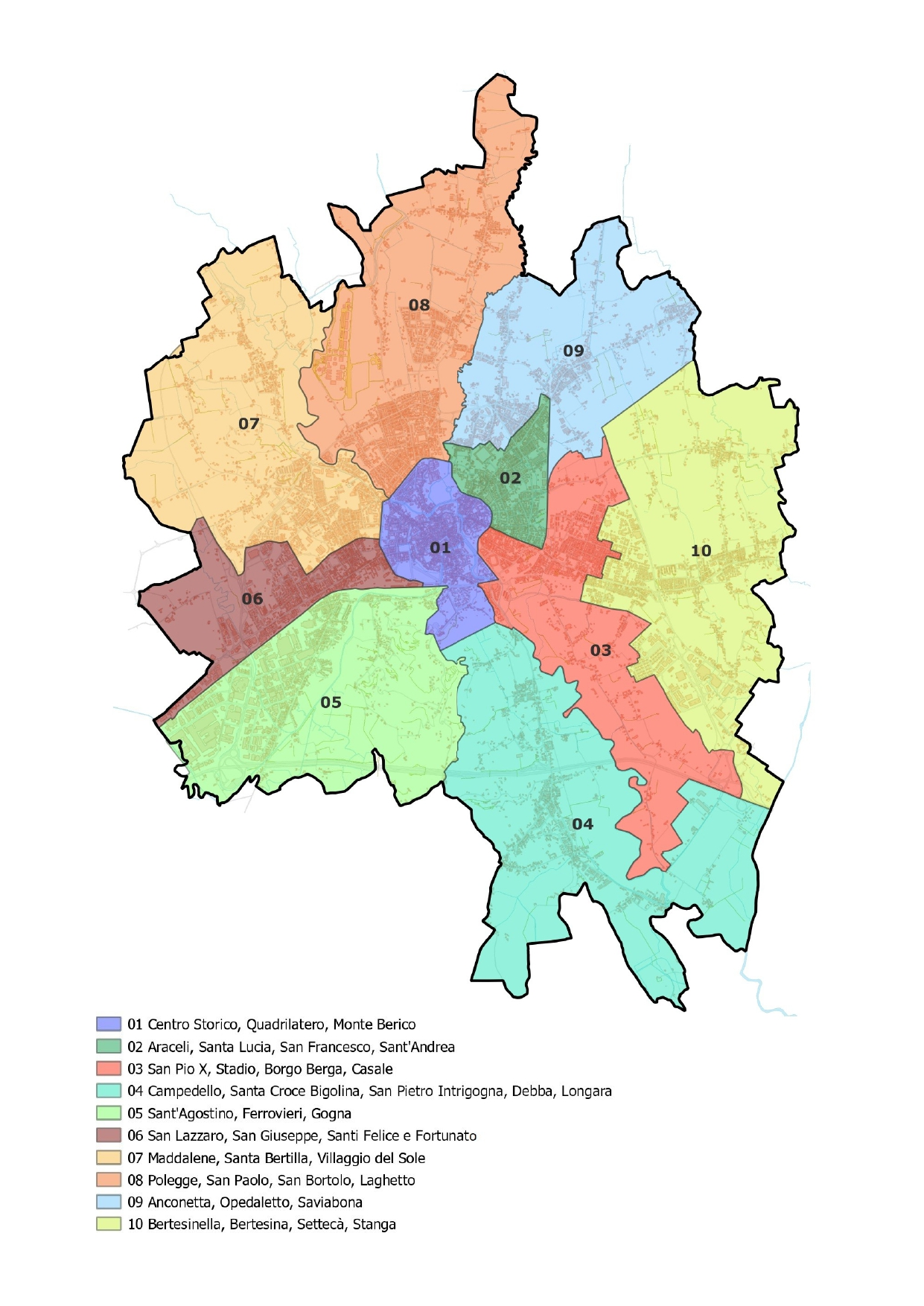
I dieci Consigli di Quartiere attivi dal 2024

Dal 2024, l'amministrazione comunale ha introdotto dieci Consigli di Quartiere, delegando ad essi alcune funzioni per favorire la partecipazione dei cittadini e il decentramento decisionale.
Essi hanno funzioni consultive e propositive su temi connessi ai quartieri di riferimento e operano come interlocutori dell'amministrazione per individuare soluzioni e risposte alle istanze del territorio. Ciascun Consiglio di Quartiere è formato da 9 membri eletti dal Consiglio Comunale con un presidente e un vice presidente; la carica di consigliere di quartiere è svolta a titolo volontario e gratuito.
| Consiglio di Quartiere 1     | Consiglio di Quartiere 2                         | Consiglio di Quartiere 3               | Consiglio di Quartiere 4                                                | Consiglio di Quartiere 5         | Consiglio di Quartiere 6                            | Consiglio di Quartiere 7                      | Consiglio di Quartiere 8                  | Consiglio di Quartiere 9          | Consiglio di Quartiere 10                |
| Centro Storico, Monte Berico | Araceli, Santa Lucia, San Francesco, Sant'Andrea | San Pio X, Stadio, Borgo Berga, Casale | Campedello, Santa Croce Bigolina, San Pietro Intrigogna, Debba, Longara | Sant'Agostino, Ferrovieri, Gogna | San Lazzaro, San Giuseppe, Santi Felice e Fortunato | Maddalene, Santa Bertilla, Villaggio del Sole | Polegge, San Paolo, San Bortolo, Laghetto | Anconetta, Ospedaletto, Saviabona | Bertesinella, Bertesina, Settecà, Stanga |

#### Centro storico

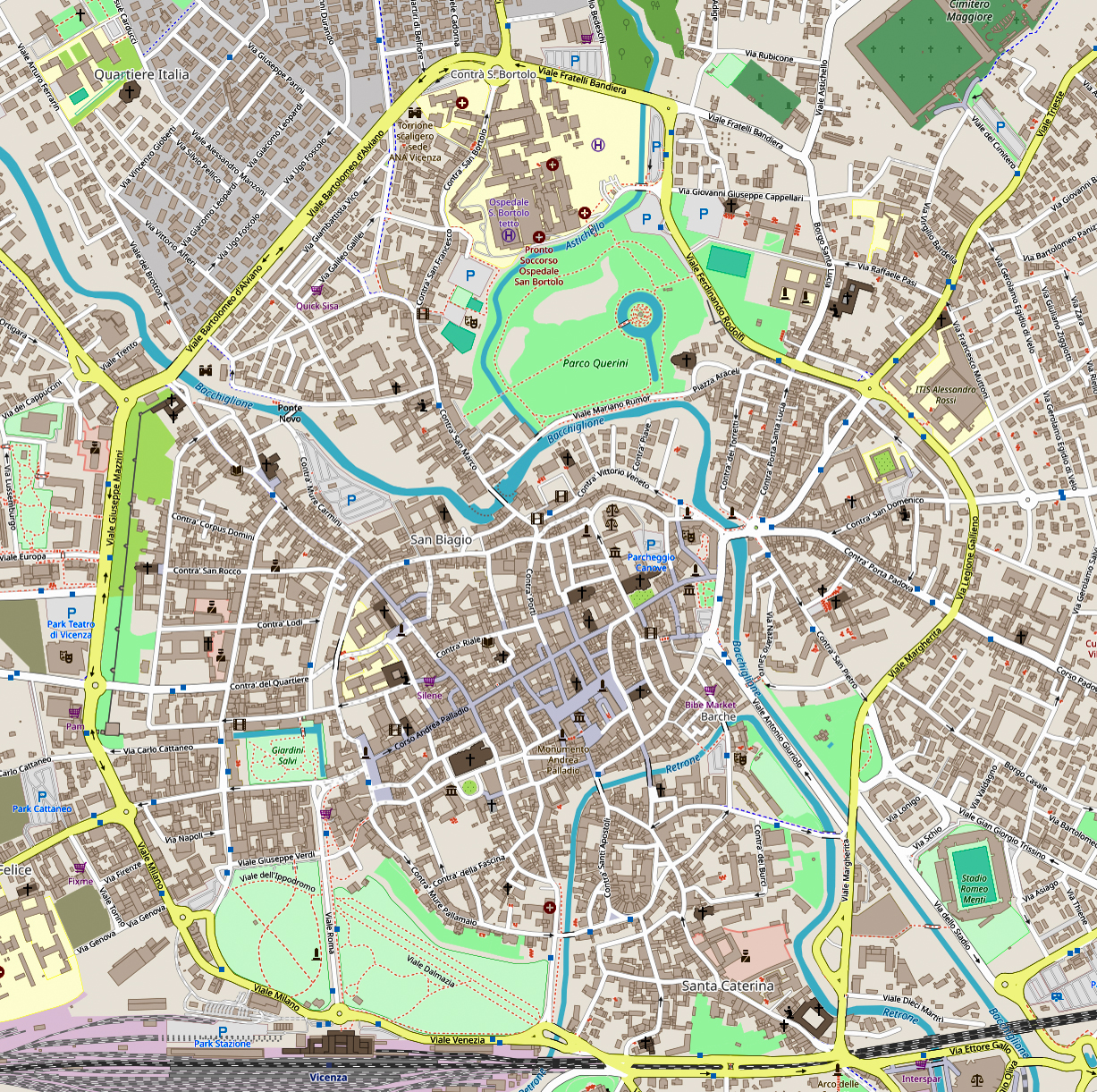
Mappa del Centro storico di Vicenza, delimitato dalla circonvallazione interna (linea gialla)

Secondo la definizione corrente data dal Comune di Vicenza e dai progetti urbanistici connessi, il Centro storico è costituito:
- dal nucleo centrale della città, delimitato tra il X e il XIII secolo dalla prima cinta muraria
- da Borgo San Pietro, racchiuso dalle mura scaligere costruite intorno al 1370
- da Borgo Porta Nova, delimitato dalla seconda cinta di mura scaligere, anch'esso nella seconda metà del XIV secolo
- da Borgo Berga, racchiuso dalle mura veneziane del secondo decennio del Quattrocento
- da Borgo Pusterla, anch'esso delimitato da fortificazioni veneziane nella prima metà del XV secolo
- dalla parte a sud-ovest della città (il Borgo suburbano di San Felice, i Giardini Salvi e Campo Marzo) circoscritta dalla ferrovia, da viale Milano e dal primo tratto di viale Mazzini.

Il Centro storico è quindi sostanzialmente delimitato dall'anello della circonvallazione interna: viale Giuseppe Mazzini, viale Bartolomeo D'Alviano, viale Fratelli Bandiera, viale Ferdinando Rodolfi, via Legione Gallieno, viale Margherita, viale Risorgimento Nazionale, viale Venezia, viale Milano.
Sotto l'aspetto amministrativo appartiene alla Circoscrizione 1.

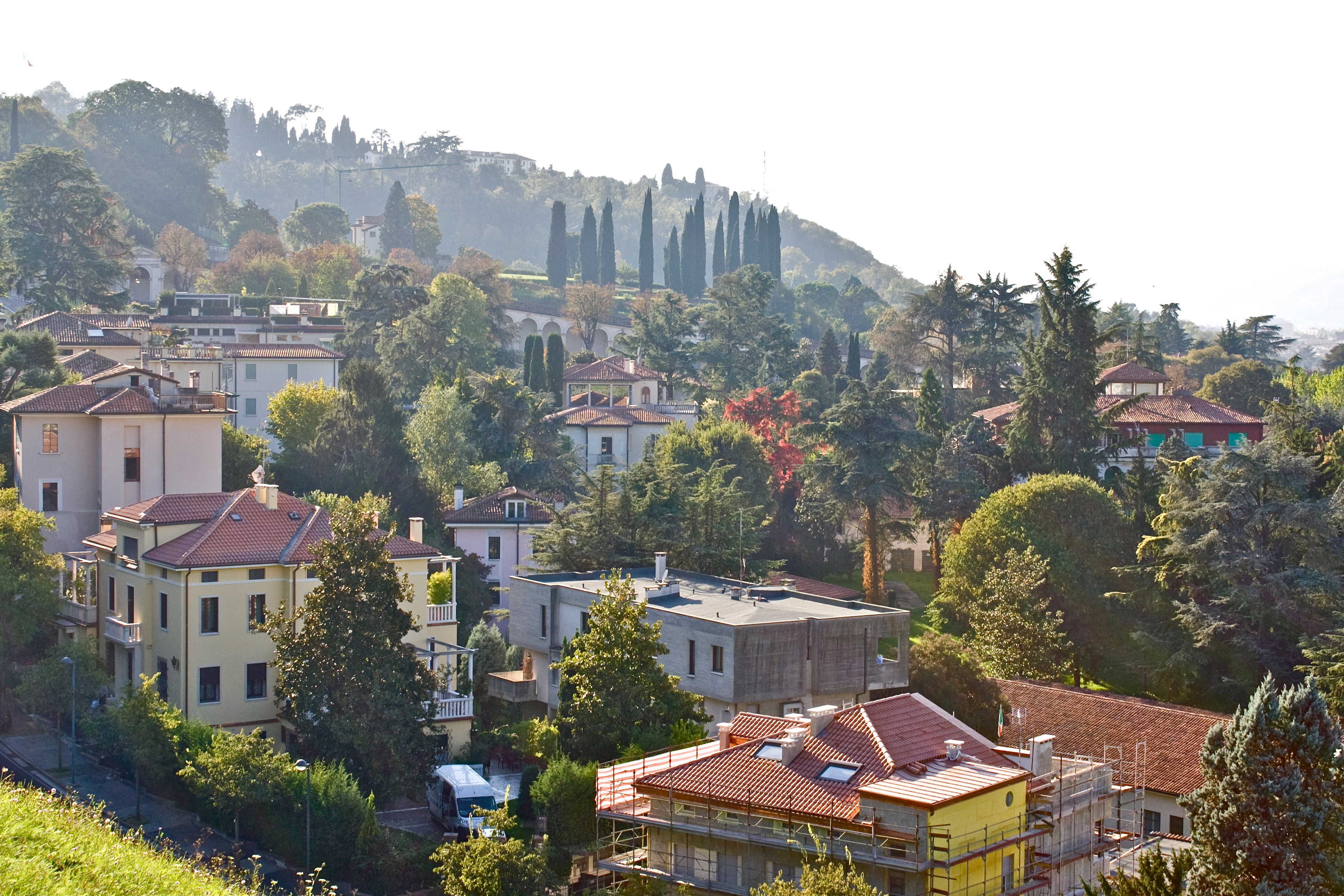
Il quartiere di Monte Berico

A sud del centro storico
- Monte Berico

A sud lungo la Riviera Berica
- Borgo Berga (suburbano)
- Campedello
- Santa Croce Bigolina
- Longara
- Debba

A est e lungo la strada per Padova
- Borgo Porta Padova e Borgo Casale (suburbani)
- Quartiere Sant'Andrea
- San Pio X
- Stanga
- Settecà, Ca' Impenta e Villaggio della Pace
- Casale e San Pietro Intrigogna
- Bertesina
- Bertesinella

A nordest e lungo la Via Postumia
- Araceli (Borgo Santa Lucia e Borgo Scroffa)
- Zona Astichello
- Saviabona
- San Francesco / Parco Città
- Anconetta
- Ospedaletto

A nord tra Astichello e Bacchiglione
- San Bortolo
- San Paolo / Quartiere Italia
- Laghetto
- Polegge

A nordovest lungo la strada Pasubio
- Borgo Santa Croce (suburbano) e viale Trento
- Villaggio del Sole e Villaggio della Produttività
- Monte Crocetta e Maddalene vecchie
- Viale Pasubio, Albera, Capitello, Maddalene, Moracchino

A ovest del centro storico
- Viale Mazzini e "Vicenza nuova"
- Santa Bertilla e Cattane
- Mercato Nuovo e Fornaci

A ovest lungo la strada per Verona
- San Felice
- San Lazzaro / Pomari
- Ponte Alto / Olmo.

A sud ovest tra la ferrovia e i Colli Berici
- Gogna
- Ferrovieri
- Zona Industriale
- Sant'Agostino

### Area metropolitana
Vicenza possiede alcuni caratteri tipici dell'area della Pianura Padana quali uno sviluppo abitativo fortemente concentrato lungo l'asse comunicativo autostradale-ferroviario Torino-Trieste (Autostrada A4) e uno sviluppo industriale e commerciale che ha prodotto una crescita molto forte dei comuni contermini, in termini economici e di presenza abitativa.
Vicenza ha un'area metropolitana caratterizzata da flussi di pendolarismo. Data la problematicità nella definizione dell'area metropolitana si descrivono di seguito solo i Comuni secondo le direttrici viarie e commerciali principali.
- verso ovest, nell'area intermodale Vicenza-Montebello, è densamente abitato e interconnesso (Creazzo, Altavilla Vicentina, Montecchio Maggiore);
- verso nord si trovano Costabissara, Caldogno e Dueville, ponti tra la ricca e vasta area industriale-commerciale dell'Alto vicentino, che si poggia sui tre poli di Schio, Thiene e Valdagno e altre città;
- verso est, una molteplicità di comuni con caratteri differenti, ma tutti interdipendenti con la città. Partendo da nord-est sono Monticello Conte Otto, Bolzano Vicentino, Quinto Vicentino, Torri di Quartesolo, Camisano Vicentino, Grumolo delle Abbadesse, Grisignano di Zocco e Longare.

La popolazione dell'intera area metropolitana vicentina è di oltre 200.000 abitanti, come indicato nelle analisi principali considerate nella definizione di area metropolitana.

#### Variazioni
La circoscrizione territoriale ha subito le seguenti modifiche: nel 1987 distacco di territori aggregati ai comuni di Caldogno e Torri di Quartesolo e aggregazione di territori staccati dai comuni di Caldogno e Torri di Quartesolo (zone disabitate).

## Economia
Le statistiche che prendono in esame i principali indicatori economici vedono la città berica, insieme alla sua provincia, collocarsi in posizioni di eccellenza, segno di un tessuto produttivo e commerciale dinamico e ben strutturato, forte nei numeri e attento agli aspetti qualitativi, protagonista sul mercato interno e con una strategica propensione all'export. Nel territorio sono presenti numerose industrie metallurgiche, tessili, chimiche e di fibre sintetiche, farmaceutiche, cartarie, editoriali, di produzione di macchine elettriche, elettroniche, agroalimentari, ottiche e di produzione di apparecchi meccanici. Alcune di esse nel corso degli anni sono state trasferite nelle ZAI dell'hinterland.
Nell'export, Vicenza raggiunge il terzo posto tra tutte le province italiane. Quest'area si colloca alle spalle di Milano, capitale finanziaria per eccellenza, e di Torino, dove ha sede la Fiat, una delle più importanti industrie automobilistiche europee. Un risultato ancora più significativo, considerato che i 9 miliardi e 266 milioni di euro di fatturato export (rif. nel 2010) sono realizzati da una struttura produttiva fatta principalmente di tante piccole e medie imprese, capaci, nonostante le ridotte dimensioni, di competere con i grandi gruppi internazionali grazie ad armi quali la flessibilità, la specializzazione, l'elevato tasso tecnologico e i livelli qualitativi raggiunti. I mercati di destinazione vedono in testa i Paesi dell'Unione europea (38,6%); seguiti dell'America settentrionale (15,7%), dell'Europa centro-orientale (15,2%) e dai i paesi dell'Asia (11,7%).
Il sistema produttivo di questa città è inoltre affiancato da un considerevole numero di attività di supporto strategico: si tratta di aziende del terziario avanzato, banche e gruppi finanziari, un importante polo fieristico, realtà impegnate nel campo della formazione, una dinamica rete di servizi offerti dagli enti istituzionali, tra i quali spicca la Camera di Commercio di Vicenza e l'azienda speciale Vicenza Qualità, impegnata nella promozione dei prodotti vicentini e nel supporto all'internazionalizzazione delle imprese.
Confartigianato Vicenza e Confindustria Vicenza sono tra le principali associazioni d'Italia per numero d'iscritti.
Le sedi delle categorie economiche sono così distribuite:
- Confindustria Vicenza è ospitata presso il palladiano Palazzo Thiene Bonin Longare in piazza Castello 3
- Apindustria Vicenza si trova in Galleria Crispi, 45
- Confcommercio Vicenza ha una moderna sede in via Faccio 38
- Confartigianato Vicenza si trova anch'essa in un moderno edificio in via Fermi 134 (sede provinciale e comunale) e in Via Scarpa 11 (sede mandamentale)
- Confagricoltura Vicenza si trova in viale Trento 197, accanto al Consorzio Agrario Lombardo Veneto
- Camera di Commercio, Industria, Artigianato di Vicenza, nella nuova sede di via Montale 27.

### Agricoltura e allevamento
Nonostante l'agricoltura e l'allevamento abbiano perso notevole importanza nel corso degli anni, lasciando spazio alle industrie, la provincia di Vicenza si contraddistingue per la coltivazione di cereali e per la vite. Diverse sono le zone di produzione DOC con vini quali il Breganze Cabernet, il Gambellara, il Colli Berici Garganega. La cantina sociale cooperativa Colli Vicentini è una tra le più importanti d'Italia così come la cantina privata Zonin è una delle più conosciute.
Il Mercato Ortofrutticolo di Vicenza raccoglie tutte le principali produzioni agricole locali come i piselli di Lumignano, gli asparagi bassanesi, la ciliegia di Marostica, il riso di Grumolo delle Abbadesse, le patate di Rotzo, il tartufo di Nanto, il broccolo fiolaro di Creazzo fino ad arrivare, negli ultimi anni, alla produzione di olio di oliva nella zona dei Colli Berici e sotto il massiccio del Monte Grappa (denominata Conca degli ulivi).
Molto attivo è anche l'allevamento di bestiame destinato alla produzione di latte (la Centrale del latte di Vicenza è attiva in città dal 1929 ed è rimasta fino al 1997 un'azienda municipalizzata) e dei formaggi (tra cui l'Asiago).

### Industria
L'industria è il settore più attivo in città in particolare il settore orafo e dei gioielli, di cui Vicenza è considerata la capitale. Secondo lo studio sulle province UE a maggiore vocazione produttiva commissionato da Fondazione Edison e Confindustria nell'anno 2016, Vicenza risulta essere la quarta provincia Europea per valore aggiunto dall'industria, un valore corrispondente a circa 9 miliardi di euro. A Vicenza, sempre secondo questo studio, più del 35% degli occupati risulta essere concentrato nel settore industriale. La manifestazione fieristica VicenzaOro è tra le più importanti al mondo nel settore. Accanto a un sistema di piccole-medie industrie orafe vi sono realtà che, nel corso degli anni si sono affermate in tutto il mondo come Pianegonda (gruppo Morellato), Chimento, Cielo Venezia 1270 e Facco Corporation solo per citarne alcune.
Ma la Zona Industriale Ovest si contraddistingue per una molteplicità di aziende diverse che vanno dal colosso delle costruzioni Maltauro, all'industria chimico farmaceutica Zambon, fino alle acciaierie AFV Beltrame e Valbruna.
Tra le aziende più importanti presenti nel territorio berico vi sono il Gruppo Marzotto, la Diesel SpA, Gas Jeans, la Dainese (leader nell'abbigliamento sportivo, fornitrice di diverse scuderie del motomondiale), Pal Zileri (abbigliamento elegante per uomo) e Bottega Veneta (che fa parte del gruppo fiorentino Gucci).
Dal 1999 è presente nel territorio vicentino una prestigiosa casa automobilistica artigianale di lusso, la Fornasari.

### Servizi
In città sono presenti diversi istituti bancari e le principali banche italiane hanno a Vicenza almeno una filiale.
La città è stata la sede del Gruppo Banca Popolare di Vicenza (ora confluita in Intesa Sanpaolo), del Banco Desio Veneto e della direzione Veneto Centrale di Unicredit Banca.

È stata inoltre la sede della Banca Cattolica del Veneto dalla fondazione (1892) fino al momento della fusione (1990) con Banco Ambrosiano (il nome infatti diventò Banco Ambrosiano Veneto) che mantenne in città la sede legale. Dopo un'ulteriore serie di accorpamenti societari che portarono alla nascita di Intesa Sanpaolo, la città è uno dei centri direzionali dell'istituto bancario.

#### Fiera di Vicenza
Nata ufficialmente come Fiera Campionaria nel 1948, aveva come presidente Gaetano Marzotto e vicepresidente Giacomo Rumor. La prima sede era presso i Giardini Salvi in pieno centro ma, con il trascorrere degli anni, s'intuì l'importanza di dare alla struttura nuovi spazi. Venne scelta quindi l'area di Vicenza Ovest (dove andava pian piano formandosi la zona industriale), vicina all'autostrada A4 e fuori dal centro storico. Fino al 2015 le fiere dell'oro si svolgevano in tre edizioni nel corso dell'anno (la prima a gennaio, la più importante, una a maggio e una a settembre) mentre ad oggi sono state mantenute solo le edizioni invernale e autunnale, cancellando definitivamente la manifestazione di maggio. Nel 1971 venne inaugurata la nuova struttura.
Con le fiere orafe VicenzaOro, la Fiera di Vicenza è uno dei poli fieristici più importanti d'Italia e tra i più conosciuti al mondo.

### Turismo
La città è conosciuta in tutto il mondo per essere patria artistica di Andrea Palladio e grazie alle sue opere architettoniche è dal 1994 città patrimonio mondiale dell'umanità dell'UNESCO; ogni anno è visitata da turisti provenienti da tutto il mondo e, nonostante il flusso turistico si stia sempre di più portando verso il mordi-e-fuggi, la città è tappa fissa nel tour veneto vista anche la vicinanza con Venezia e Verona. Inoltre le importanti manifestazioni fieristiche s'intersecano con l'offerta turistico culturale della città che è aumentata grazie all'apertura di nuovi musei e alla creazione di eventi di richiamo. Nel 2011, secondo i dati del consorzio Vicenza (che cura la promozione turistica berica), è stato registrato un incremento del + 14,1% di turisti.
Il quotidiano londinese Times ha inoltre inserito Vicenza tra le 10 mete italiane più cool.

## Infrastrutture e trasporti

Uscita dal Park Multipiano "Verdi"

Parcheggio d'interscambio "Cricoli"

### Strade
Vicenza è da secoli un importante crocevia del Nordest italiano e pertanto ben servita soprattutto sotto il profilo stradale. Esistono due autostrade che servono la città:
- l'A4 Serenissima che passa a sud della città, attraverso due gallerie sotto i colli Berici correndo, per alcuni tratti, affiancata alla tangenziale sud. All'autostrada si accede tramite i caselli di: Vicenza Ovest: il casello principale della città, e Vicenza Est: aperti nel 1961
- l'A31 Valdastico che si raccorda all'A4 tra i caselli Est e Ovest e che attraversa la zona da Nord-Est a Sud-Est del capoluogo. A questa autostrada si accede direttamente dal casello di Vicenza Nord aperto nel 1976 o tramite lo svincolo di raccordo con il casello di Vicenza Est dell'A4 Serenissima.

Per Vicenza passano inoltre diverse strade statali:
- la SS11 Padana Superiore che collega Torino a Venezia, molto trafficata sia nel tratto verso est che in quello verso ovest.
- la SS53 Postumia che collega la città a Portogruaro (VE) e che coincide in alcuni tratti con la vecchia via romana Postumia
- la SS46 del Pasubio che collega Vicenza a Rovereto (TN) dove si connette con la SS12 dell'Abetone e del Brennero.
- la ex SS247 Riviera Berica che collega la città a Este (PD).
- la ex SS248 Schiavonesca-Marosticana che connette il capoluogo con Nervesa della Battaglia (TV) dove si collega alla SS13 Pontebbana.

Due circonvallazioni cingono la città.
- La Circonvallazione Interna
- La Circonvallazione Esterna

Infine la Tangenziale Sud corre, per alcuni tratti, parallela all'autostrada A4, utilizza anch'essa due gallerie sotto i Colli Berici, che erano originariamente utilizzate per l'autostrada A4, inizia dalla zona del parco commerciale "Le Piramidi", a Torri di Quartesolo, e arriva fino al casello di Vicenza Ovest, in zona Fiera. 
Nell'estate 2023 sono terminati i lavori per il primo tronco della Tangenziale Nord (chiamato Bretella dell'Albera) dalla zona di Ponte Alto fino al comune di Costabissara con lo scopo di sgravare il traffico pesante di viale del Sole.

### Ferrovie e tranvie

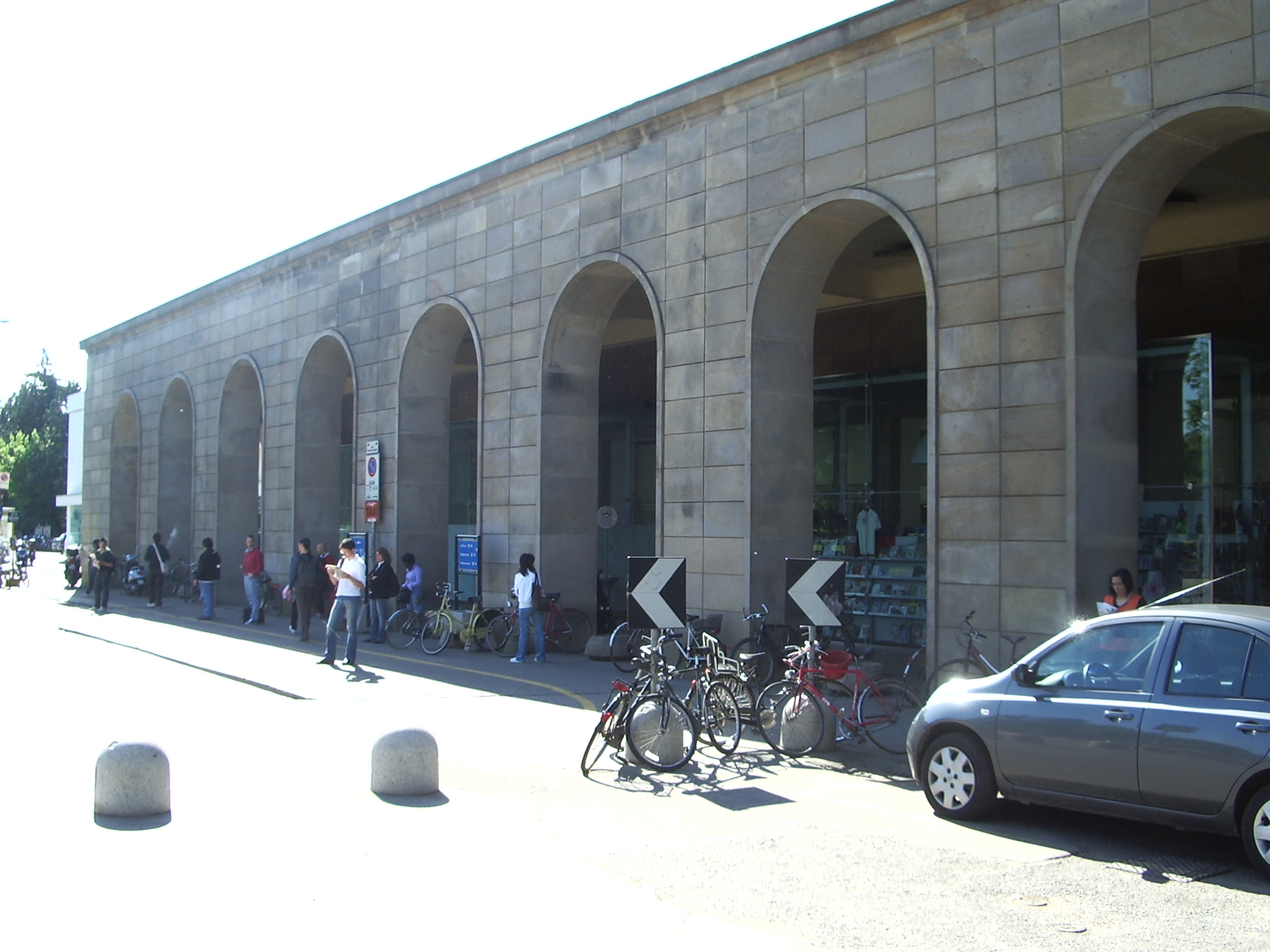
Ala centrale della stazione di Vicenza

Vicenza è posta sull'asse ferroviario Milano-Venezia ed è servita dalle seguenti stazioni ferroviarie:
- La stazione di Vicenza, che si trova in centro, ai piedi di Monte Berico è servita sia da collegamenti a lunga percorrenza gestiti da più operatori sia dai treni regionali svolti da Trenitalia nell'ambito del contratto di servizio stipulato con la Regione Veneto. I servizi commerciali di stazione sono operati dalla società Centostazioni.
- La fermata di Anconetta, è posta sulla linea Vicenza-Schio, servita anch'essa dai regionali Trenitalia, viene generalmente utilizzata dai pendolari da/per il centro della città.

Fra il 1880 e il 1980 Vicenza disponeva inoltre di ulteriori relazioni ferrotranviarie:
- tranvia elettrica Vicenza-Valdagno-Recoaro Terme, con diramazione da Montecchio Maggiore a Chiampo, chiusa per tratte fra il 1961 e il 1980
- tranvia Vicenza-Noventa-Montagnana, con diramazione per Barbarano, chiusa definitivamente nel 1979
- tranvia Vicenza-Bassano del Grappa, soppressa nel 1961

### Mobilità urbana

#### Autobus

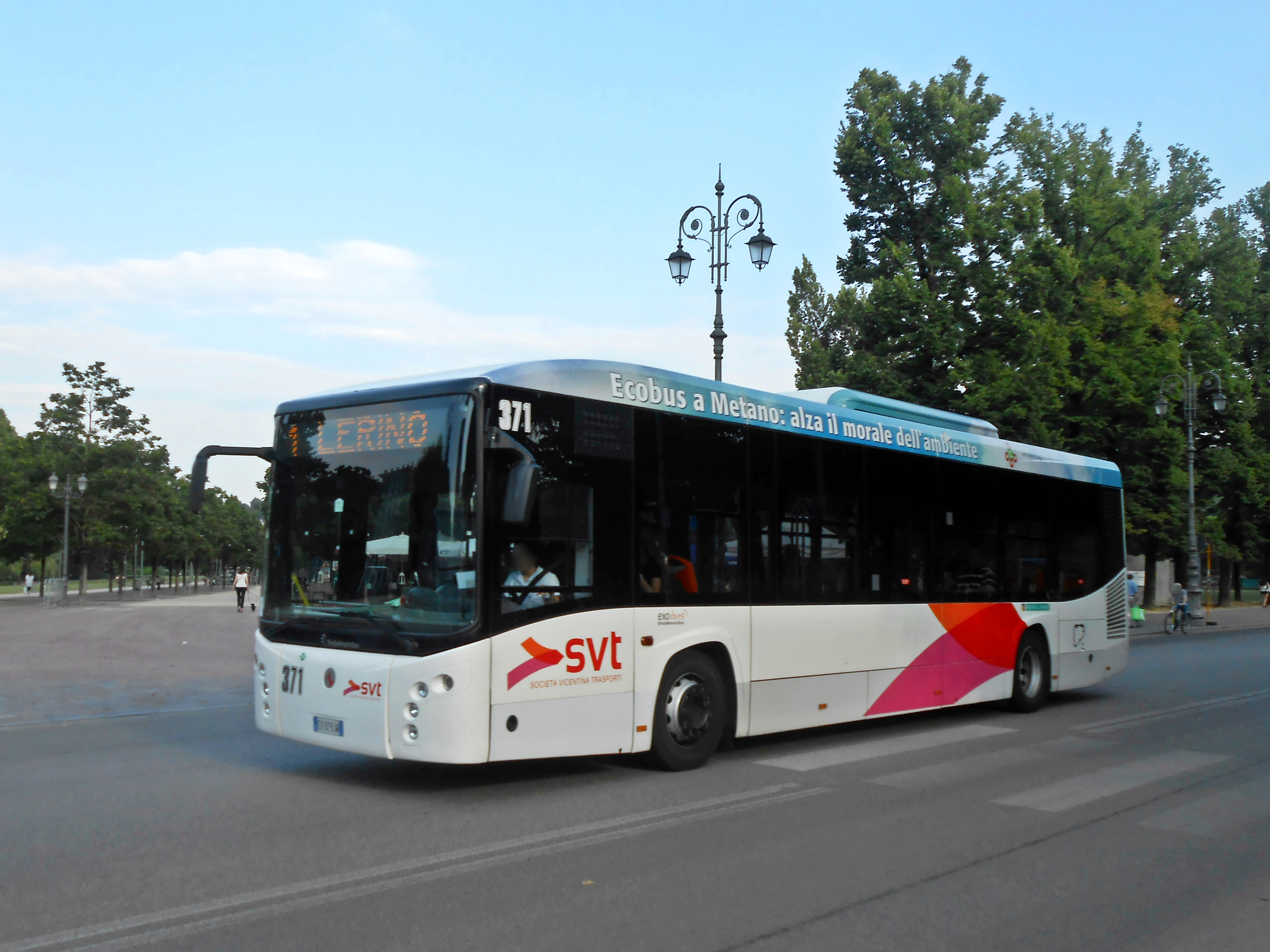
Autobus urbano SVT lungo viale Roma

Il trasporto pubblico locale di Vicenza si caratterizza per una rete urbana di autobus gestita da SVT - Società Vicentina Trasporti. 
Il servizio urbano e suburbano SVT conta 22 linee che collegano i vari quartieri e l'area metropolitana berica al centro della città a cui si aggiungono 4 linee a chiamata (denominate PeriMetrò), che servono le zone più periferiche, oltre che il servizio serale a chiamata attivo su tutta la rete urbana. 
19 sono invece le linee extraurbane che collegano il capoluogo con i principali centri della provincia.
Anche le aziende di trasporto extraurbano di Padova (Busitalia) e di Treviso (Mobilità di Marca) hanno attive ciascuna una linea di collegamento tra Vicenza-Padova e Vicenza-Treviso.
Nel 1911 fu inaugurata una rete tranviaria urbana, che nel 1928 fu affiancata da una rete filoviaria. I tram urbani furono soppressi nel 1951 mentre la rete filoviaria cessò l'esercizio nel 1970.
Malgrado ciò, la popolazione locale ha mantenuto l'uso del termine "tram", mutandone il significato per indicare gli autobus correntemente in uso.

#### Piste ciclabili e bike sharing
La città possiede circa 65 km di piste ciclabili suddivisi in 29 tratti. All'interno del Piano Urbano della Mobilità (avviato nel 2012) è stato inserito un apposito Biciplan della città di Vicenza che prevede lo sviluppo di 7 direttrici ciclabili per garantire le connessioni con i comuni contermini, i quartieri periferici e le aree centrali, ma anche di una rete ciclabile all'interno dei quartieri per promuovere l'accessibilità ciclabile ai diversi attrattori urbani (scuole in primis). Le 7 ciclovie sono identificabili da copripali dai colori diversi (rossi per la ciclovia centro-Polegge, blu per la ciclovia centro-San Lazzaro...) che riportano il nome della ciclovia e alcune indicazioni stradali per raggiungere altre ciclabili o poli attrattori.
Presso i parcheggi Verdi, Fogazzaro e Stadio è attivo un servizio di bike sharing con bici elettriche e normali.
Esistono inoltre due parcheggi custoditi per biciclette: il Vi.Bicipark ponte San Paolo e il Vi.Bicipark stazione. Entrambi i parcheggi dispongono di ciclofficina e del servizio di marcatura.

### Aeroporti
La città è stata servita dalla seconda guerra mondiale fino al 2008 da un piccolo aeroporto, prima militare poi aperto al traffico civile. L'aeroporto "Tommaso Dal Molin" sorgeva a ridosso della città, a circa 3 km a nord-ovest, nell'area poi occupata da una seconda base militare americana, la caserma Del Din, oltre alla già esistente caserma Ederle (a 6 km di distanza). Nell'area rimanente è prevista la costruzione di un parco pubblico.

## Amministrazione
Il consiglio comunale di Vicenza ha sede presso la Sala Bernarda della Loggia del Capitaniato che si affaccia su Piazza dei Signori. I consiglieri comunali (dopo le modifiche introdotte con la legge finanziaria per l'anno 2010) sono 32;
La giunta comunale berica è composta dal sindaco e da 9 assessori. La sede principale del comune si trova presso Palazzo Trissino Baston in Corso Palladio.

### Consolati
In città sono presenti i consolati onorari di:
- Guatemala, competente per le regioni Veneto, Trentino-Alto Adige ed Emilia-Romagna
- Gabon, competente per le regioni Veneto, e Lombardia
- Cile, competente per le provincie di Vicenza, Padova e Verona
- Lettonia, competente per la regione Veneto

### Gemellaggi e patti di amicizia
Vicenza è gemellata con le seguenti città:
- Pforzheim, dal 1991
- Annecy, dal 1995

Ha stretto patti di amicizia con:
- Cleveland, dal 2009
- Osijek, dal 2011
- Stari Grad, dal 2022

## Sport
Vicenza ha dato i natali a molti sportivi entrati nella storia come Gian Giorgio Trissino, il primo italiano a vincere una medaglia d'oro alle Olimpiadi.
In città si trovano: la sede nazionale dell'Associazione Italiana Calciatori e le sedi provinciali del C.O.N.I. e del C.S.I..

### Città europea dello Sport 2017
La città di Vicenza è stata ufficialmente proclamata Città europea dello Sport per l'anno 2017 dall'ACES (Associazione delle Capitali Europee dello Sport). Il riconoscimento è stato conferito il 16 novembre 2016 a Bruxelles, presso la sede del Parlamento europeo.

### Calcio

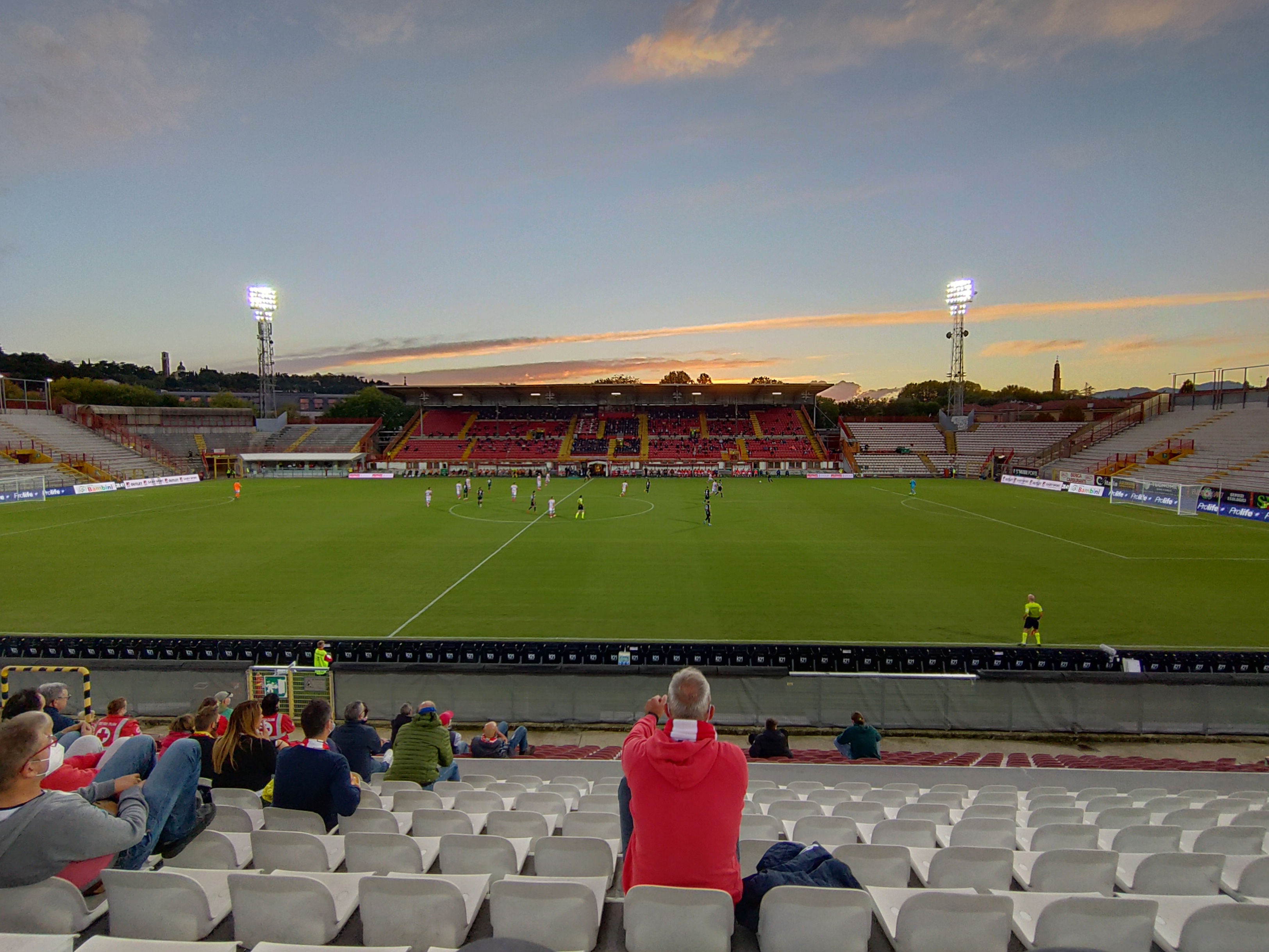
Veduta dello stadio Menti dalla tribuna distinti

Il L.R. Vicenza, fondato nel 1902, è la più antica squadra del Veneto e ha disputato 30 campionati di Serie A, dei quali 20 consecutivi fra il 1955-1956 e il 1974-1975: occupa pertanto il 19º posto nella classifica della tradizione sportiva dei club che hanno giocato nella massima serie italiana e il 17º posto nella relativa classifica perpetua. L'IFFHS lo annovera tra le 15 migliori formazioni italiane del XX secolo. In ambito nazionale vanta la vittoria di una Coppa Italia (1996-1997), mentre il migliore risultato a livello internazionale rimane la semifinale della Coppa delle Coppe (1997-1998); annovera inoltre il raggiungimento della finale nel campionato di Prima Categoria 1910-1911, quando fu sconfitto dalla Pro Vercelli, e il secondo posto alle spalle della Juventus nel campionato di Serie A 1977-1978, in cui conseguì il miglior risultato di sempre di una neopromossa nell'era del girone unico. Tra i giocatori che hanno vestito la maglia biancorossa, il Vicenza ha lanciato nel mondo del calcio due campioni che hanno vinto il Pallone d'oro: Paolo Rossi e Roberto Baggio. La prima squadra milita in Serie C.
In ogni quartiere cittadino vi è inoltre una squadra di calcio che milita in categorie inferiori. L'unica che ha raggiunto il calcio professionistico è stata il Real Vicenza. 
Vi è inoltre la squadra del Vicenza Calcio Femminile, fondato nel 1994 e militante in serie C.

### Rugby
Il Rugby Vicenza è la società di rugby a 15 della città, nata nel 1974, che schiera almeno una formazione in undici diverse categorie previste dalla Federazione Italiana Rugby. 
La prima squadra maschile milita in Serie A Élite, il massimo campionato italiano; vi è poi una seconda squadra che milita in Serie C1, mentre la prima squadra femminile partecipa alla Coppa Italia seven.

### Pallacanestro
Nella pallacanestro l'AS Vicenza, è una società di basket femminile fondata nel 1958, tra le più titolate in Italia, vincitrice di 12 Scudetti, 5 Coppe dei Campioni, e 1 Coppa Rocchetti. Attualmente milita in serie A2.
La Pallacanestro Vicenza è invece la squadra di basket maschile che milita in serie B.

### Hockey in line
Diavoli Vicenza è la società di hockey in line nata nel 1949, vincitrice di due Scudetti e di due Coppe Italia. Milita in serie C.
Vicenza Hockey è una nuova società di hockey in line nata nell'estate del 2023 e milita in serie A.

### Pallavolo
La principale squadra di pallavolo è l'Anthea Volley Vicenza che milita in serie A2. Si tratta della società nata dalle ceneri dell'Obiettivo Risarcimento Volley e ancor prima della Joy Volley Vicenza.

### Atletica leggera
L'Atletica Vicentina è una società di atletica leggera, la terza forza dell'atletica leggera italiana per risultati complessivi ottenuti nei campionati di società..
Sono legati alla città i fondisti: Gelindo Bordin, Orlando Pizzolato, Vittorio Fontanella, i lanciatori Paolo Dal Soglio per il peso e Diego Fortuna per il disco e i velocisti Roberto Ribaud, Luciano Caravani, Matteo Galvan. È di Vicenza anche la campionessa juniores nel salto triplo Ottavia Cestonaro.

### Ciclismo

Tullio Campagnolo

Vicenza è la città di Tullio Campagnolo, fondatore dell'omonima impresa, azienda leader nella produzione di componenti per bicicletta, alla quale sono da attribuire importanti innovazioni presenti sulle bici di tutto il mondo, dallo sgancio rapido per le ruote al cambio a deragliatore a parallelogramma.
La città è stata più volte sede di tappa del Giro d'Italia. Nel dettaglio le tappe con arrivo a Vicenza:
- 1932 2ª tappa Milano > Vicenza, vinta da Learco Guerra;
- 1950 8ª tappa Brescia > Vicenza, vinta da Hugo Koblet;
- 1953 17ª tappa Riva del Garda > Vicenza, vinta da Bruno Monti;
- 1961 16ª tappa Modena > Vicenza (Monte Berico), vinta da Adriano Zamboni;
- 1967 18ª Verona > Vicenza (Monte Berico), vinta da Francisco Gabica;
- 1977 14ª tappa Voghera > Vicenza, vinta da Marc Demeyer;
- 1983 18ª tappa Sarnico > Vicenza, vinta da Paolo Rosola;
- 1996 18ª tappa Meda > Vicenza, vinta da Mario Cipollini;
- 2013 17ª tappa Caravaggio > Vicenza, vinta da Giovanni Visconti;
- 2015 12ª tappa Imola > Vicenza (Monte Berico), vinta da Philippe Gilbert.
- 2025 13ª tappa Rovigo > Vicenza (Monte Berico), vinta da Mads Pedersen

### Baseball
Nel comune hanno sede due società: A.S.D. Palladio B.S. Vicenza e A.S.D Vicenza Baseball Softball Club.
La città inoltre ha ospitato alcune partite del Campionato mondiale di baseball in due occasioni: nel 1998 (proprio per l'occasione fu costruito l'attuale stadio comunale di Baseball "Pomari") e nel 2009.

### Football americano
Gli Hurricanes Vicenza, hanno partecipato nel 2010 al loro primo campionato nazionale di Serie B FIDAF..

### Pallanuoto
La Nuoto Vicenza è una squadra di pallanuoto maschile che milita in Serie C.

## Impianti sportivi
In città sono presenti 71 impianti sportivi. Di questi, 28 sono classificati come Grandi Impianti e sono gestiti dall'omonimo settore del assessorato allo sport comunale. Gli altri impianti (principalmente campi da calcio, palestre e piastre polisportive) sono in gestione alle varie circoscrizioni di quartiere.
Tra le strutture classificate come Grandi Impianti ci sono:
- Stadio di calcio Romeo Menti

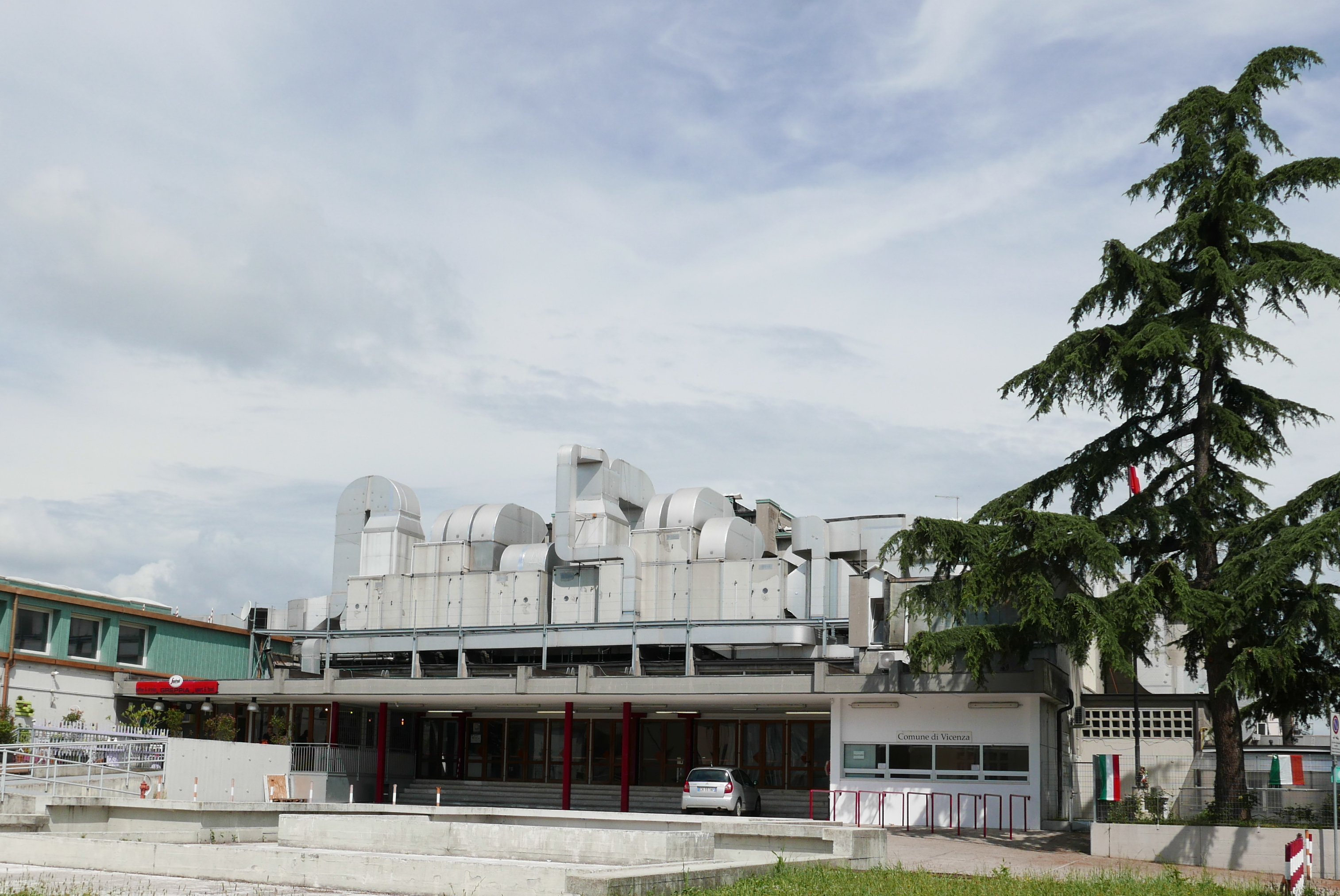
Palasport "Città di Vicenza - PalaGoldoni"

- Palasport "Città di Vicenza - PalaGoldoni"
- Rugby Arena
- Palasport "Palalaghetto"
- Stadio di softball "Laghetto"
- Stadio di baseball "Pomari"
- Stadio di rugby "Angelo Gobbato"
- Campo scuola di atletica leggera "Guido Perraro"
- Cittadella dello sport (q.re San Paolo)
- Palascherma "PalaRiello - Carlo Pavesi"
- Parco Acquatico "Le piscine di Vicenza"
- Palazzetto del nuoto "PalaCaoduro"
- Pattinodromo comunale
- Piscina comunale "San Pio X"
- Circolo tennis "Palladio"
- Circolo tennis "Vicenza"
- Skatepark "Fornaci"
- Campi da bikepolo "Pomari"

## Vicentini "magnagati"
(Celebre detto veneto)
Gli abitanti di Vicenza vengono scherzosamente soprannominati magnagati ("mangia gatti") in un detto popolare codificato in una filastrocca pubblicata nel 1879. Sono state avanzate svariate teorie sull'origine di tale epiteto, che probabilmente in realtà non ha origini culinarie, ma che nell'immaginario moderno è divenuto anche un simbolo della povertà patita dal territorio e della sua gente nei periodi passati, da ultimo durante la seconda guerra mondiale, quando questo segno di disperazione – cibarsi di questi animali domestici una volta esauriti quelli da cortile – era in realtà abbastanza diffuso in tutta Italia, tant'è che una circolare del Ministero dell'Interno all'inizio del 1943 vietava espressamente l'uccisione di gatti per scopi alimentari, al fine di evitare la proliferazione di topi.
La tradizione, comunque, assegna particolarmente ai vicentini la nomea di "mangia gatti". Sulle ragioni di questa attribuzione ci sono diverse leggende, ma l'unico collegamento storico è rintracciabile nel 1509, quando Padova era attaccata dalle truppe della lega di Cambrai, allestite contro la Repubblica di Venezia. Tra gli aggressori vi erano i vicentini, tradizionali nemici dei sudditi dei Carraresi, e sarebbe a loro che i padovani mostrarono in segno di disprezzo, dall'alto delle mura, una gatta appesa a una lancia: «Lo sfottò era riferito alla macchina da guerra conosciuta come "il gatto" e utilizzata anche dalle truppe imperiali».
A seguito di questo epiteto, assunto bonariamente a blasone da parte dei vicentini, il gatto è divenuto in maniera autoironica un simbolo molto diffuso in città ed è usato, tra gli altri, da:
- G.A.P. Vicenza: lo stemma del Gruppo Arbitri e Ufficiali di Campo di Pallacanestro provinciale raffigura un gatto in divisa ufficiale CIA con fischietto in bocca e pallone in mano.
- Anonima Magnagati: gruppo cabarettistico in lingua veneta attivo dal 1974 e conosciuto in tutta la regione.
- Vicenza: che, dal 1994, ha in Gatton Gattoni la sua mascotte.
- Piscine di Vicenza: con un pacioso gatto blu in costume da bagno.
- Rugby Vicenza: gatto biancorosso, sguardo aggressivo e zampa su un pallone da rugby.
- Scuderia Palladio: storica scuderia di corse automobilistiche (organizzatrice del "Rally Città del Palladio") che ha come logo un gatto con casco da rally.
- Palladio Baseball: gatto agile e snello con maglia biancorossa e calzoni bianchi in atteggiamento da ricezione della palla.
- Centro Ski Vicenza: anche qui un gatto aggressivo con casco, racchette e sci.
- Tiro a segno nazionale vicenza: canini appuntati e unghie affilate per il simbolo del tiro a segno.
- Polizia Locale di Vicenza: creato dal comandante degli anni sessanta Guido Danichelli, rappresenta un gatto nero e bianco su sfondo biancorosso (i colori della città). Il gatto chiude un occhio (a dimostrare la comprensione che i vigili devono avere) e fa la linguaccia (quasi come a sfidare i contravventori). Inoltre il numero dei baffi rappresenta il numero dei quartieri cittadini di allora. Il simbolo viene consegnato annualmente alla cena del Corpo, ai nuovi vigili. Una versione in oro viene invece regalata quando un poliziotto va in pensione.
- Festambiente Vicenza: festival di Legambiente che si svolge dal 2002 e che ha come logo un gatto che presenta un vassoio con sopra un ambiente incontaminato.
- Compagnia Teatrale Emanuele Zuccato: compagnia teatrale della frazione di Polegge che associa, da un lato il Leone di San Marco e dall'altro un gatto entrambi poggianti la zampa su un libro in cui è disegnata una maschera.
- La Gata: dolce tipico nato nel 2006 dall'intuizione del gruppo pasticcieri di Confartigianato Vicenza.
- Cats - Easy living, a Vicenza: è il nome scelto dal mensile de Il Giornale di Vicenza nel 2009.